# Bahia
A Bahia (pronúncia em português: [baˈi.ɐ]) é uma das 27 unidades federativas do Brasil. Banhada pelo Oceano Atlântico na costa mais extensa do país, está situada na Região Nordeste, onde representa a maior extensão territorial, a maior população, o maior produto interno bruto e o maior número de municípios. A capital estadual é Salvador. Além dela, há outros municípios influentes na rede urbana baiana, como as capitais regionais Feira de Santana, Vitória da Conquista, Barreiras, o bipolo Itabuna-Ilhéus e Juazeiro do bipolo com o município pernambucano de Petrolina, no sul do estado Eunápolis-Porto Seguro.
Um dos primeiros núcleos de riqueza açucareira do Brasil, a Bahia recebeu um imenso contingente e enorme influência de africanos escravizados, trazidos pelos colonizadores portugueses para comercialização, visando a suprir os engenhos e as minas de ouro da colônia. Esses indivíduos escravizados procediam em especial do Golfo da Guiné, das antigamente chamadas costas "dos escravos", "da pimenta", "do marfim" e "do ouro", no Oeste Africano, com destaque para o Império de Oió, fundado e habitado pelo povo iorubá, e o antigo Reino de Daomé. Em contraposição, o Rio de Janeiro viria a receber, posteriormente, escravos procedentes principalmente de Angola e Moçambique. Assim, a influência da cultura africana na Bahia permaneceu alta na música, na culinária, na religião, no modo de vida de sua população, não só ao redor de Salvador e Recôncavo baiano, mas, principalmente, em toda a costa baiana. Não à toa, o gentílico do estado deu nome ao ofício comum a mulheres negras que preparam e comerciam no tabuleiro de acarajé, vestidas de turbante, colares e brincos dourados, pulseira, saias compridas e armadas, blusa de renda e adereços de pano da costa — isto é, a baiana do acarajé.
A Bahia é considerada a parte mais antiga da América Portuguesa, pois foi na região de Porto Seguro, litoral sul da Bahia, que a frota de Pedro Álvares Cabral ancorou, em 22 de abril de 1500, marcando o descobrimento do Brasil pelos portugueses e a celebração da primeira missa, na praia da Coroa Vermelha, presidida pelo frei Henrique Soares de Coimbra. Em 1 de novembro de 1501, o navegador florentino Américo Vespúcio, a serviço da Coroa portuguesa, descobriu e batizou a Baía de Todos-os-Santos, maior reentrância de mar no litoral desde a foz do Rio Amazonas até o estuário do Rio da Prata. O local foi escolhido para abrigar a sede do governo-geral em março de 1549 com a chegada do fidalgo Tomé de Sousa, a mando do rei Dom João III de Portugal para fundar a que seria, pelos 214 anos seguintes, a cidade capital do Brasil Colônia, Salvador. É de se destacar também o decreto de abertura dos portos às nações amigas, promulgada em 28 de janeiro de 1808 por meio de uma Carta Régia pelo príncipe regente dom João VI de Portugal, na então Capitania da Bahia, acabando com o exclusivismo metropolitano comercial e abrindo a economia brasileira para o comércio exterior.
O estado possui um alto potencial turístico, que vem sendo muito explorado através de seu litoral, da Chapada Diamantina, do Recôncavo e de outras belezas naturais e patrimônios históricos e culturais. Possui a sétima maior economia do Brasil, com produto interno bruto superior a 290 bilhões de reais, representando quase 20 mil reais de PIB per capita. A sua renda, no entanto, não é bem distribuída, refletindo-se num índice de desenvolvimento humano de 0,714 em 2017. O estado também sofre com altíssimas taxas de criminalidade e de pobreza, sendo o segundo com maior taxa de homicídios do país e o estado com o maior número de cidades entre as mais violentas do Brasil (12). Na Bandeira do Brasil, o estado da Bahia é representado pela estrela Gamma Crucis da constelação do Cruzeiro do Sul (Crux).

## Topônimo
O topônimo "Bahia" é uma referência à Baía de Todos os Santos, a qual deu o nome, originalmente, à Capitania da Baía de Todos os Santos. A capitania foi transformada, em 1821, em província. Em 1889, a Província da Bahia tornou-se o atual Estado da Bahia.
"Bahia" é a grafia antiga para "baía", a qual se conservou, no Brasil, por uma questão de tradição. No entanto, na variante europeia da língua portuguesa, escrita em Portugal, a grafia também correta e usual é "Baía"; os dicionários portugueses como o da Porto Editora, o da Texto Editores e o da Academia de Ciências de Lisboa, que é o Dicionário da Língua Portuguesa Contemporânea, definem a palavra baiano como alguém que é originário do estado brasileiro da Baía, utilizando essa grafia.
O gentílico "baiano", já supracitado, não conserva a ortografia antiga. Embora a grafia Bahia siga as regras gerais da atual ortografia da língua portuguesa, está registrada na quinta edição do Vocabulário Ortográfico da Língua Portuguesa. A grafia já estava consagrada como exceção no ponto 42 do Formulário Ortográfico de 1943:

"Os topônimos de tradição histórica secular não sofrem alteração alguma na sua grafia, quando já esteja consagrada pelo consenso diuturno dos brasileiros. Sirva de exemplo o topônimo Bahia, que conservará esta forma quando se aplicar em referência ao Estado e à cidade que têm esse nome. Observação. — Os compostos e derivados desses topônimos obedecerão às normas gerais do vocabulário comum".— Formulário Ortográfico de 1943
Ainda que a grafia Bahia seja universalmente adotada pela população brasileira, tal grafia suscita dúvidas a gramáticos e lexicógrafos como o ortógrafo e lexicógrafo brasileiro Evanildo Bechara, que considera a grafia Bahia "um capricho imposto à nação", e Napoleão Mendes de Almeida, que qualifica tal grafia como "espúria".

## História

### Povos indígenas
Diversos estudos genéticos confirmam que os povos ameríndios descendem diretamente de grupos de caçadores-coletores asiáticos no leste da Sibéria que migraram para a América do Norte há cerca de 25 mil a 15 mil anos, e depois se espalharam por todo o continente americano, povoando-o.
Na época da chegada dos europeus ao Brasil, em 1500, o que é hoje a Bahia era habitada por uma diversidade de povos indígenas. O litoral baiano e regiões próximas eram habitados pelos tupiniquins e tupinambás, cujos ancestrais chegaram ali, vindos da Amazônia, não muitos séculos antes. Já o interior semiárido e o oeste eram habitados por povos falantes de línguas macro-jê, como os cariris.

### Período colonial

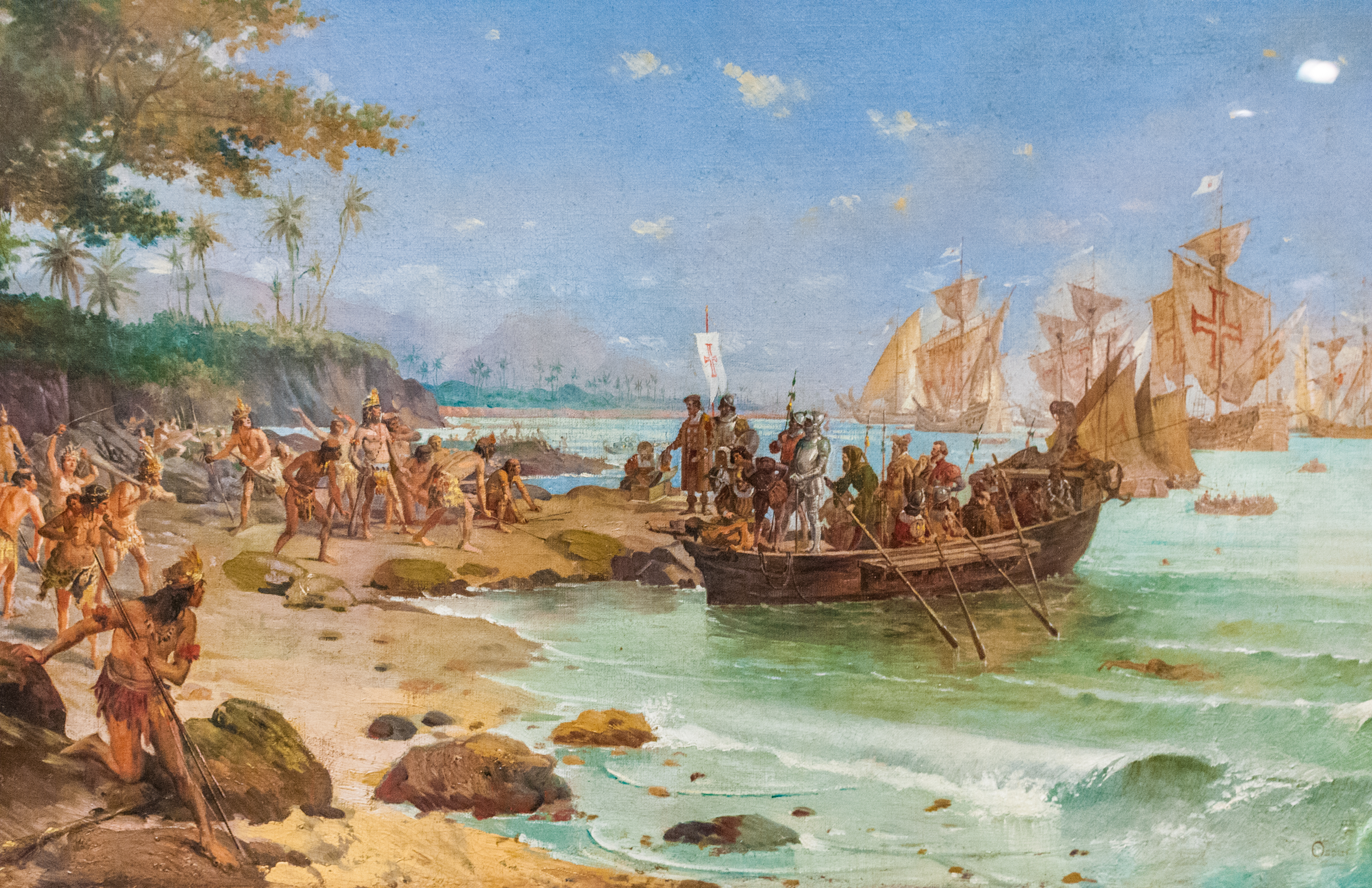
Desembarque de Cabral em Porto Seguro (óleo sobre tela); autor: Oscar Pereira da Silva, 1904. Acervo do Museu Histórico Nacional, Rio de Janeiro.

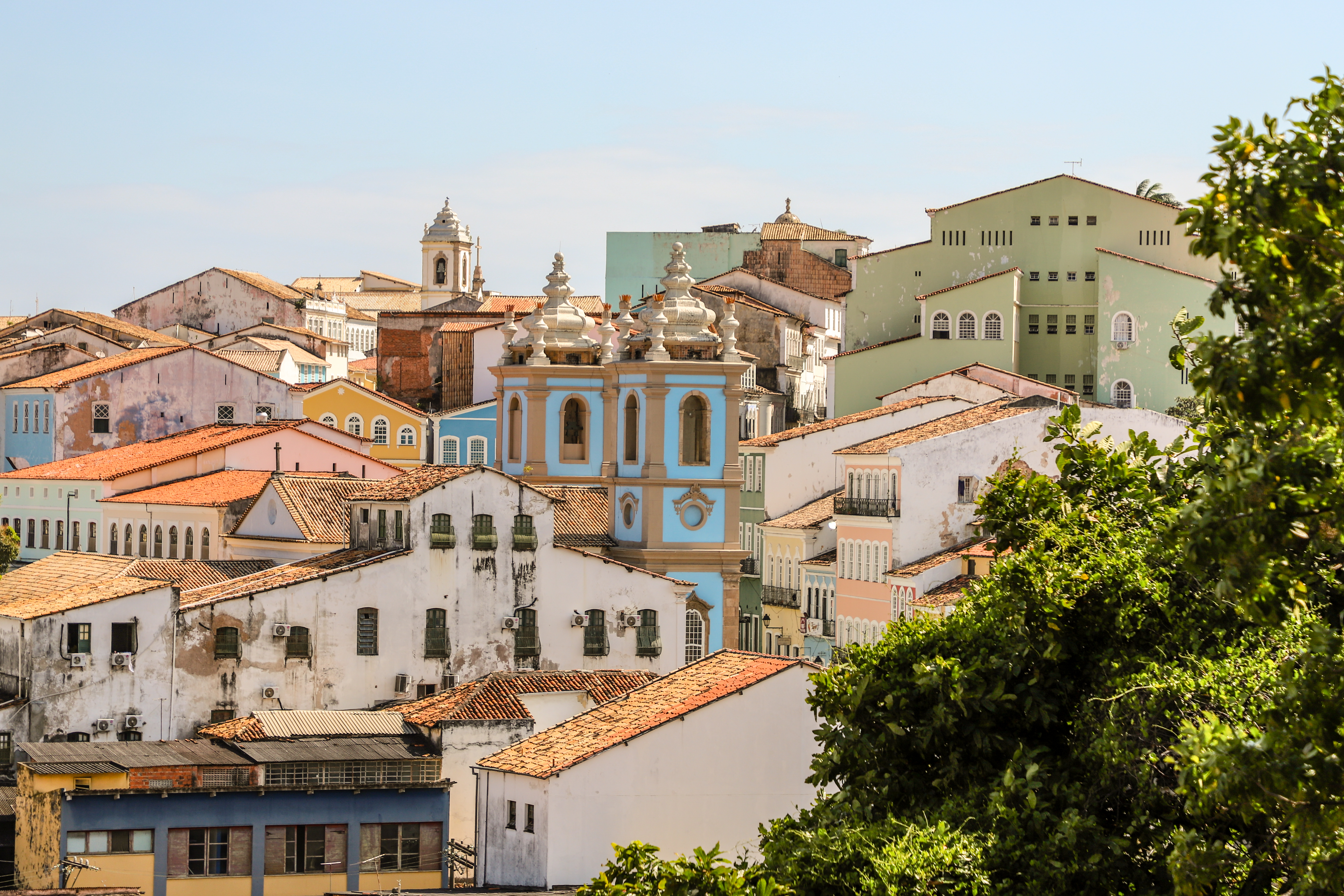
Pelourinho, na capital baiana, exemplo da arquitetura colonial implantada no Brasil

Em 22 de abril de 1500, a frota portuguesa liderada por Pedro Álvares Cabral desembarcou na região de Porto Seguro, no litoral sul baiano, sendo a primeira vez que, oficialmente, os europeus chegaram ao Brasil. Em 1º de novembro de 1501, a Baía de Todos-os-Santos foi avistada pelos europeus pela primeira vez, pela expedição portuguesa de Américo Vespúcio. Nos trinta anos seguintes, a região foi explorada por outros europeus, ao mesmo tempo que Portugal não dava importância ao território baiano, extraindo dali apenas o pau-brasil.
O primeiro europeu a se fixar de forma definitiva no território brasileiro e a prosperar em uma comunidade indígena no Brasil foi o português Diogo Álvares Corrêa, apelidado de “Caramuru” pelos ameríndios, sobrevivente de um naufrágio na costa do recôncavo da Bahia em 1509. Caramuru tornou-se uma espécie de chefe indígena na região, casando-se com Catarina Paraguaçu, filha do Cacique Taparica. Em 1511, já havia uma feitoria na Baía de Todos-os-Santos; não somente o Caramuru, como alguns outros degredados, náufragos e desertores ibéricos e franceses se casaram com as indígenas e deram origem às mais antigas famílias da Bahia e do Brasil. O pau-brasil também movimentou contrabandistas franceses, que chegaram a conquistar a credibilidade dos indígenas.
Apenas em 1534 se iniciou oficialmente a colonização portuguesa da Bahia, quando o rei de Portugal D. João III dividiu a América Portuguesa em capitanias hereditárias, acreditando que essa seria a forma mais eficaz de povoar e garantir a conquista dessa colônia. As antigas capitanias da Baía de Todos-os-Santos, de Ilhéus e de Porto Seguro, eram equivalentes ao atual território do estado da Bahia.

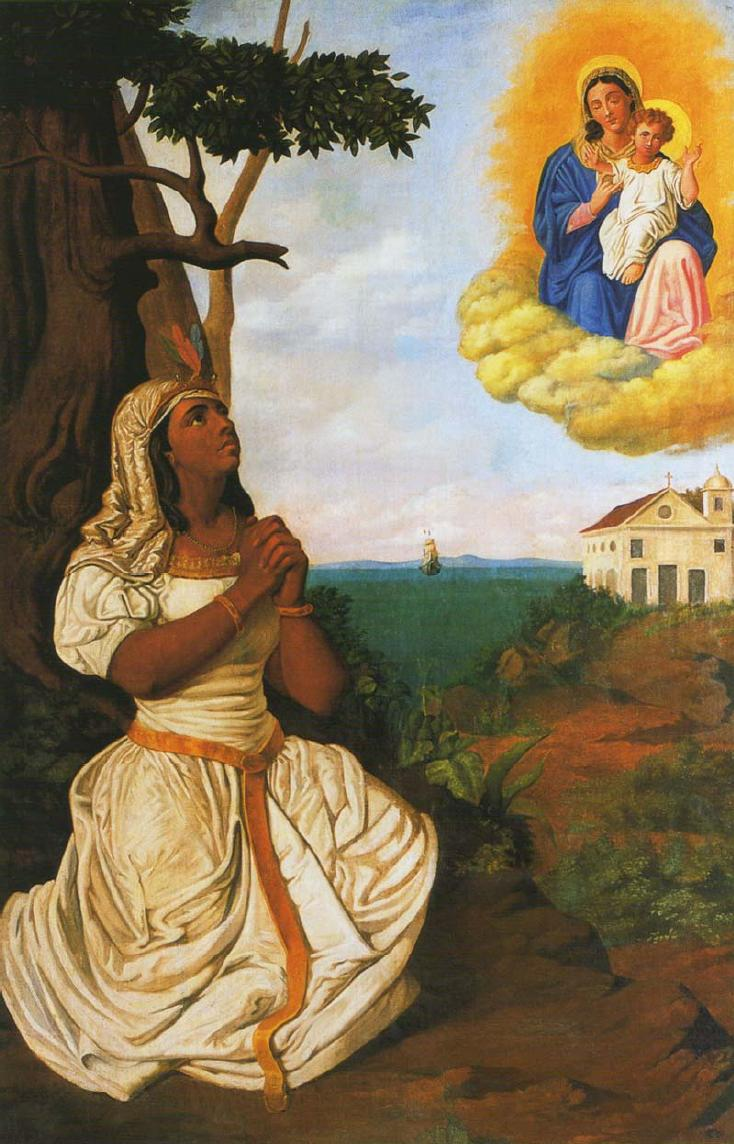
A princesa indígena tupinambá Catarina Paraguaçu, que foi esposa do Diogo Álvares Corrêa (Caramuru), e convertida ao catolicismo.

A capitania de Porto Seguro foi cedida a Pero do Campo Tourinho e, nela, seu donatário estabeleceu em 1535 a vila de Santa Cruz, na baía Cabrália. Um ano depois, outra vila foi criada, a de Porto Seguro. Na capitania de Ilhéus, o povoado, que deu origem à atual cidade homônima, foi fundado pelo donatário Jorge de Figueiredo Correia. Francisco Pereira Coutinho ganhou a capitania da Bahia de Todos-os-Santos e criou a vila do Pereira (posteriormente Vila Velha), no lugar do atual Porto da Barra, a qual viria a ser abandonada posteriormente.

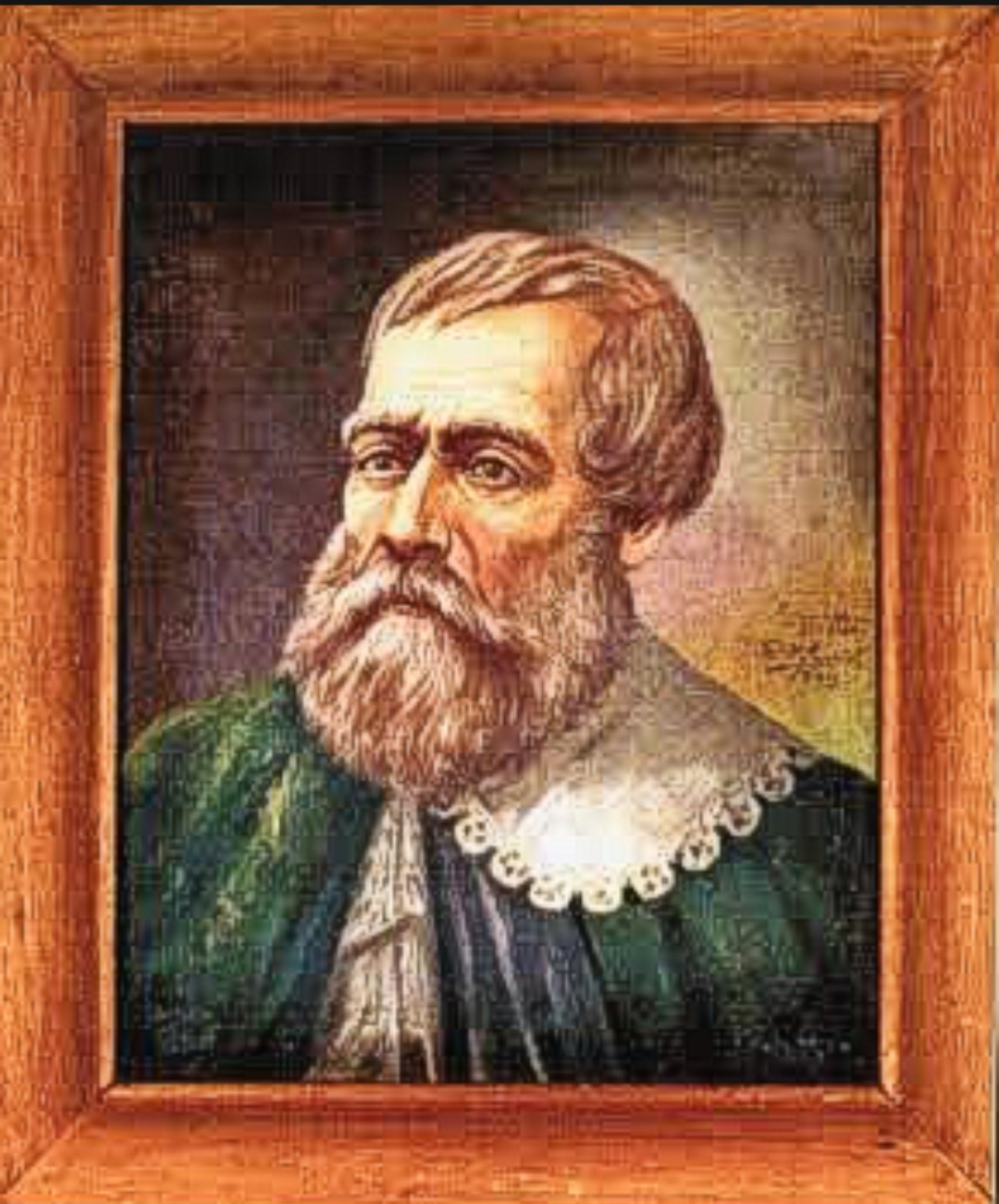
Diogo Álvares Corrêa, o "Caramuru".

No entanto, o sistema de capitanias hereditárias fracassou, devido à falta de recursos e experiência dos donatários e os ataques indígenas. Com isso, em 1548, o Rei D. João III determinou a criação do governo geral, uma administração colonial centralizada, e nomeou Tomé de Sousa para o cargo de governador-geral. Sousa desembarcou com sua comitiva na região do Porto da Barra em 29 de março de 1549, fundando, nesse dia, a cidade de Salvador, para ser a sede do governo colonial brasileiro.
Após a fundação de Salvador, prosperou nos arredores da cidade a cultura da cana-de-açúcar, que logo encontraria as terras férteis do Recôncavo e de outras partes do litoral da Bahia. O cultivo do açúcar, feito em latifúndios e utilizando-se largamente da mão-de-obra africana escravizada, foi a base da economia baiana por séculos.
No final do século XVI e início do século XVII, como consequência do conflito da coexistência entre cana-de-açúcar e criação de gado, partindo do litoral norte da Bahia e de Sergipe e do Recôncavo, gado e vaqueiros ligados aos latifúndios da Casa da Torre (família d’Ávila) e Casa da Ponte (família Guedes de Brito) foram empurrados para o interior semiárido da Bahia, o qual foi sendo gradualmente povoado pela pecuária, normalmente seguindo o curso dos rios que desembocam no litoral e seus afluentes, como o Itapicuru, Vaza-Barris, São Francisco, Real, Paraguaçu e Jacuípe, em cujas margens se formaram muitos currais.

Como consequência do bloqueio da Espanha, na época da União Ibérica, aos Países Baixos, no contexto da Guerra dos Oitenta Anos, negando-lhe acesso ao açúcar brasileiro, em 1624 Salvador foi invadida e tomada pelos neerlandeses e foi retomada pelos seus habitantes e por uma frota luso-espanhola em 1625. Em 1627, corsários neerlandeses atacaram Salvador.

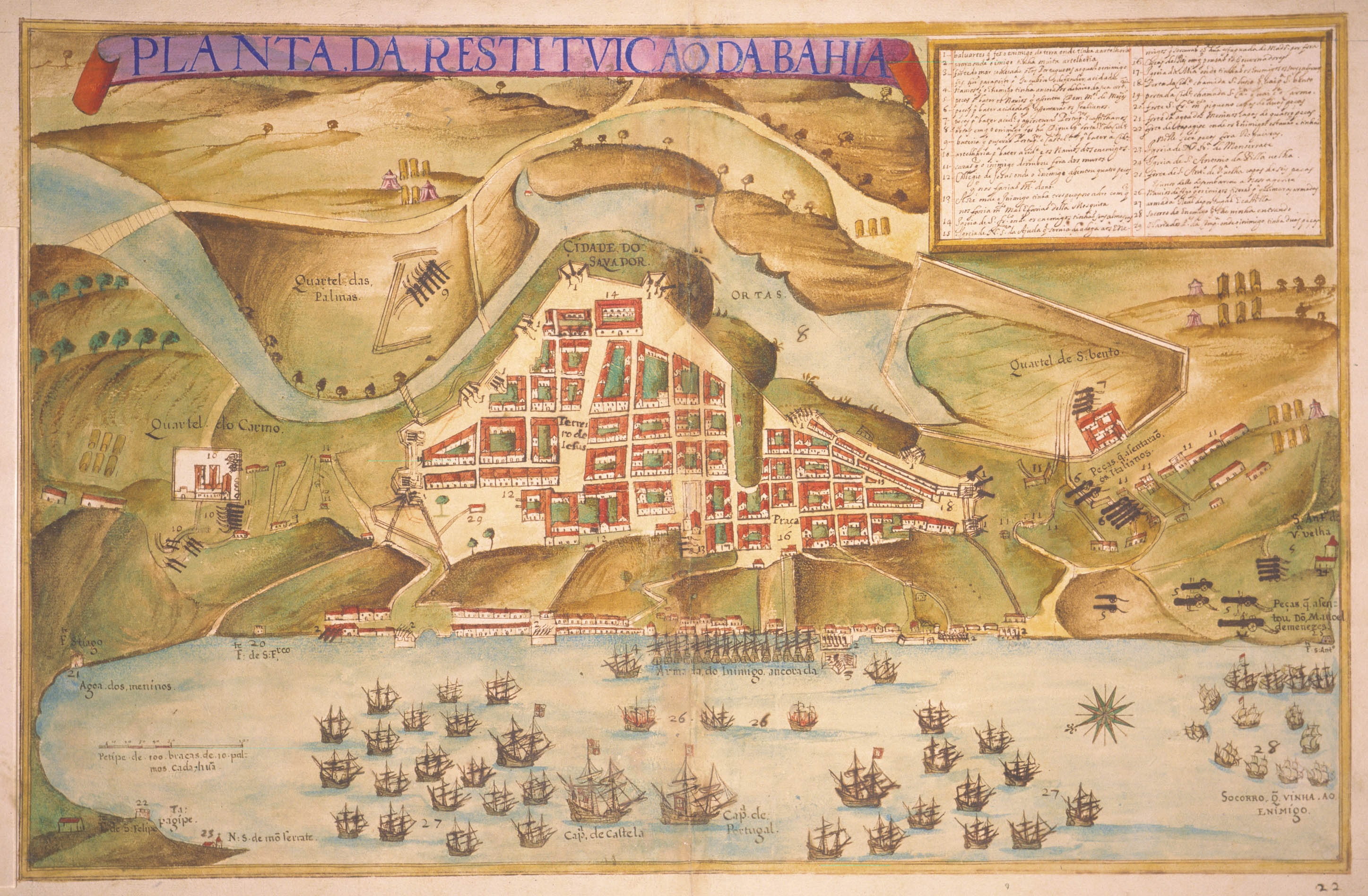
Planta da restituição da Bahia (de 1631 por João Teixeira Albernaz, o Velho): em primeiro plano, a Armada Espanhola

Em meados do século XVII, o ciclo do açúcar no Brasil entrou em declínio, por causa da concorrência com a produção das Antilhas, para onde os holandeses levaram a cana-de-açúcar depois de expulsos do Brasil.
No final do século XVII e início do século XVIII, foram descobertas jazidas de ouro em Jacobina e nas nascentes dos rios Paramirim, de Contas e Brumado, o que fez com que essas regiões fossem colonizadas. Na década de 1840, foram descobertas jazidas de diamantes em Mucugê e Lençóis, povoando essa zona.
No século XVIII, a economia da Bahia voltou a prosperar, como resultado do preço elevado totalizado pelo açúcar e das enormes safras de tabaco que exportava.
Em 1763, a capital brasileira foi transferida de Salvador para o Rio de Janeiro, pois o eixo econômico do Brasil havia sido transferido décadas antes para o Sudeste, devido às jazidas de ouro em Minas Gerais. Essa medida adotada pela Coroa Portuguesa um forte impacto na economia baiana.

### Império
Em 1798, com inspiração nas ideias iluministas, Revolução Francesa e Inconfidência Mineira, eclodiu em Salvador a Conjuração Baiana, a qual lutava pela independência da Bahia e o fim da escravidão e da colonização, contando com forte apoio e participação popular. A repressão por parte da Coroa Portuguesa foi muito dura..

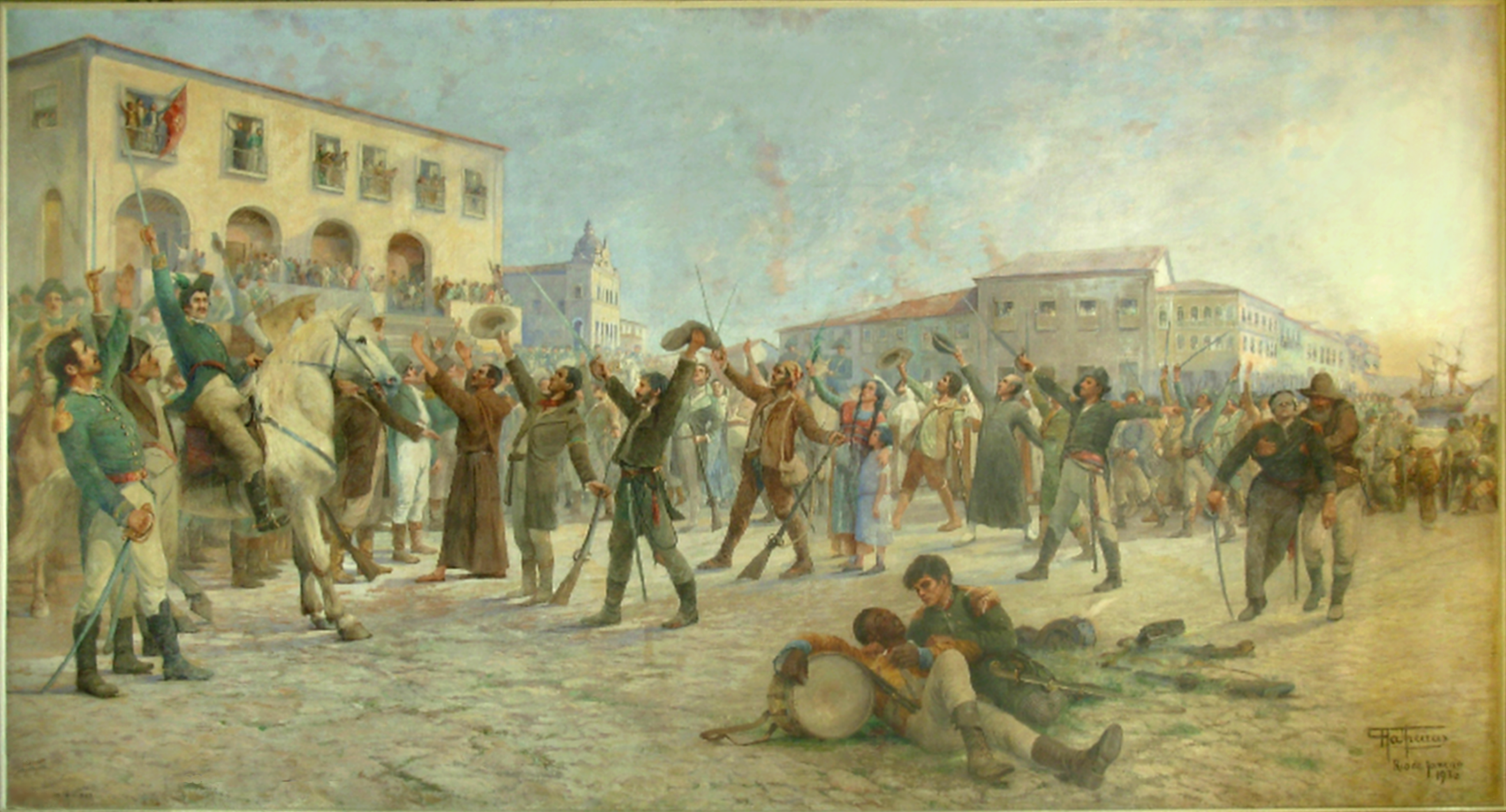
O Primeiro Passo para a Independência da Bahia, de autoria de Antônio Parreiras

Em janeiro de 1808, fugindo das Guerras Napoleônicas, a Corte Portuguesa se transferiu para o Brasil, inicialmente se fixando em Salvador, onde decretou a abertura dos portos às nações amigas. Em março, a corte se dirigiu para o Rio de Janeiro.
Em fevereiro de 1822, as cortes portuguesas trocaram o baiano Freitas Guimarães, governador das Armas da Bahia, pelo português Madeira de Melo. Com isso, os baianos se insurgiram, iniciando as lutas pela independência da Bahia, que envolveram Salvador, Recôncavo e o interior e foram concluídas em 2 de julho de 1823, quando as tropas portuguesas se renderam e, assim, a Bahia se integrou ao Brasil.
Em 1827, o território baiano adquiriu a forma atual, quando a Comarca do São Francisco (atual Oeste Baiano), anteriormente parte de Pernambuco e então sob administração provisória de Minas Gerais, foi transferida para a Província da Bahia.
Durante as primeiras décadas do Império, a Bahia sofreu uma situação social e politicamente agitada. Aconteceram muitas rebeliões contra a participação contínua dos portugueses que haviam guerreado contra os baianos na guerra da Independência. O projeto separatista e republicano, existente desde a Conjuração Baiana, continuava forte na Bahia, o que se evidencia pelo fato de a província ter sido palco de duas revoltas com esse caráter - a Federação do Guanais (1832) e a Sabinada (1837-8). Em 1835, africanos escravizados e libertos muçulmanos se revoltaram contra a escravidão, na Revolta dos Malês.
Durante o Segundo Reinado (1840-89), o cultivo da cana-de-açúcar na Bahia estava em crise. Ao mesmo tempo, foram construídas na província, durante esse período, as primeiras ferrovias, como a Estrada de Ferro da Bahia ao São Francisco, e surgiram novas instituições educacionais, sobretudo em Salvador. 

### República
Em 16 de novembro de 1889, apesar da resistência monarquista, a República foi proclamada na Bahia pelo coronel Frederico Cristiano Buys, comandante do forte de São Pedro, e a Bahia se tornou um Estado dentro de um Brasil regido por uma república federal. Os primeiros anos de República na Bahia foram marcados por administrações estaduais curtas – o primeiro governador, Virgílio Clímaco Damásio, governou por apenas cinco dias – e uma situação politicamente instável e agitada. Em 1891, foi promulgada a primeira constituição estadual e, no ano seguinte, tomou posse o primeiro governador escolhido pelo eleitorado baiano, Rodrigues Lima, que governou até 1896.
Entre 1896 e 1897, na administração de Luiz Viana (1896-1900), ocorreu, no nordeste da Bahia, na região do atual município de Canudos, a Guerra de Canudos, entre as tropas da polícia estadual e do Exército Brasileiro e a comunidade católica messiânica sertaneja liderada por Antônio Conselheiro, conflito no qual morreram mais de 20 mil pessoas e na destruição da comunidade.

O ciclo do cacau, no final do século XIX e início do XX, trouxe prosperidade para a Região Cacaueira, no sul da Bahia, chegando a representar uma parte importante do PIB baiano, e, para trabalhar nas lavouras, migraram pessoas flageladas pelas secas oriundas do interior da Bahia e de Sergipe.

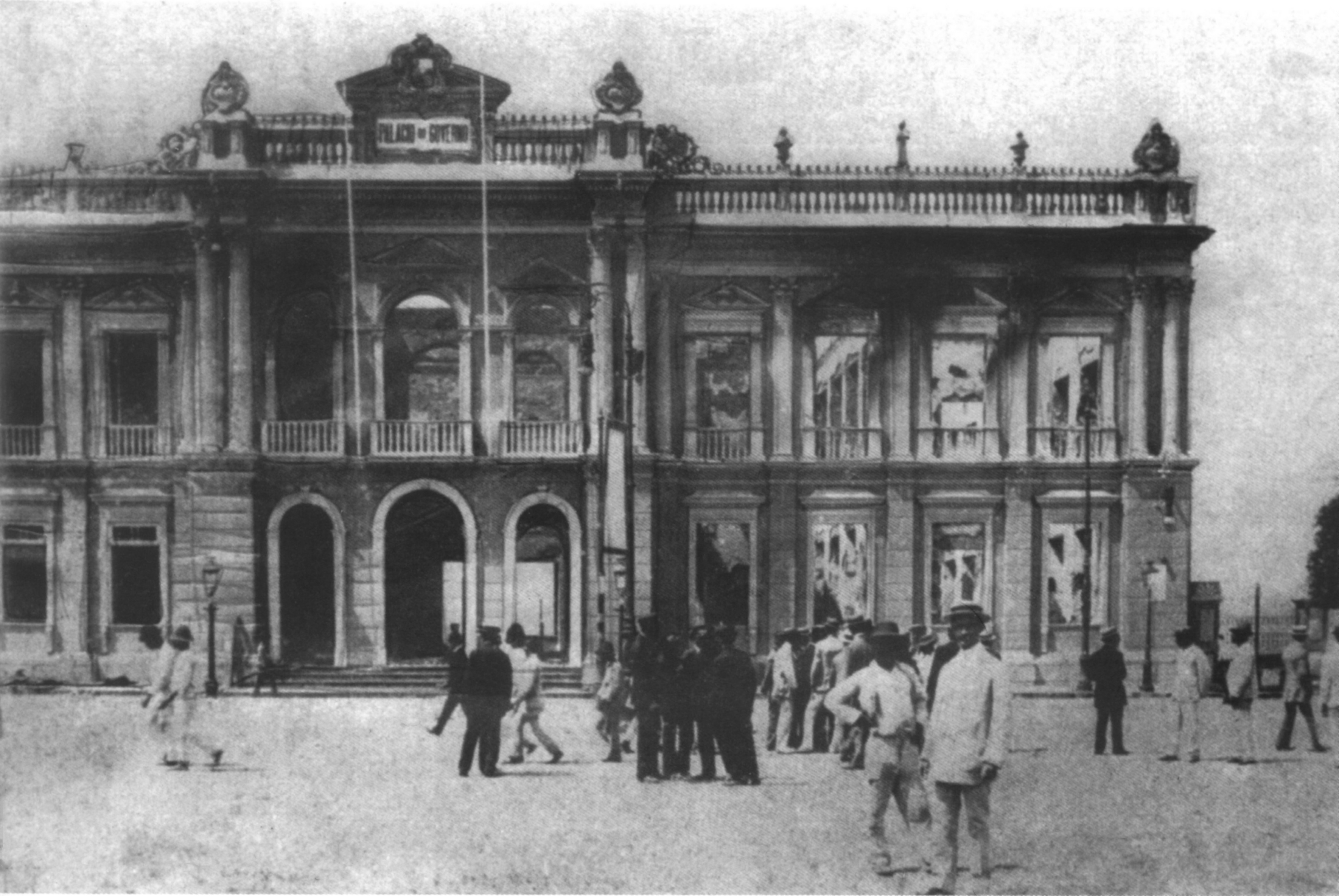
Palácio do Governo, destruído após o bombardeio de Salvador em 1912

Na República Velha, a Bahia esteve à margem do poder. Em 1912, como resultado da resistência do governo baiano à política das salvações do governo Hermes da Fonseca (1910-14), Salvador foi bombardeada. Nesse mesmo ano, no contexto da política das salvações, ascendeu ao poder J. J. Seabra, que governou a Bahia por dois mandatos (1912-16, 1920-24). As administrações de Seabra e de seu aliado Antônio Moniz de Aragão (1916-20) foram marcadas pelas reformas urbanas em Salvador e obras de infraestrutura, mas também pelos conflitos com as oligarquias rurais do interior da Bahia, que tentaram assumir o poder em 1920. Durante o governo dos seus sucessores, Góis Calmon (1924-8) e Vital Soares (1928-30), o seabrismo entrou em decadência.
Com a Revolução de 1930, a Bahia, cuja administração se encontrava envolvida com o plano político-administrativo do presidente deposto Washington Luís, foi posta sob intervenção federal.   Em 1931, o presidente Getúlio Vargas nomeou, como interventor federal na Bahia, o jovem tenente Juracy Magalhães, o qual foi eleito governador em 1935 e renunciou ao governo estadual quando do estabelecimento do Estado Novo (1937). Durante os seis anos de governo de Juracy (1931-37), foram dados incentivos às lavouras de cacau e tabaco, à indústria e à pecuária, foram feitas reformas urbanas em Salvador e ampliação das estradas de rodagem, políticas que seriam adotadas pelos interventores seguintes nomeados por Vargas e até serviram de base para algumas das perspectivas de planejamento que seriam adotadas ampliadas nas décadas seguintes.
No contexto da redemocratização do país após o Estado Novo, em 1947 foi eleito governador Otávio Mangabeira, que adotou reformas em seu governo. No entanto, a modernização da Bahia só começou na década de 1950, com a descoberta de petróleo e a construção da Usina Hidrelétrica de Paulo Afonso, da Refinaria Landulfo Alves e da Rodovia Rio-Bahia. Nas décadas de 1960 e 1970, o crescimento econômico baiano se acelerou, com o desenvolvimento da agropecuária na região do Vale do São Francisco e a criação de parques industriais em Aratu (1967) e Camaçari (1978), nos arredores de Salvador, cuja área metropolitana se consolidou como o principal centro industrial do Nordeste Brasileiro. Nos anos 1970, o turismo também ganhou força como fonte de riqueza.
Em 1971, Antônio Carlos Magalhães (ACM) assumiu pela primeira vez o governo baiano e, nas três décadas seguintes, sua figura passou a dominar o cenário político estadual, com o estado sendo governado por ACM e aliados, com breve derrota no governo de Waldir Pires (1987-9). O fenômeno político em torno de ACM ficou conhecido como “carlismo”.
Na década de 1990, o governo estadual deu incentivos à indústria, em setores como o plástico, automotiva e de calçados. Nessa época, o fungo vassoura-de-bruxa foi introduzido nas lavouras de cacau, uma importante fonte de riqueza para o estado, causando enormes prejuízos à cacauicultura da região, como uma grande redução na safra e grande desemprego.
Em 2006, Jaques Wagner (PT) foi eleito governador e tomou posse em 2007, pondo fim a mais de 30 anos de carlismo. Desde então, o petismo é a maior força política da Bahia, tendo como governadores, além de Wagner (2007-15), Rui Costa (2015-23) e Jerônimo Rodrigues (2023-).

## Geografia
O relevo do estado se individualiza pela existência de planícies e mangues, na costa (Planícies e Tabuleiros Costeiros); depressão, nas partes norte e oeste (Depressão Sertaneja e do São Francisco); chapadas (como a Diamantina) e planaltos, no centro; e serras, a sul e a oeste (Planaltos e Serras de Leste-Sudeste).
A Bacia Hidrográfica do Rio São Francisco compreende o oeste baiano e nela se encontra implantada a enorme represa de Sobradinho. Os rios da porção leste do estado correm diretamente para o mar, pertencendo às Bacias Costeiras do Nordeste Oriental. Além do São Francisco, os rios das Contas, Capivari, Paraguaçu, Itapicuru e Jequitinhonha incluem entre os mais importantes da Bahia.
O clima baiano oscila conforme a região do estado, sendo majoritariamente tropical, com inverno seco e verão úmido. Na costa, predomina o clima tropical litorâneo úmido, cujas chuvas estão concentradas no inverno. No norte, tem um clima tropical semi-árido, tendo propensão a seco pela má distribuição da ação das massas de ar. O índice pluviométrico oscila muito em toda a Bahia. No cinturão costeiro e no oeste, se encontra de 1 500 mm a 2 000 mm ao ano. Em boa parte do interior, varia entre 750 mm e 1 500 mm anuais. No norte, a precipitação média não ultrapassa 750 mm anuais. A temperatura média anual também se modifica muito, sendo mais cálido no norte e na costa. Nessas regiões, a média anual varia de 24ºC a 28ºC; no resto do estado, prevalecem temperaturas de 18ºC a 24ºC.
Na Zona da Mata, prevalece a Mata Atlântica; no decorrer do vale do rio São Francisco e no norte do estado, a caatinga; no oeste baiano, o cerrado.

### Localização, limites, área territorial e pontos extremos

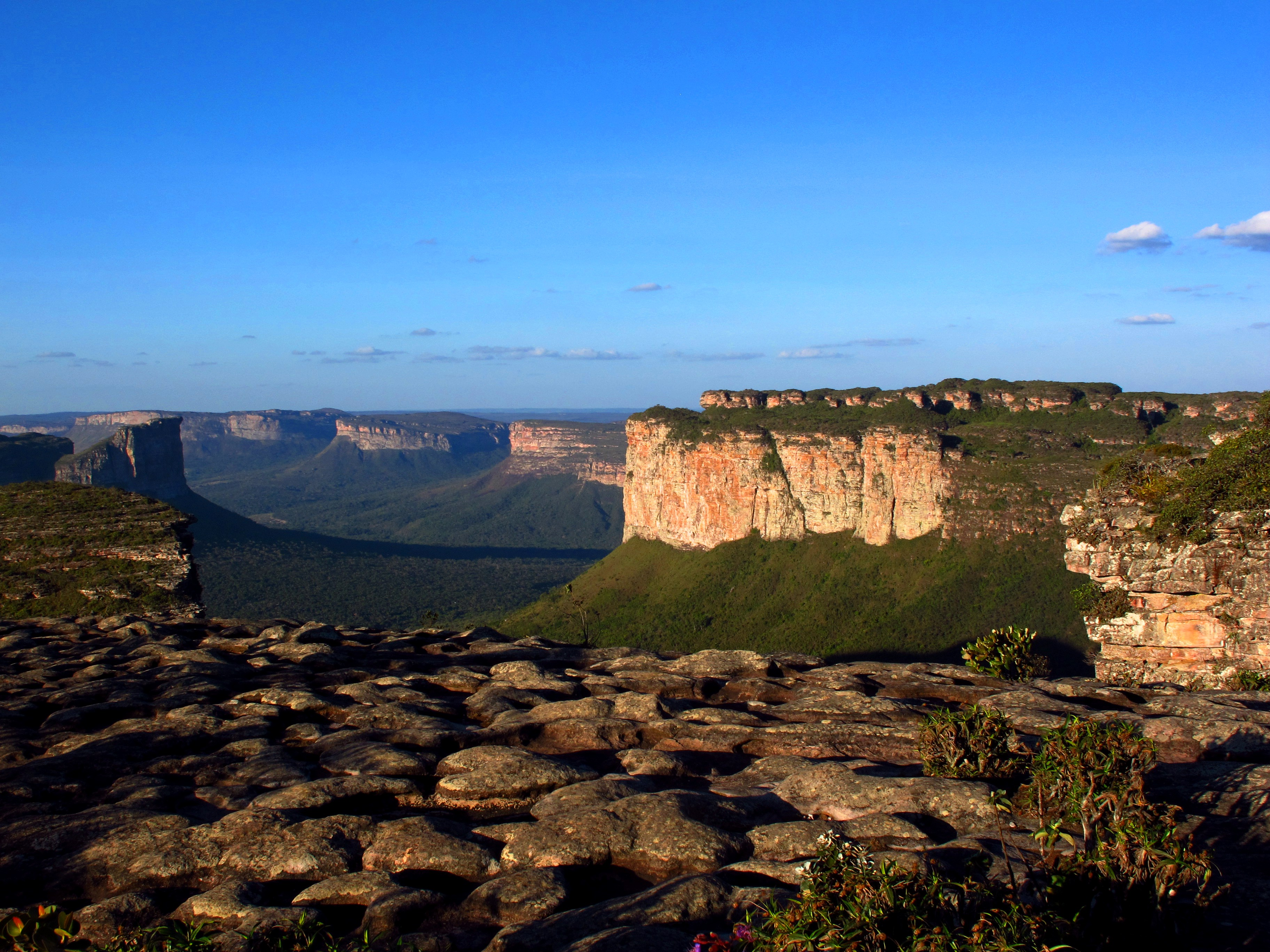
Vista do morro Pai Inácio, na Chapada Diamantina

Situada no sul da Região Nordeste, a Bahia limita-se com outros oito estados brasileiros — é o estado brasileiro que mais faz divisas: com Minas Gerais a sul, sudoeste e sudeste; com o Espírito Santo a sul; com Goiás a oeste e sudoeste; com Tocantins a oeste e noroeste; com o Piauí a norte e noroeste; com Pernambuco a norte; e com Alagoas e Sergipe a nordeste. A leste, é banhada pelo Oceano Atlântico por 1 183 quilômetros, o que torna seu litoral o mais extenso de todos os estados do Brasil.
Ocupa uma área de 564 760,429 km², sendo pouco maior que a França e o quinto estado brasileiro em extensão territorial. Com tal dimensão, possui 36,334% da área total da Região Nordeste do Brasil e 6,632% do território nacional. E de sua área total, cerca de 70 por cento situam-se na região do semiárido e 57,19% de seu território, dentro do polígono das secas, segundo dados da Organização das Nações Unidas para Agricultura e Alimentação (FAO).
Ao norte, o limite é o Rio São Francisco, no município de Curaçá, divisa com Pernambuco, sendo a latitude de 8 graus 32 minutos e 00 segundo e a longitude de 39 graus 22 minutos e 49 segundos. Ao sul, o limite extremo é a barra do Riacho Doce, no município de Mucuri, na divisa com o Espírito Santo, sendo a latitude de 18 graus 20 minutos e 07 segundos e a longitude de 39 graus 39 minutos e 48 segundos. No leste, o ponto extremo é a barra do Rio Real, no município de Jandaíra, na divisa com o Oceano Atlântico, sendo a latitude de 11 graus 27 minutos e 07 segundos e a longitude de 37 graus 20 minutos e 37 segundos. O ponto extremo do oeste é o divisor de águas, no município de Formosa do Rio Preto, divisa com o Tocantins, sendo a latitude de 11 graus 17 minutos e 21 segundos e a longitude de 46 graus 36 minutos e 59 segundos. O centro geográfico do estado fica na cidade de Seabra, na Praça Luiz Acosta, defronte ao prédio dos Correios, nas coordenadas 12 graus e 25,098 minutos na latitude sul e 41 graus e 48,105 na longitude oeste (informação Google Earth).

### Geomorfologia

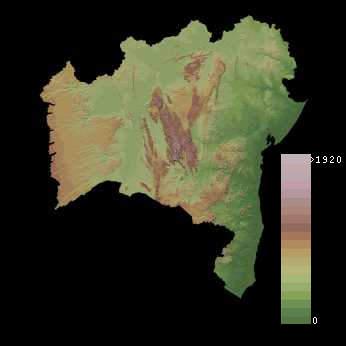
Imagem de satélite do relevo baiano com escala altimétrica.

Cerca de setenta por cento do território do estado se localizam de 300 a 900 m e 23% inferiores a 300 m. O quadro morfológico abrange três unidades: a baixada litorânea, o rebordo do planalto e o planalto.
A baixada litorânea é um bloco de terras localizadas aquém de 200 m de altitude. Elevam-se aí, predominando as praias e os areões da orla litorânea, solos de aspecto tabular, os denominados tabuleiros areníticos. Para o interior, esses terrenos dão lugar a um cinturão de colinas e morros argiláceos, de terreno maciço, razoavelmente produtivo, principalmente no Recôncavo, onde se localiza o conhecido massapê baiano. Tanto o cinturão dos morros e colinas como a dos tabuleiros são atravessadas diagonalmente pelos rios que correm do planalto; no decorrer deles prolongam-se grandes planícies aluviais (várzeas) vulneráveis a cheias que lhes revitalizam diariamente os terrenos com o assentamento de novos aluviões.
A borda do planalto eleva-se instantaneamente a oeste das colinas e morros, compondo um cinturão de solos muito montanhosos, através da qual sobe da baixada para o planalto. Ao norte de Salvador, a borda do planalto some, porque a passagem entre planalto e baixada se faz levemente.
O planalto compreende boa parte do estado e se encontra subdividido em cinco divisões bastante distintas: planalto sul-baiano, do Espinhaço, depressão são-franciscana, planalto ocidental e pediplano.
O planalto sul-baiano, cortado em rochas cristalinas antigas, localiza-se no sudeste do estado. Sua área, entre 800 e 900 m de altitude média, aparece suavemente ondulada, com grandes vales de profundidade achatada. No entanto, os rios de Contas e Paraguaçu cavaram em seu centro profundos vales, subdividindo-o em três divisões: o planalto de Conquista, no sul; o de Itiruçu, no centro; e o de Cruz das Almas, no norte.
O Espinhaço é formado por um cinturão de terrenos altos (1.300 m de média e 1.850 m no pico das Almas, seu ponto mais alto) que atravessa o estado de norte a sul pelo centro. Sua área ora ocorre como enfileiramentos acidentados (cristas de quartzo), ora como altitudes tabulares ou cuestas. Estas últimas dominam na parte leste e norte, compondo um grande bloco de formas suaves, chamado chapada Diamantina.
A depressão são-franciscana prolonga-se a oeste do Espinhaço, com inclinação similar, ou seja, compondo cinturão de direção norte-sul. Formam-na terrenos de pequena elevação (400 m em média) e razoavelmente aplainadas, que com leve inclinação descem para o rio São Francisco. No decorrer dos vales de certos tributários do curso médio desse rio, principalmente os rios Corrente e Grande, a depressão se dirige para oeste, extensões em formato de dedos. No fundo da depressão se encontra a planície aluvial do São Francisco, diariamente transbordada por suas cheias.
O planalto ocidental, formado por rochas sedimentares, eleva-se a oeste da depressão são-franciscana, com uma altitude superior a 850 m. Seu topo regular apresenta-lhe aspecto tabular e a caracterização de grande chapadão, a que é aplicada a designação geral de Espigão Mestre.
O pediplano abarca toda a parte nordeste do planalto baiano. Aí se estendem grandes áreas que se dispõem levemente para a costa, a leste, e para o canal do São Francisco, ao norte, com 200 e 500 m de altitude. Esses terrenos apresentam o exemplar característico de clima semi-árido, visto em todo o interior da região Nordeste: imensos planaltos nas quais aparecem, aqui e ali, picos e maciços ermos (inselbergs). Compõem o subsolo dessa região rochas cristalinas antigas, exceto um cinturão de formações sedimentares, que do Recôncavo lança para o norte, cedendo lugar a várias chapadas areníticas também designadas tabuleiros.
O território baiano compreende três importantes gêneros de solos. O primeiro gênero, paupérrimo, abrange boa parte do estado, especialmente a chapada Diamantina, a bacia hidrográfica do São Francisco, as partes meridional e oeste, e porção do Recôncavo. Não é propício para o plantio da maior parte dos produtos agrários, sendo mais apropriado para a pecuária. O massapê, terreno argiloso, usualmente preto ― o melhor solo da Bahia ― é ótimo para a cacauicultura. Encontram-se, principalmente, no Recôncavo, na região cacaueira e ao norte, nos vales dos rios Real, Vaza-Barris e Itapicuru. Enfim, os solos de calcário. Abarcam somente dez por cento do território da Bahia e se encontram na porção central do estado.

### Clima, hidrografia, flora e fauna

Clima da Bahia a partir da Classificação Climática de Köppen-Geiger

Três tipos climáticos aparecem na Bahia: o clima cálido e chuvoso sem estação seca, o clima tórrido e orvalhado com estação seca de inverno e o clima semi-árido quente, reconhecidos no sistema de Köppen pelos símbolos Af, Aw e BSh, nesta ordem. O primeiro predomina no decorrer do litoral, com temperaturas médias anuais de mais de 23 °C e totais pluviométricos acima de 1.500 mm. O segundo identifica todo o interior, exceto a porção norte e do vale do São Francisco. Possui temperaturas médias anuais que oscilam entre 18 °C nas regiões mais altas e 22 °C nas zonas mais rebaixadas, e totais pluviométricos similares a mil milímetros. O terceiro tipo climático se encontra no norte do estado e no vale do São Francisco. As temperaturas médias anuais ultrapassam 24 °C e mesmo 26 °C, no entanto, a pluviosidade está abaixo de 700 mm.
Cerca de 64% do território baiano é coberto por caatingas, 16% por cerrados, 18% por florestas e dois por cento por campos. As florestas aparecem na área litorânea e abrangem uma faixa de terra cujo comprimento oscila entre cem quilômetros (no Recôncavo) e 250 km (no vale do rio Pardo). No lado oeste aparecem como matas perenes, no centro como semidecíduas e no lado oeste como decíduas agrestes. A mais importante área de ocorrência de cerrados constitui o planalto ocidental. Outras manchas, menores, ocorrem em meio às regiões de caatinga. Os campos ocorrem ainda no planalto ocidental, compondo uma curta mancha inclinada na direção norte-sul. As caatingas cobrem o restante do estado, ou seja, boa parte de seu interior. Todos esses gêneros de vegetação acham-se atualmente bem alterados por intervenção do homem.

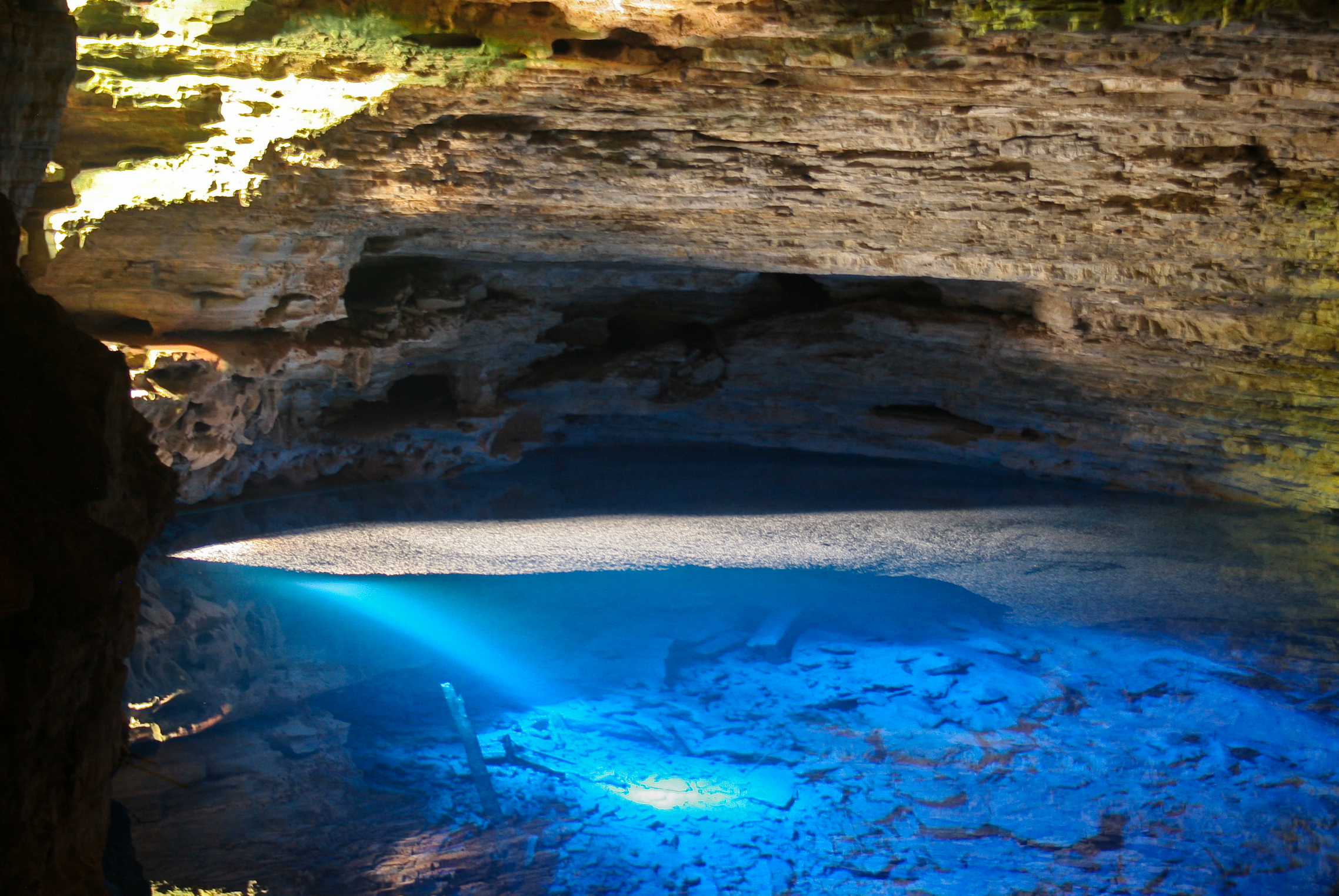
Poço Encantado, um lago subterrâneo no Parque Nacional da Chapada Diamantina.

Os rios da Bahia fazem parte de dois grupos: o primeiro pertence ao São Francisco e seus tributários. Dentre esses últimos merecem destaque os tributários da margem esquerda, que tem suas nascentes no planalto ocidental (Carinhanha, Correntes, Grande e seu afluente, o Preto). O segundo grupo abrange os rios que descem diretamente ao Atlântico (Mucuri, Jequitinhonha, Pardo, Contas, Paraguaçu, Itapicuru e Vaza Barris). Os dois grupos compreendem, na região semi-árida, rios de regime temporário.
A fauna baiana é abundante e variada. Nas regiões de floresta úmida, especialmente no Parque Nacional do Descobrimento, podem ser encontradas espécies ameaçadas de extinção, como o macuco, que constitui uma ave da família das codornas. Dentre os mamíferos existem preguiças-de-coleira e onças-pintadas. Já no Parque Nacional da Chapada Diamantina podem ser encontradas muitas espécies de anfíbios, répteis e aves que somente tem na região.

### Conservação ambiental

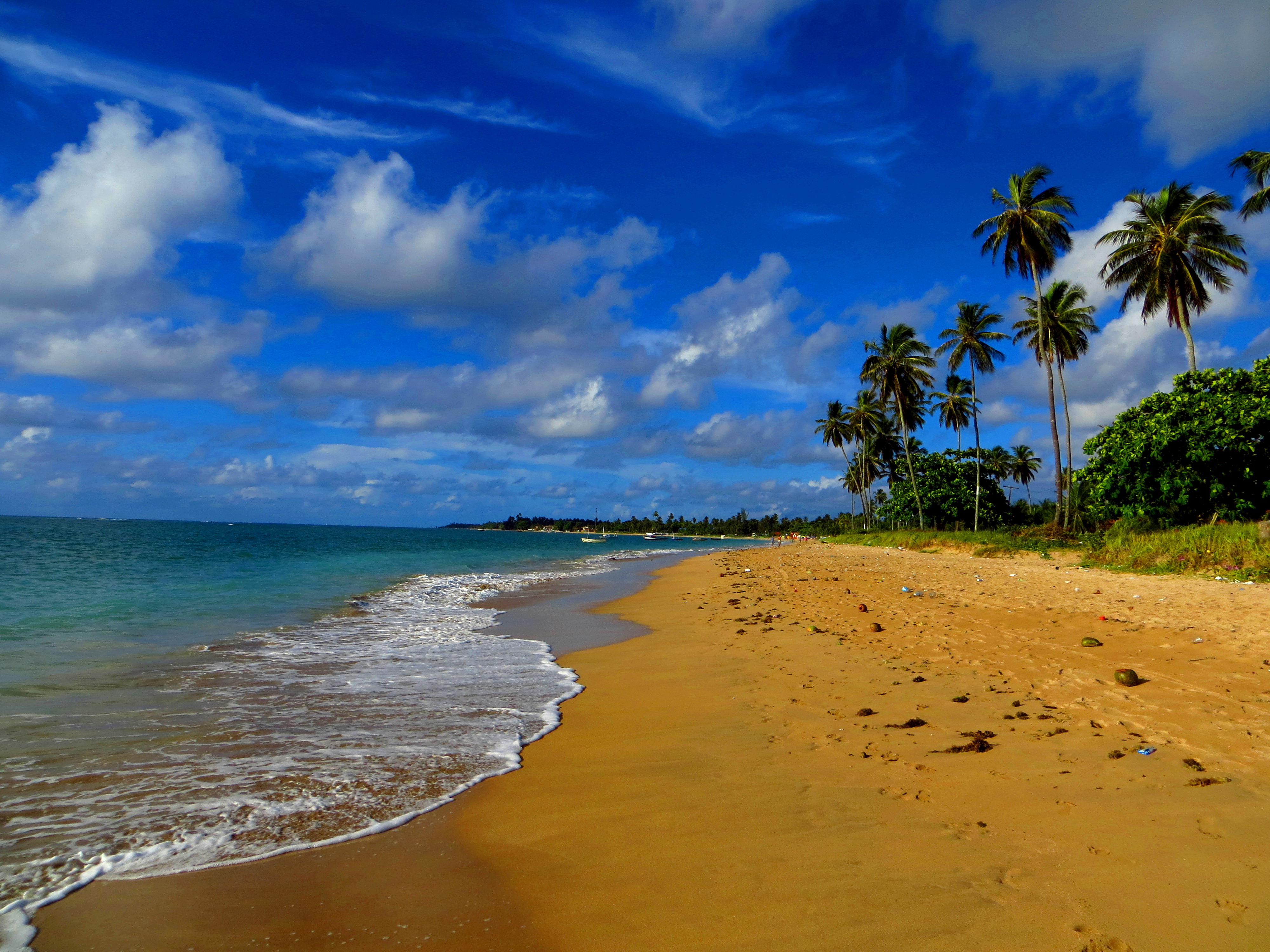
A Ilha de Itaparica, que está inserida na APA Baía de Todos os Santos.

Segundo dados de 2002, existiam 128 unidades de conservação (UC) cadastradas no estado, que são instituídas por legislações federais, estaduais ou municipais. Dessas, destaca-se a quantidade de áreas de proteção ambiental (APA), 36 ao todo, por ser uma categoria de UC em que a adequação e orientação às atividades humanas são mais flexíveis. Há, ainda, a categoria de reserva particular do patrimônio natural (RPPN), que aparece como opção de preservação em propriedade privada e totaliza 46 unidades. As áreas preservadas baianas cobrem os diferentes biomas presentes no estado: cerrado, caatinga e floresta (Mata Atlântica). Esta última conta com maior percentual de unidades de conservação, devido ao divulgado estado de fragmentação e degradação.
Além dessas formas de estabelecer áreas protegidas, há os parques estaduais e nacionais, também protegidas por lei. São sete nacionais (Marinho dos Abrolhos, Chapada Diamantina, Descobrimento, Grande Sertão Veredas — também localizado em Minas Gerais -, Monte Pascoal e Nascentes do Rio Parnaíba — também localizado no Piauí, Maranhão e Tocantins — e Pau Brasil) e três estaduais (Serra do Conduru, Morro do Chapéu e Sete Passagens).
Entretanto, nem sempre o meio ambiente está livre de poluição na Bahia. Acidentes e crimes ambientais como queimadas, contaminação por metais pesados e derramamento de petróleo e de outros derivados de combustíveis fósseis são alguns dos principais problemas ambientais baianos. O caso mais recente ocorreu na Praia de Caípe, no município de São Francisco do Conde, onde cerca de 2,5 metros cúbicos de óleo provenientes da Refinaria Landulpho Alves vazaram, provocando não só impactos ambientais como econômicos.

## Demografia
A população estimada da Bahia em 2024 pelo IBGE era de 14 850 513. Já no censo demográfico de 2022, a população do estado era de 14 141 626 habitantes, o que lhe conferia uma densidade demográfica de 25,04 hab./km², sendo a Unidade Federativa mais populosa da Região Nordeste do Brasil e a quarta mais populosa do Brasil, abrigando 6,96% da população brasileira. Ainda segundo o censo 2022, a população baiana é composta por 51,66% de mulheres e 48,34% de homens e, quanto à situação de residência, 76,72% da população residia em zonas urbanas e 23,28% em zonas rurais.
O Índice de Desenvolvimento Humano da Bahia é considerado médio conforme o PNUD. Segundo o último Atlas do Desenvolvimento Humano do Brasil, divulgado em 2013, com dados relativos a 2010, o seu valor era de 0,660, estando na 22.ª colocação ao nível nacional e na quinta ao regional. Considerando-se o índice de longevidade, seu valor é de 0,663 (4.º), o do valor de renda é 0,663 (22.º) e o de educação é de 0,555 (25.º). O coeficiente de Gini, que mede a desigualdade social, é de 0,49 e a incidência da pobreza de 43,47%. A taxa de fecundidade da Bahia é de 2,05 filho por mulher, uma das mais baixas do Brasil.
Dos 417 municípios baianos, segundo o censo 2022, apenas dois tem população acima dos quinhentos mil: Salvador e Feira de Santana, no centro-nordeste do estado. Outros 16 tinham entre 100 001 e 500 000. Sua capital, Salvador, com seus 2 418 005 habitantes, concentrava 17,10% da população estadual, o que lhe conferia uma densidade demográfica de 3 486,49 hab./km², a segunda maior entre os municípios do Estado, apenas atrás de Lauro de Freitas, na Grande Salvador. Já Jaborandi, no oeste, possuía a menor densidade demográfica entre os municípios baianos.
A distribuição populacional na Bahia possui fortes diferenças regionais. No Recôncavo Baiano e na região cacaueira, são registradas densidades maiores do que 100 hab./km², enquanto que, em extensas áreas do interior, a colonização se torna reduzida, despencando esses índices para mais de 15 hab./km² (chapadões, Chapada Diamantina e sertão semiárido).

### Religião
Religião na Bahia (2022)
Segundo o censo 2022, da população baiana com 10 anos ou mais de idade, 7 002 933 (56,98%) se declararam como católicos, 2 869 362 (23,35%) como evangélicos, 1 586 137 (12,91%) como sem religião, 123 375 (1%) como espíritas, 123 322 (1%) como umbandistas e candomblecistas, 25 173 (0,2%) não souberam ou não declararam sua fé e 559 166 (4,55%) como outras religiões.
O catolicismo é a religião dominante no estado. Em Salvador, foi erguida a primeira igreja católica em solo brasileiro, graças a Catarina Paraguaçu, onde hoje é o bairro da Graça. A capital baiana possui centenas de templos católicos, sendo, a cidade, a sede do governo católico no país, morada do Arcebispo Primaz. A padroeira do estado é Nossa Senhora da Conceição da Praia, cujo templo é alvo de culto. Apesar disso, o mais famoso culto no estado é o culto ao Senhor do Bonfim, que é considerado popularmente como padroeiro. Possui, ainda, o centro de peregrinação de Bom Jesus da Lapa, alvo de romarias anuais, além das igrejas seculares do Recôncavo, com suas novenas. Possui a Arquidiocese de São Salvador da Bahia, a Arquidiocese de Vitória da Conquista, Arquidiocese de Feira de Santana. Dentro do catolicismo baiano, as figuras das freiras Joana Angélica, Irmã Dulce (primeira santa nascida no Brasil) e Irmã Lindalva.
O sincretismo com as religiões de origem africana, que na Bahia mais que em qualquer outra parte do país se mantiveram vivas, veio a misturar o candomblé com o catolicismo (como nos casos da Irmandade da Boa Morte e da Irmandade dos Homens Pretos) e outras variantes cristãs. Surgiram, então, religiões mistas, como a cabula e a umbanda. Sobressaem, neste campo, a figura cultuada de Mãe Menininha do Gantois, e terreiros como o Ilê Axé Opô Afonjá, além de toda uma cultura que permeia as crenças do povo baiano.
Desde o início do século XX, a Bahia é palco de missões evangélicas protestantes, que redundaram na capital na fundação do Colégio Dois de Julho e na presença de missionários como Henry John McCall (especificamente em Cachoeira).

### Composição étnica, migração e povos indígenas
Segundo o censo 2022, a população baiana assim declarou sua cor ou raça: 57,31% pardos, 22,38% pretos, 19,61% brancos, 0,59% indígenas e 0,11% amarelos. A Bahia é o estado com a maior porcentagem de população autodeclarada preta do Brasil.
Segundo o censo de 2010, da população baiana, 99,93% eram brasileiros (99,91% natos e 0,02% naturalizados) e 0,07% estrangeiros. Dentre os brasileiros, 0,25% naturais do Sul, 96,34% do Nordeste (93,64% do próprio estado), 2,64% do Sudeste, 0,28% do Centro-Oeste e 0,10% do Norte. Entre os estados de origem dos imigrantes, o Distrito Federal possuía o maior percentual de residentes (5,11%), acompanhado por Espírito Santo (4,42%), São Paulo (4,13%), Goiás (3,64%), Sergipe (3,39%) e Rondônia (2,43%).
A população baiana, de um modo geral, é fruto da mistura, em diferentes proporções, entre portugueses, indígenas e africanos subsaarianos.
Essa miscigenação começou com Caramuru e outros náufragos e desertores ibéricos que se fixaram na região da Baía de Todos-os-Santos no início do século XVI e tiveram filhos com mulheres indígenas. Durante o povoamento do interior semiárido baiano, nos séculos XVI a XVIII, também houve muita miscigenação com o indígena. Entre os séculos XVI e XIX, desembarcaram na Bahia 1,3 milhão de africanos escravizados, vindos das regiões de Angola e da “Guiné”, para trabalhar nas lavouras de açúcar e tabaco no litoral e regiões próximas e nas minas de ouro e diamante e atividades adjacentes no interior, os quais tiveram grande participação na formação do povo baiano, principalmente no litoral.
Em escala reduzida, também deixaram legado na formação do povo baiano imigrantes de outros países da América Latina (uruguaios, venezuelanos, cubanos e haitianos), norte-americanos (estadunidenses), europeus (espanhóis, alemães, italianos e franceses), e asiáticos (árabes e japoneses).
Segundo o censo 2022, residiam na Bahia 86,7 mil indígenas, pertencentes às etnias Pataxó, Pataxó-hã-hã-hãe, Atikun, Truká, Tuxá, Pankararé, Xucuru-Cariri, Tumbalalá, Kantaruré, Kaimbé, Payayá, Tupinambá, Kiriri e Pankaru, com um total de 323 246,64 hectares em terras indígenas demarcadas em definitivo pela Fundação Nacional dos Povos Indígenas (Funai), entre as quais merece destaque a mais extensa, a Terra Indígena Caramuru-Paraguaçu, localizada entre os municípios de Pau Brasil, Camacan e Itaju do Colônia.
Também segundo o censo 2022, a Bahia é o estado com a maior população quilombola do Brasil, totalizando 397 059 indivíduos, o que representa 2,8% da população estadual. No total, são 937 comunidades remanescente de quilombo na Bahia reconhecidas pelo governo federal, além de outras ainda não certificadas, somando um total de 1,5 mil comunidades.

#### Composição genética
Um estudo genético realizado no Recôncavo baiano confirmou o alto grau de ancestralidade africana na região. Foram analisadas pessoas da área urbana dos municípios de Cachoeira e Maragojipe, além de quilombolas da área rural de Cachoeira. A ancestralidade africana foi de 80,4%, a europeia 10,8% e a indígena 8,8%. Segundo dados da Funasa, 25,8 mil indígenas viviam no estado em 2006.
Um estudo genético realizado na população de Salvador confirmou que a maior contribuição genética da cidade é a africana (49,2%), seguida pela europeia (36,3%) e indígena (14,5%). Outro estudo ainda revela que, em relação aos ciganos, a Bahia é o estado brasileiro onde há a maior quantidade de grupos vivendo, segundo pesquisa inédita do IBGE.
Um estudo genético autossômico de 2015 encontrou a seguinte composição para Salvador: 50,5% de ancestralidade africana, 42,4% de ancestralidade europeia e 5,8% de ancestralidade indígena. Os pesquisadores explicaram que eles coletaram mais amostras de indivíduos que vivem em ambientes mais pobres.
Outro estudo do mesmo ano (2015) encontrou níveis semelhantes em Salvador: 50,8% de ancestralidade africana, 42,9% de ancestralidade europeia e 6,4% de ancestralidade indígena. Um outro estudo genético, também de 2015, encontrou a seguinte composição em Salvador: 50,8% de contribuição europeia, 40,5% de contribuição africana e 8,7% de contribuição indígena.
Em Ilhéus, um estudo genético de 2011 encontrou a seguinte composição: 60,6% de contribuição europeia, 30,3% de contribuição africana e 9,1% de contribuição indígena. Outro estudo recente demostra a crescente importância de conceitos de herança Africana, do reconhecimento de ligações genealógicas e a ancestralidade, da memória coletiva, e do patrimônio cultural às políticas raciais baianas.

### Hierarquia urbana e regiões metropolitanas

Municípios baianos inseridos em algum nível da hierarquia urbana brasileira

Além de suas funções de capital político-administrativa porto e pólo industrial a cidade de Salvador também atua como megalópole regional de um grande território abrangendo quase todo o território baiano e também todo o estado de Sergipe e o extremo sul do Piauí. Somente as regiões norte e sul ligadas a Recife, Rio de Janeiro e Belo Horizonte, nessa ordem, ficam fora do domínio da influência econômica de Salvador. No entanto, sob sua influência direta está somente o Recôncavo.
As cidades mais importantes do estado atuam como outros vários pólos econômicos, principalmente no sertão. Constituem elas: Feira de Santana, nos arredores do Recôncavo; Itabuna e Ilhéus, na região cacaueira; Jequié e Vitória da Conquista, no altiplano; e Juazeiro, à beira meridional do São Francisco. Demais cidades principais constituem Alagoinhas, Paulo Afonso, Itamaraju, Camaçari, Bom Jesus da Lapa, Jacobina e Valença.
A Região Metropolitana de Salvador, também conhecida como Grande Salvador e pela sigla RMS, foi instituída pela lei complementar federal número 14, de 8 de junho de 1973.
A Região Metropolitana de Feira de Santana (RMFS) foi sancionada pelo governador Jaques Wagner em 6 de julho de 2011 pela Lei Complementar Estadual nº 35 (LCE 35/2011), e entrou em vigor a partir do dia 7 de julho de 2011, dia em que a lei foi publicada no Diário Oficial.
A Região Administrativa Integrada de Desenvolvimento do Polo Petrolina e Juazeiro é uma região integrada de desenvolvimento econômico, criada pela lei complementar n.º 113, de 19 de setembro de 2001, e regulamentada pelo decreto n.º 4 366, de 9 de setembro de 2002.

## Governo e política
Integrante da federação brasileira, é uma unidade federativa autônoma, sob os limites da constituição federal, com os três poderes próprios (executivo, judiciário e legislativo), além do Ministério Público do Estado da Bahia (MPBA), eleições diretas periódicas para cargos do executivo e legislativo, símbolos oficiais e data magna estabelecidas na Constituição estadual de 1989. A capital estadual é o município de Salvador, e Cachoeira é a segunda capital do estado, de acordo com a Lei Estadual 10.695 de 2007, que estabeleceu que todos os anos, no dia 25 de junho, o governo estadual é transferido para a cidade, em reconhecimento histórico pelas lutas na Independência da Bahia.
A história da política no estado brasileiro da Bahia confunde-se, muitas vezes, com a política do país — e boa parte dela equivale à mesma, uma vez que Salvador, por muitos anos, foi a capital da Colônia. Contando sempre com expoentes no cenário político nacional, a Bahia é um dos mais representativos estados da federação. Durante o período imperial, contou com diversos primeiros-ministros; na fase republicana, estiveram à frente de vários movimentos nacionais baianos como Rui Barbosa, Cezar Zama, Aristides Spínola e outros.
Na República Velha, dominou o cenário estadual José Joaquim Seabra; durante a Era Vargas surgiu a figura de Juracy Magalhães e em contraposição, com a redemocratização do pós-guerra, o socialista Octávio Mangabeira. Durante o regime militar, surgiu a figura de Antônio Carlos Magalhães, que dominou o cenário político estadual por três décadas, com breve derrota para Waldir Pires, na década de 1980, ocupando o cargo de senador, quando de sua morte. Tal fenômeno político ganhou a denominação de "Carlismo".

### Governo
O Poder Executivo baiano é exercido pelo governador do estado, que é eleito em sufrágio universal e voto direto e secreto pela população para mandatos de até quatro anos de duração, podendo ser reeleito para mais um mandato. A atual sede é o Palácio de Ondina, situado no bairro de Ondina, desde 1967. Antigamente, a sede do governo baiano era o Palácio Rio Branco, localizado na Praça Municipal, e foi construída em 1549 (ano da fundação da cidade de Salvador, em 1549) tornando-se sede do governo e residência oficial do primeiro governador-geral do Brasil, Tomé de Sousa. Em janeiro de 1908, foi transformada em residência oficial dos governadores do estado. Depois do Palácio Rio Branco, a sede do governo baiano foi o Palácio da Aclamação, localizado no bairro do Campo Grande, até ser estabelecida a atual sede.
O Poder Legislativo da Bahia é unicameral, exercido pela Assembleia Legislativa da Bahia, localizado no  Palácio Luís Eduardo Magalhães. É constituída pelos representantes do povo (deputados estaduais) eleitos em votação direta para o mandato de quatro anos. Ela possui 63 deputados estaduais. No Congresso Nacional, a representação baiana é de 3 senadores e 39 deputados federais. Cabe, à Assembleia Legislativa, com a sanção (aprovação) do governador do estado, dispor sobre todas as matérias de competência do estado.
O Tribunal de Contas, através de seus conselheiros, auxilia a Assembleia Legislativa na apreciação das contas prestadas anualmente pelo governador do estado, no julgamento das contas dos administradores e demais responsáveis (fundações, empresas etc.) por dinheiro, bens e valores públicos da administração direta e indireta, incluídas as fundações e sociedades instituídas e mantidas pelo poder público estadual e as contas que derem causa a perda, extravio ou outra irregularidade de que resulte prejuízo ao erário público. Além deste, possui o Tribunal de Contas dos Municípios (TCM), que auxilia as Câmaras municipais na apreciação das contas dos respectivos executivos.
A maior corte do Poder Judiciário estadual é o Tribunal de Justiça do Estado da Bahia, localizado em prédio denominado Palácio da Justiça, situado no Centro Administrativo da Bahia. A Justiça do Trabalho está ligada à Quinta região, que compreende todo o estado e possui sede na capital. A Justiça Federal está vinculada à primeira região com sede em Brasília.

### Eleições e partidos
O sistema eleitoral na Bahia repete o nacional. Os mandatos eletivos duram quatro anos, e as eleições estaduais e federais alternam com as municipais a cada dois anos. O eleitorado baiano é composto por 10 110 100 votantes, segundo dados referentes às eleições de 2012, o que representa o quarto maior colégio eleitoral do país. Sua capital, Salvador, é o município com maior número de eleitores (1 881 544), seguido de Feira de Santana (373 753) e Vitória da Conquista (215 299). O município com menor número de eleitores é Lajedinho, com 3 027.
Tratando-se sobre partidos políticos, todos os partidos políticos brasileiros possuem representação no estado. Conforme informações divulgadas pelo Tribunal Superior Eleitoral (TSE), com base em dados de abril de 2016, o partido político com maior número de filiados na Bahia é o Partido do Movimento Democrático Brasileiro (PMDB), com 94 518 membros, seguido do Democratas (DEM), com 90 106 membros e do Partido dos Trabalhadores (PT), com 84 525 filiados. Completando a lista dos cinco maiores partidos políticos no estado, por número de membros, estão o Partido Progressista (PP), com 73 386 membros; e o Partido Trabalhista Brasileiro (PTB), com 64 477 membros. Ainda de acordo com o Tribunal Superior Eleitoral, o Partido Novo (NOVO) e o Partido Socialista dos Trabalhadores Unificado (PSTU) são os partidos políticos com menor representatividade na unidade federativa, com 24 e 275 filiados, respectivamente.

## Subdivisões
A Bahia, assim como todos os outros estados brasileiros, está politicamente dividida em municípios. Ao total, existem 417 municípios baianos, o que torna a Bahia o quarto maior estado segundo a quantidade de municípios.
O Instituto Brasileiro de Geografia e Estatística (IBGE) divide as unidades federativas do Brasil em regiões geográficas intermediárias e regiões geográficas imediatas para fins estatísticos de estudo, agrupando os municípios conforme aspectos socioeconômicos. As regiões geográficas intermediárias foram apresentadas em 2017, com a atualização da divisão regional do Brasil, e correspondem a uma revisão das antigas mesorregiões, que estavam em vigor desde a divisão de 1989. As regiões geográficas imediatas, por sua vez, substituíram as microrregiões. A divisão de 2017 teve o objetivo de abranger as transformações relativas à rede urbana e sua hierarquia ocorridas desde as divisões passadas, devendo ser usada para ações de planejamento e gestão de políticas públicas e para a divulgação de estatísticas e estudos do IBGE. Deste modo, há 10 regiões geográficas intermediárias e 35 regiões geográficas imediatas no estado.
Uma outra divisão, desta vez para fins de coordenação de ações de promoção turística, o Programa de Desenvolvimento do Turismo (PRODETUR) subdividiu o território baiano em zonas turísticas, as quais são Baía de Todos os Santos, Costa dos Coqueiros, Costa do Dendê, Costa do Cacau, Costa das Baleias, Costa do Descobrimento, Caminhos do Oeste, Caminhos do Sertão, Caminhos do Sudoeste, Chapada Diamantina, Lagos e cânions do São Francisco, Vale do Jiquiriçá e Vale do São Francisco.
Até meados da década de 2000, o Governo da Bahia agrupava os municípios baianos segundo características econômicas, formando as regiões Metropolitana de Salvador, Extremo Sul, Oeste, Serra Geral, Litoral Norte, Sudoeste, Litoral Sul, Médio São Francisco, Baixo-médio São Francisco, Irecê, Chapada Diamantina, Recôncavo Sul, Piemonte da Diamantina, Paraguaçu e Nordeste. Atualmente, essa divisão foi substituída pelos 26 Territórios de Identidade, a saber: Irecê, Velho Chico, Chapada Diamantina, Sisal, Litoral Sul, Baixo Sul, Extremo Sul, Itapetinga, Vale do Jiquiriçá, Sertão do São Francisco, Oeste Baiano, Bacia do Paramirim, Sertão Produtivo, Piemonte do Paraguaçu, Bacia do Jacuípe, Piemonte da Diamantina, Semiárido Nordeste II, Agreste de Alagoinhas/Litoral Norte, Portal do Sertão, Vitória da Conquista, Recôncavo, Médio Rio de Contas, Bacia do Rio Corrente, Itaparica, Piemonte Norte do Itapicuru, Metropolitana de Salvador. Porém a partir de 2007, o governo da Bahia passou a utilizar de critérios ambientais e culturais além dos critérios econômicos, para agrupar regiões em que fosse possível uma maior atenção às questões de manifestações culturais, com a política de Territorialização da cultura, chamados de Territórios de Identidade da Bahia. Sendo atualmente reconhecidos 27 TI no estado da Bahia, indicados na Lista de abaixo.

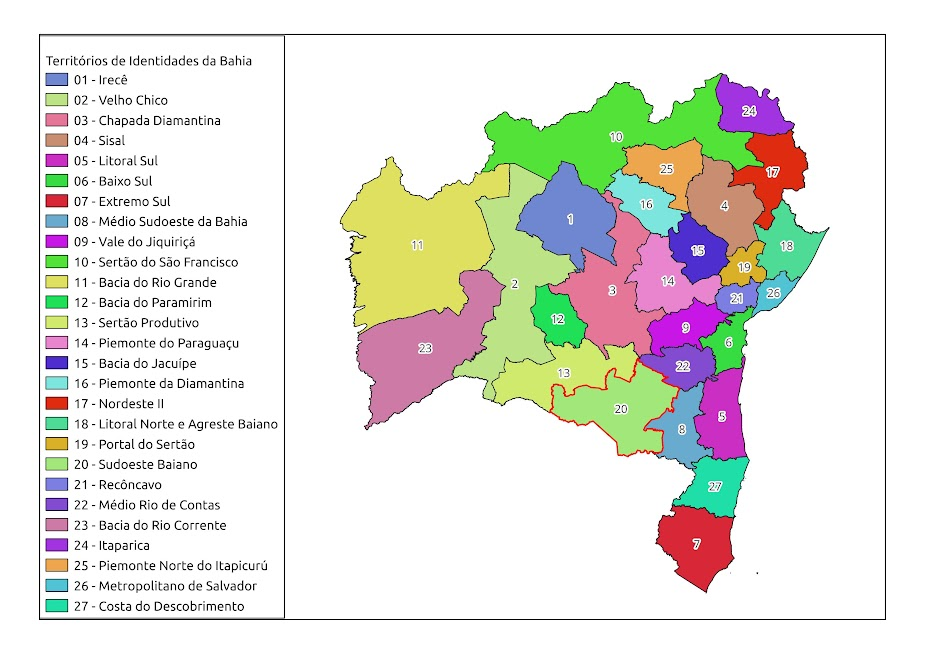
Territórios de Identidade da Bahia

Lista de Territórios de Identidade na Bahia
| Nº | Nome do TI                     | Nº de Municípios |
| -- | ------------------------------ | ---------------- |
| 1  | Irecê                          | 20               |
| 2  | Velho Chico                    | 16               |
| 3  | Chapada Diamantina             | 24               |
| 4  | Sisal                          | 20               |
| 5  | Litoral Sul                    | 26               |
| 6  | Baixo Sul                      | 15               |
| 7  | Extremo Sul                    | 13               |
| 8  | Médio Sudoeste da Bahia        | 13               |
| 9  | Vale do jiquiriçá              | 20               |
| 10 | Sertão do São Francisco        | 10               |
| 11 | Bacia do Rio Grande            | 14               |
| 12 | Bacia do Paramirim             | 9                |
| 13 | Sertão Produtivo               | 19               |
| 14 | Piemonte do Paraguaçu          | 13               |
| 15 | Bacia do Jacuípe               | 15               |
| 16 | Piemonte da Diamantina         | 10               |
| 17 | Semiárido Nordeste II          | 18               |
| 18 | Litoral Norte e Agreste Baiano | 20               |
| 19 | Portal do Sertão               | 17               |
| 20 | Sudoeste baiano                | 24               |
| 21 | Recôncavo                      | 19               |
| 22 | Médio Rio de Contas            | 16               |
| 23 | Bacia do Rio Corrente          | 11               |
| 24 | Itaparica                      | 6                |
| 25 | Piemonte Norte do Itapicuru    | 9                |
| 26 | Metropolitano de Salvador      | 13               |
| 27 | Costa do Descobrimento         | 8                |

A Bahia também é repartida em 26 partes pelo Conselho Estadual de Recursos Hídricos (Conerh), que, para gestão das bacias hidrográficas e dos recursos hídricos, criou as 26 regiões hidrográficas, chamadas de Regiões de Planejamento e Gestão das Águas (RPGA).

## Economia
A Bahia responde por quase trinta por cento do produto interno bruto do Nordeste brasileiro e por mais da metade das exportações da região. É o sétimo estado brasileiro que mais produz riqueza. A economia do estado baseia-se na indústria (química, petroquímica, informática, automobilística e suas peças), agropecuária (mandioca, grãos, algodão, cacau e coco), mineração, turismo e nos serviços. Existe o importante Polo petroquímico de Camaçari, onde funciona, entre outros empreendimentos, a montadora Ford, estando o complexo industrial localizado na cidade de Camaçari, na Região Metropolitana de Salvador, e que foi a primeira indústria automobilística a se instalar na região, em 2001. As atividades agropecuárias ocupam cerca de setenta por cento da população ativa do estado. Um bom indicador de suas atividades econômicas é sua pauta de exportação, composta, no ano de 2012, principalmente por petróleo refinado (18,77%), pastas químicas de madeira à soda ou sulfato (10,82%), soja (8,33%), algodão cru (6,32%) e farelo de soja (4,36%).

### Setor primário
No setor primário, a agricultura está dividida em grande lavoura comercial, a pequena lavoura comercial e a agricultura de subsistência. O estado se destaca na produção de algodão, cacau, soja e frutas tropicais como coco, mamão, manga, banana e guaraná, além de também produzir cana-de-açúcar, laranja, feijão e mandioca, entre outros.
A grande lavoura está baseada há décadas nas culturas da cana-de-açúcar (onde é integrada com modernas usinas) e cacau, e mais atualmente, na soja e no algodão. Entre as pequenas culturas comerciais, a mandioca, o coco-da-baía, o fumo, o café, o agave, a cebola, dendê (e consequente azeite de dendê) são as produções em destaque. As culturas de subsistência estão em todo o território, sendo que a cultura da mandioca é a mais importante, seguida pelo feijão, o milho, o café e a banana. O estado é conhecido por ter uma baixa qualidade nas condições de trabalho, por usar sistemas arcaicos de produção (extrativistas e semiextrativistas) e por explorar excessivamente a mão de obra.

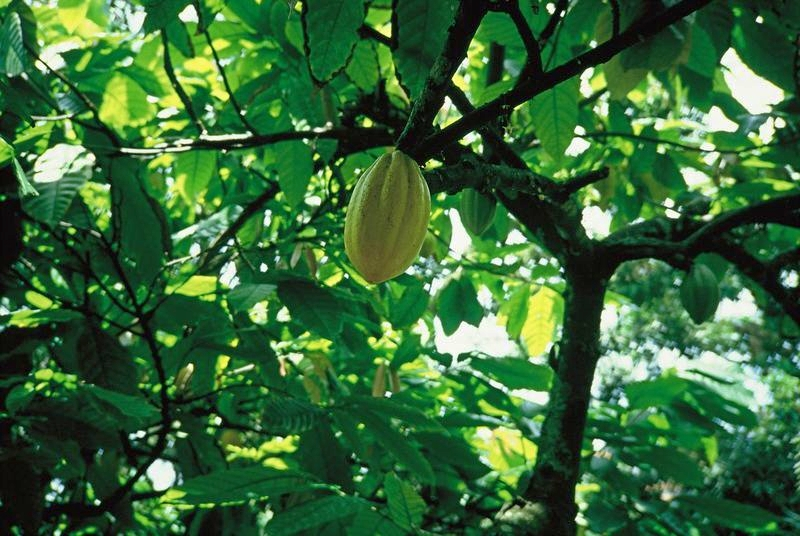
Cultivo de cacau em Ilhéus

A Bahia é o primeiro produtor nacional de coco, manga, guaraná, sisal e mamona. Também é o segundo maior produtor de cacau, algodão, banana e mamão, o 4º maior produtor de café e laranja, o 6º maior produtor de soja e tem produções relevantes de feijão e mandioca, mais voltados para a subsistência do que para a comercialização. A região de Ilhéus-Itabuna é uma das mais propícias áreas para o cultivo do cacau em toda a Bahia. Além de ser um dos principais produtores de cacau, junto com o Pará, é também o principal exportador de cacau no Brasil, porém a produção declinou nos últimos anos vítima de pragas como a vassoura-de-bruxa. Tem bons índices também na produção de milho e cana-de-açúcar. Outra região do estado que merece a devida atenção é aquela compreendida pelo Rio São Francisco, conhecida também como Vale do São Francisco, compreendendo as cidades de Juazeiro, Curaçá, Casa Nova, Sobradinho, dentre outras. A região é a maior produtora de frutas tropicais do país: essa fruticultura é irrigada, tem crescido e exporta para os mercados europeu, asiático e estadunidense. Recentemente, o cultivo da soja, milho, arroz, café e algodão aumentou substancialmente no oeste do estado, principalmente na área do cerrado, que apresenta terreno plano e propício à mecanização, com perfil produtivo intensivo.
Também importante elemento da economia baiana, a pecuária bovina ocupa, hoje, o sexto lugar nacional, enquanto a caprina registra, atualmente, os maiores números do setor em todo o Brasil, mas também se destacando os rebanhos de ovinos. Já as atividades extrativas vegetais têm pequena participação na economia baiana. Entretanto, tem reservas consideráveis de minérios e de petróleo. A mineração baseia-se essencialmente na produção de ouro, cobre, magnesita, cromita, sal-gema, barita, manganês, chumbo, urânio, ferro, talco, columbita, prata, cristal de rocha e zinco. As minas de magnesita a céu aberto em Brumado são a terceira maior do mundo e dão condição para ser a maior produção deste minério no Brasil. O mesmo município é, também, o segundo produtor de talco no país.

### Setor secundário

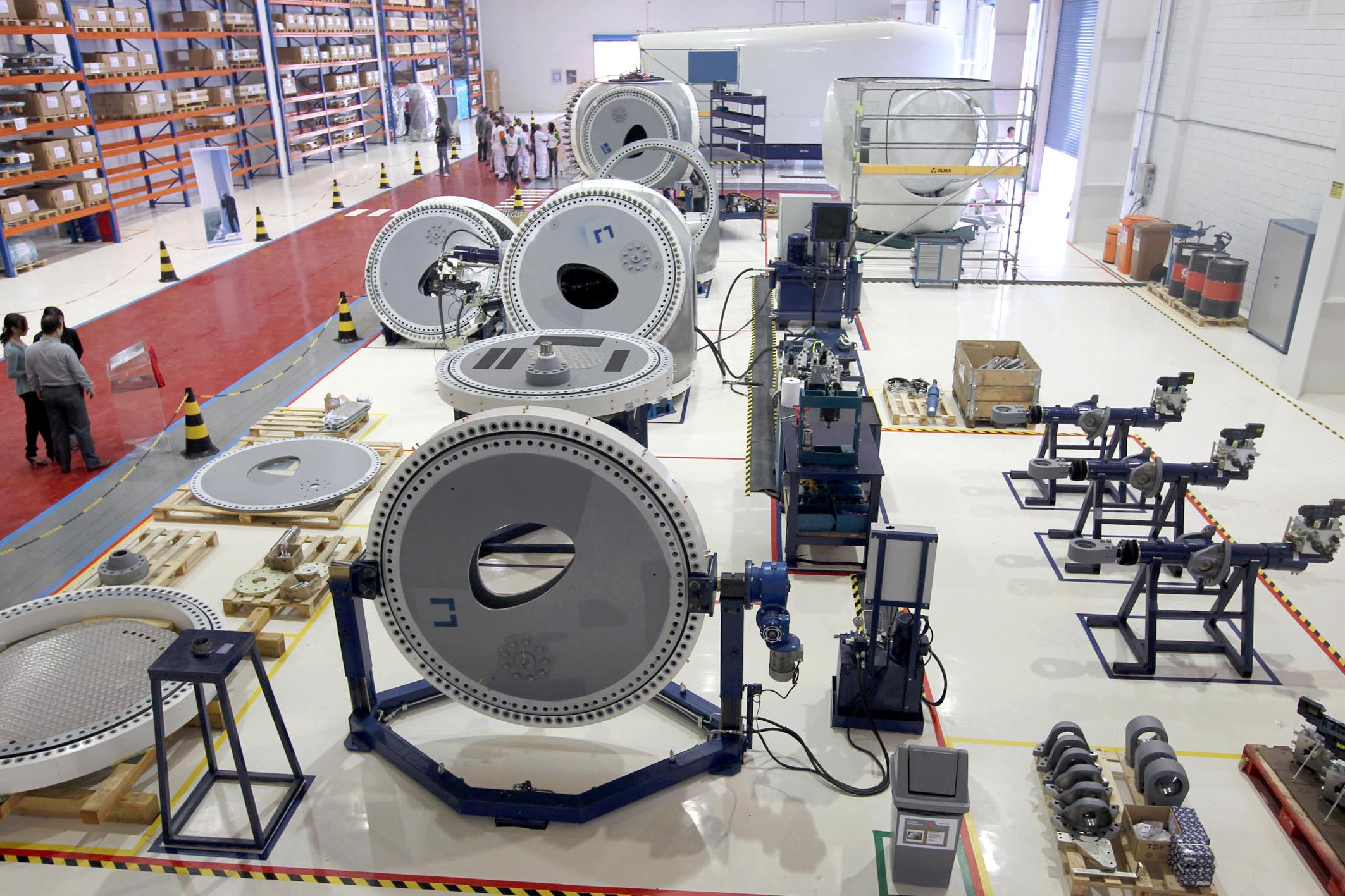
Fábrica de aerogeradores da cadeia eólica situada no Polo Industrial de Camaçari, o maior complexo industrial integrado do Hemisfério Sul. O município de Camaçari, sozinho, é responsável por 20% do PIB do estado.

A Bahia tinha em 2018 um PIB industrial de R$ 54,0 bilhões, equivalente a 4,1% da indústria nacional e empregando 364.603 trabalhadores na indústria. Os principais setores industriais são: Construção (23,3%), Serviços Industriais de Utilidade Pública, como Energia Elétrica e Água (17,5%), Derivados de Petróleo e Biocombustíveis (16,2%), Químicos (10%) e Alimentos (4,5%). Estes 5 setores concentram 71,8% da indústria do estado.
A indústria é relativamente bem distribuída, abrigando os mais mais variados segmentos desse setor. Representa uma grande força econômica no estado. Está voltado para os setores da química e petroquímica, agroindústria, informática, automobilística e suas peças, alimentos, mineração, borracha e plástico, metalurgia, couro e calçados, higiene pessoal, perfumaria e cosméticos, energia eólica, celulose e papel e bebidas. Na região Metropolitana de Salvador, estão concentradas a maioria das indústrias no Polo Industrial de Camaçari, maior complexo industrial integrado do Hemisfério Sul e que já nasceu planejado na década de 1970, cujo foco inicial era o setor petroquímico e com o passar dos anos diversificou sua produção. Em relação ao valor de transformação industrial, a Bahia saltou da nona para a sexta posição no ranqueamento nacional em 2005. Há municípios do interior que se destacam por ser um grande polo produtivo, como de bebidas em Alagoinhas; papel e celulose em Eunápolis e Mucuri; calçados em Itapetinga, Serrinha e Amargosa; agroindústria em Juazeiro etc.

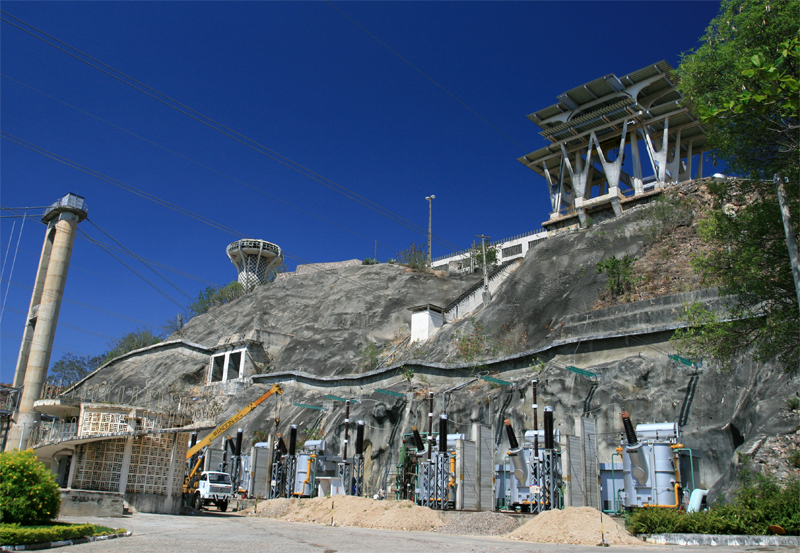
O Complexo Hidrelétrico de Paulo Afonso, no rio São Francisco, é um conjunto das usinas Paulo Afonso I, II, III, IV e Apolônio Sales, as quais são operadas pela Eletrobras Chesf

Para fomentar a pesquisa e desenvolvimento tecnológico, foi lançado o projeto de um grande parque tecnológico em Salvador. Chamado de Parque Tecnológico da Bahia, tem, como prioridades, a tecnologia da informação e comunicação (TIC), a robótica e a energia. A primeira área do complexo foi inaugurada em 2012. Outro ponto de desenvolvimento tecnológico, a primeira biofábrica do país se encontra na cidade sertaneja de Juazeiro, no vale do Rio São Francisco.
A indústria, o comércio e os domicílios baianos contam com abundante suprimento de energia elétrica, fornecido principalmente pelo Complexo Hidrelétrico de Paulo Afonso e pelas hidrelétricas de Sobradinho e Itapebi, que, juntas, produzem quase seis mil megawatts de energia. No campo da energia a partir dos hidrocarbonetos, o estado é dos maiores produtores nacionais de petróleo e gás natural. Há um importante polo de refino de petróleo e biocombustíveis em São Francisco do Conde, na região metropolitana de Salvador, onde está localizada a Refinaria Landulpho Alves, a primeira construída no Brasil e que foi responsável por manter a Bahia como o maior produtor de petróleo por décadas, e vários oleodutos e terminais em seu entorno para a chegada e escoamento da produção.

### Setor terciário
O turismo é uma destacada atividade econômica baiana, uma vez que o setor é responsável por 7,5% do produto interno bruto (PIB) estadual e emprega uma cadeia gigantesca que engloba os estabelecimentos do setor do turismo, como hotéis, bares, restaurantes e agências de viagem. No cenário nacional, o turismo baiano tem a fatia de 13,2% do PIB turístico nacional, a segunda maior porcentagem. Foram 5,29 milhões de turistas brasileiros e 558 mil turistas estrangeiros que visitaram o estado em 2011.

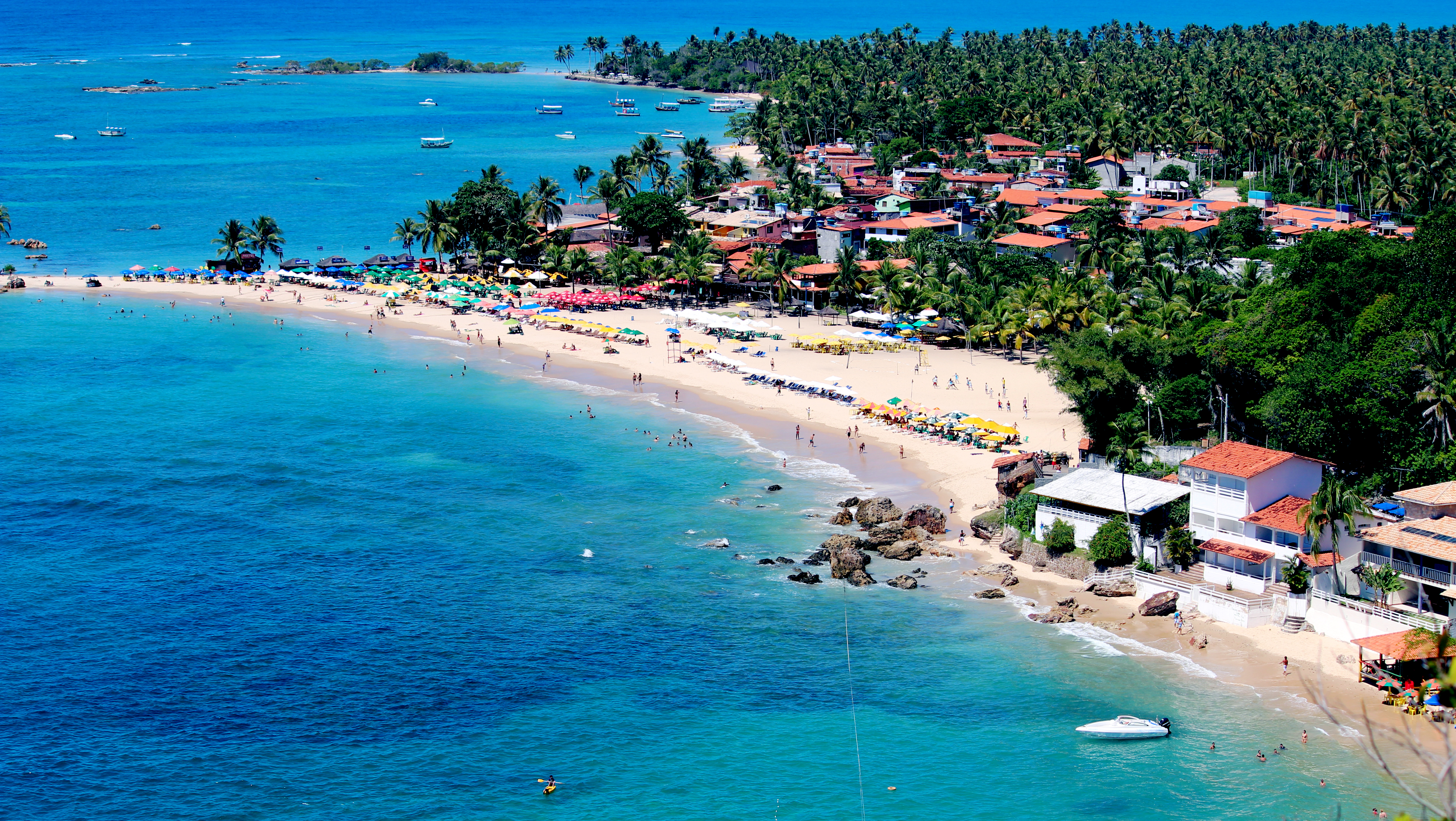
Morro de São Paulo, atração da Costa do Dendê

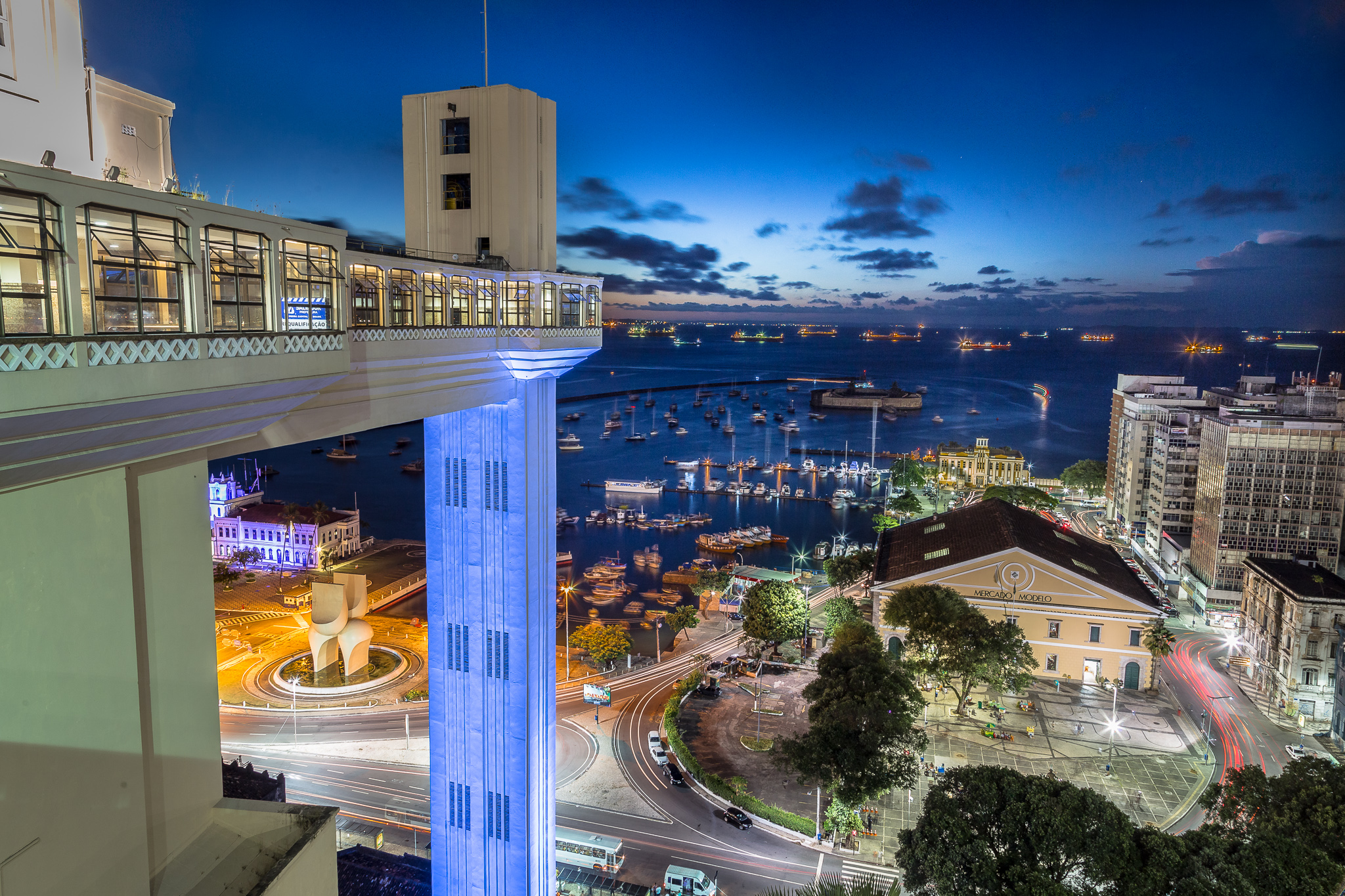
Elevador Lacerda, em Salvador

O estado é um dos principais destinos turísticos do Brasil, sendo o estado que mais recebe turistas na região Nordeste, com um fluxo de 11 milhões de visitantes em 2011, segundo estudo realizado pela Fundação Instituto de Pesquisas Econômicas (Fipe). Além da ilha de Itaparica e Morro de São Paulo, há um grande número de praias entre Ilhéus e Porto Seguro, na costa sul. O litoral norte, na área de Salvador, esticando para a beira com Sergipe, transformou-se num destino turístico importante, o qual ficou conhecido como Linha Verde. A Costa do Sauípe se destaca como o maior complexo de hotéis-resorts do Brasil. No ecoturismo, se destaca a Chapada Diamantina. Na região, está o melhor roteiro turístico do país, localizado no Vale do Pati (Lençóis), segundo apontou o Ministério do Turismo em 2010. Nele, cerca de 500 mil turistas, brasileiros e estrangeiros, passam anualmente.
Segundo a pesquisa Hábitos de Consumo do Turismo Brasileiro 2009, realizada pelo Vox Populi em novembro de 2009, a Bahia é o destino turístico preferido dos brasileiros, já que 21,4% dos turistas que pretendiam viajar nos dois anos seguintes optariam pelo estado. A vantagem é grande em relação aos concorrentes: Pernambuco, com 11,9%, e São Paulo, com 10,9%, estavam, respectivamente, em segundo e terceiro lugares nas categorias pesquisadas. Já em 2010, foi escolhida pelo jornal americano The New York Times como um dos 31 destinos que mereciam ser visitados em 2010. O estado foi o único do Brasil a integrar o ranking.
A diversidade de atrativos no estado incitou o planejamento governamental, que estabeleceu zonas turísticas para definições necessárias ao desenvolvimento do ramo turístico e para identificação das potencialidades por meio do Programa de Desenvolvimento do Turismo (PRODETUR). Em 2002, eram sete zonas: Costa dos Coqueiros, Baía de Todos-os-Santos, Costa do Dendê, Costa do Cacau, Costa do Descobrimento, Costa das Baleias e Chapada Diamantina. Isso mostra o destaque para o turismo no litoral, mas também aponta um importante polo no interior, a Chapada Diamantina. Formação geográfica em que chegam anualmente 500 mil visitantes, que gastam meio bilhão de reais ao conhecer as cidades de Lençóis, Andaraí, Rio de Contas, Mucugê e Palmeiras. Mais tarde, foram criadas novas zonas, interiorizando o planejamento turístico, a saber: Caminhos do Oeste, Caminhos do Sertão, Caminhos do Sudoeste, Lagos e cânions do São Francisco, Vale do Jiquiriçá e Vale do São Francisco.

## Infraestrutura

### Saúde
A saúde na Bahia não é das melhores do país: problemas típicos da saúde brasileira ocorrem no estado. Algumas doenças têm altos índices de doentes, como o câncer de mama, que, de acordo com a Sociedade Brasileira de Mastologia, atinge cerca de dois mil novos casos anualmente. Apesar disso, certas práticas que poderiam salvar muitas vidas não são comuns no estado, a exemplo da doação de órgãos. 60% das famílias baianas se recusam a doar órgãos de parentes, índice bem maior do que a média nacional, que é de 25%.

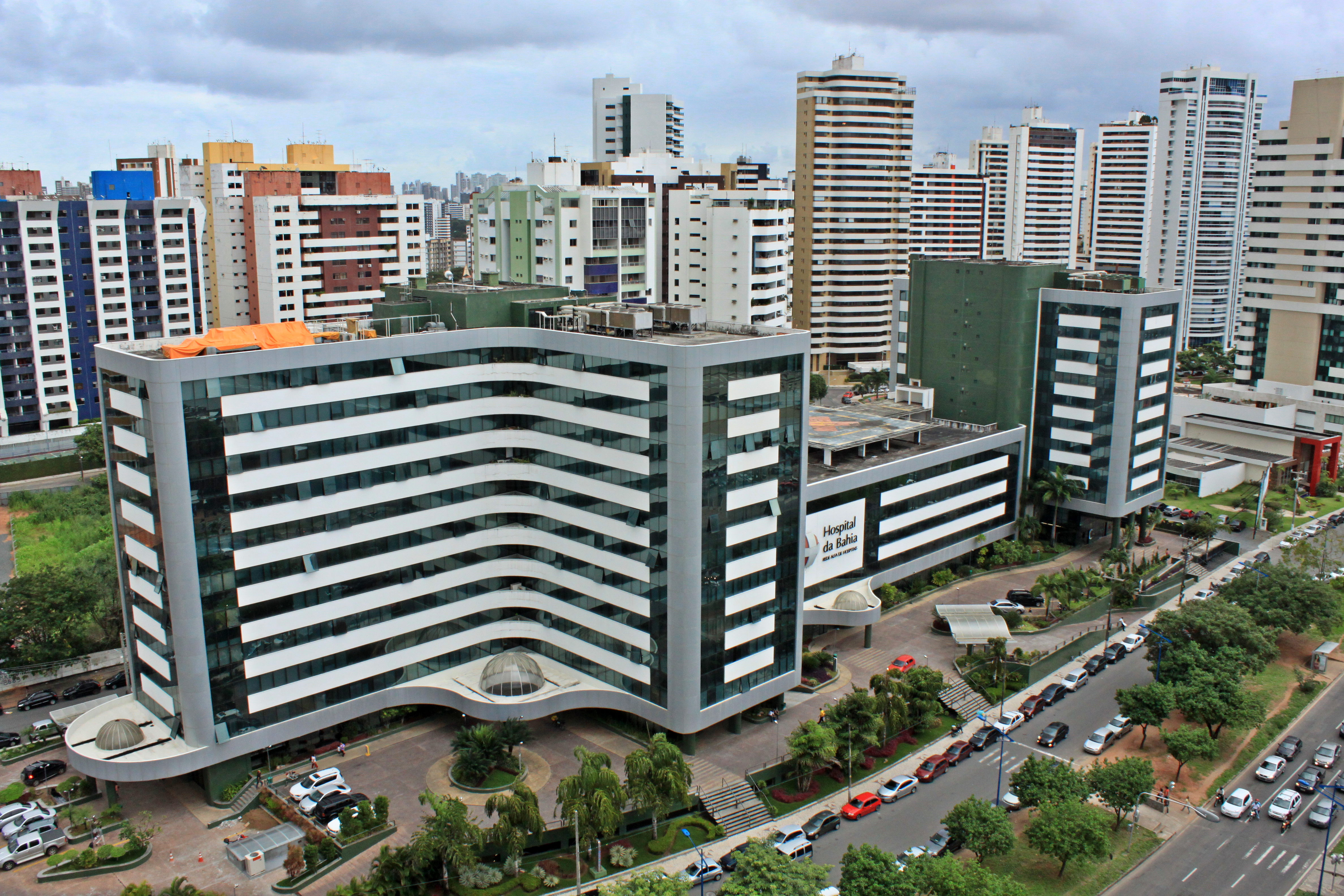
Hospital da Bahia, hospital particular localizado na capital

Entre as doenças mais comuns, estão a dengue e a meningite, as quais estão alastrando-se por todo o território baiano e não apenas infectam os baianos, mas também provocam a morte.
Na parte da estrutura, destacam-se, na capital: o Hospital Geral do Estado (HGE); Hospital Geral Roberto Santos (HGRS); Hospital do Subúrbio, que funciona sob gestão de parceria público-privada, conceito inédito no Brasil; Hospital Santo Antônio (fundado por Irmã Dulce); Hospital Sarah Kubitschek; Hospital Manoel Victorino; Hospital Santa Izabel; Hospital Ana Nery, referência nas áreas de cardiologia, cirurgia vascular, hemodiálise e transplante de órgãos; Hospital Couto Maia, referência em doenças infecciosas e parasitárias, Hospital São Rafael; Hospital da Bahia; Hospital Especializado Octávio Mangabeira (HEOM); Hospital Martagão Gesteira, referência no atendimento às mais diversas especialidades pediátricas; Complexo Hospitalar Universitário Professor Edgard Santos (COMHUPES, mantido pela Universidade Federal da Bahia através do Sistema Universitário de Saúde); Hospital Aristides Maltez, instituição referência no diagnóstico e tratamento do câncer no Brasil e que atende, prioritariamente, pacientes do Sistema Único de Saúde (SUS); entre outros. O Hospital Geral Clériston Andrade (HGCA), em Feira de Santana, destaca-se por ser o maior hospital público, porta aberta, do interior do estado no atendimento de média e alta complexidade.
As sociedades científicas Academia de Medicina da Bahia e Academia de Medicina de Feira de Santana desenvolvem e publicam as pesquisas médicas dos especialistas baianos.

### Educação

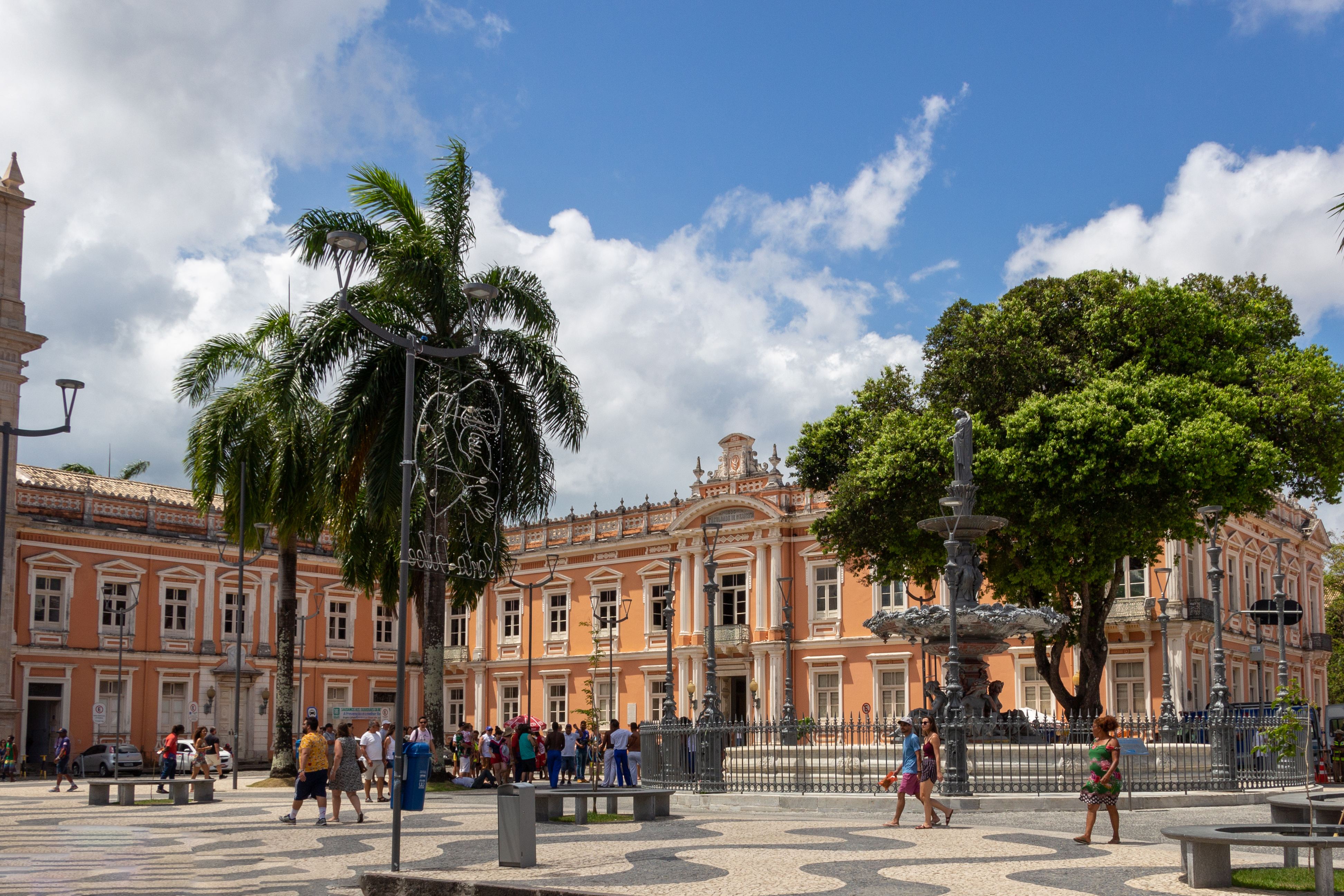
A UFBA teve início com a fundação da Faculdade de Medicina da Bahia em 1808, a escola de medicina mais antiga do Brasil.

A Bahia possui um longo histórico na área de educação, desde os primeiros jesuítas que já no século XVI instalaram escolas em Salvador, então a capital da Colônia. Educadores de renome como Abílio Cezar Borges, Ernesto Carneiro Ribeiro e Anísio Teixeira capitanearam o proscênio educacional do país. A escola pública na Bahia é basicamente estadual e municipal, sendo que o município tem uma preocupação maior com a ensino fundamental (primeira à quarta série) e o governo estadual com a educação fundamental também, mas só da quinta à oitava série, além do ensino médio. O governo federal tem pouca participação na formação direta da população, porém, muitos recursos utilizados por estas instituições escolares são provenientes dos fundos federais. Atualmente, a Bahia conta com doze universidades, sendo quatro públicas estaduais (UNEB, UEFS, UESB e UESC), seis públicas federais (UFBA, UFRB, UNIVASF, UNILAB, UFSB e UFOB) e duas privadas (UCSal e UNIFACS), além dos institutos federais, o IFBA e o IF-BAIANO.
De acordo com um ranking realizado e divulgado pela Folha de S.Paulo, em 2012, a Universidade Federal da Bahia aparece como a segunda melhor pontuação entre as universidades públicas do norte e nordeste, atrás da federal pernambucana, e em 12.º lugar no país inteiro, e na frente da Universidade Estadual do Maranhão. Em outro ranqueamento publicado no mesmo ano, feito pelo Ministério da Educação (MEC) a partir do Exame Nacional de Desempenho de Estudantes (ENADE), a Universidade Estadual de Feira de Santana foi classificada como a melhor universidade das regiões norte e nordeste e a 15.º do país em cursos com a nota cinco.

### Energia

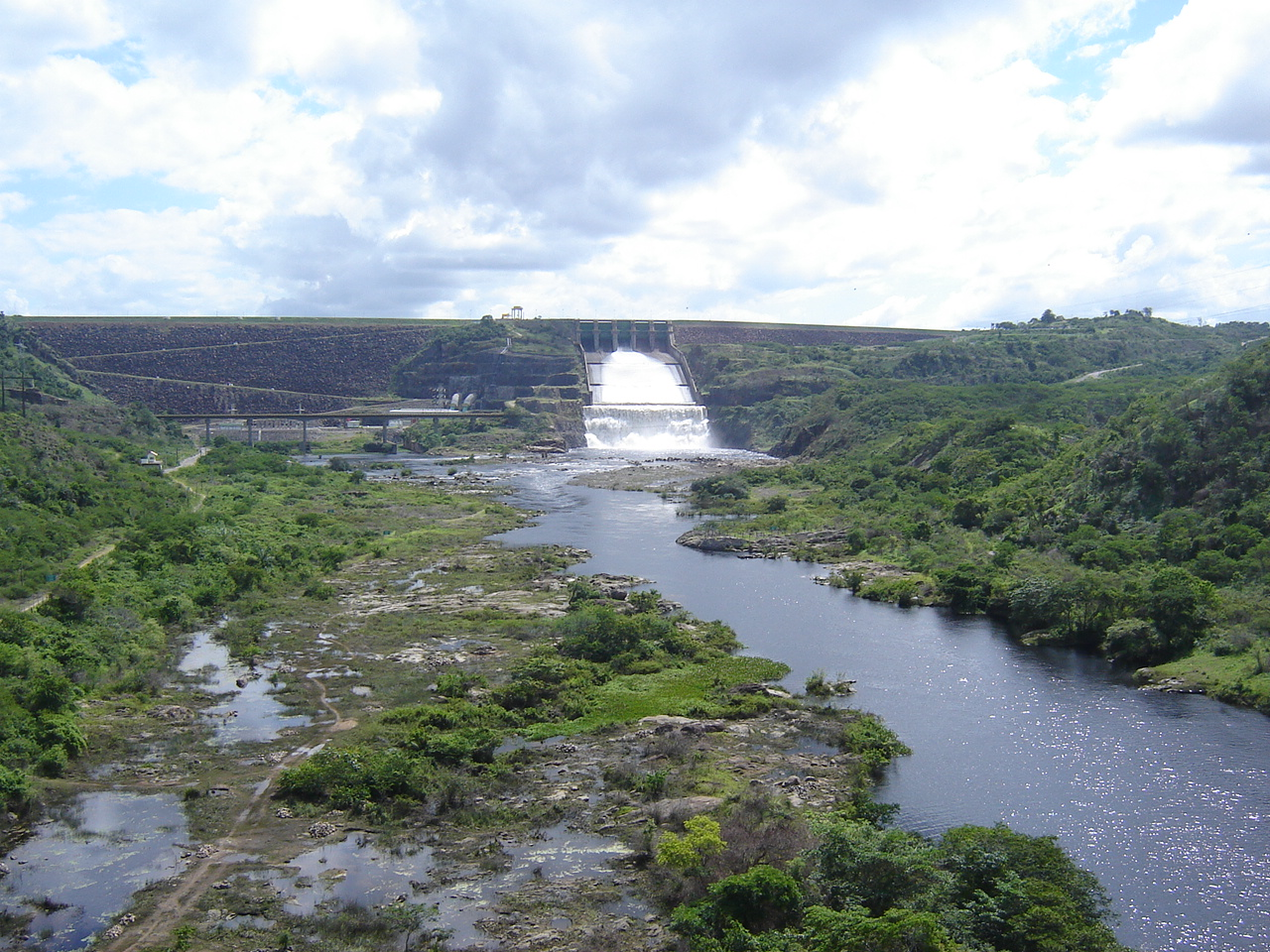
Barragem da Pedra do Cavalo.

A cachoeira de Paulo Afonso, no limite com Alagoas, cuja descarga média é de 5 000 metros cúbicos por segundo, abastece as quatro usinas da CHESF (Companhia Hidrelétrica do São Francisco), Paulo Afonso I, II, III e IV. Com um potencial somado de 3.501.800kW, vendem energia para todo o Nordeste.
A Usina Hidrelétrica Pedra do Cavalo (1983) está localizada no trecho superior das cidades gêmeas de São Félix e Cachoeira, a 110 quilômetros da capital, e foi erguida com dinheiro do Programa de Valorização da Água do Rio Paraguaçu. Além de produzir energia, assegura: água potável para Salvador e Feira de Santana; água bruta para complexos industriais, como Aratu e Camaçari; términos das cheias diárias em cidades ao longo dos rios; e soluções para a questão do assoreamento ― o rio antes novamente navegável. A barragem (143m) constitui uma das mais elevadas da América do Sul.
A hidrelétrica de Itaparica está localizada no limite com Pernambuco, a mais de cinquenta quilômetros do complexo Paulo Afonso, e iniciou suas operações em 1988. Sua potência final era de 2 500 MW e, na década de 1990, a usina de Xingó, também localizada no rio São Francisco, estava em construção com capacidade de 3 000 MW.

### Transportes

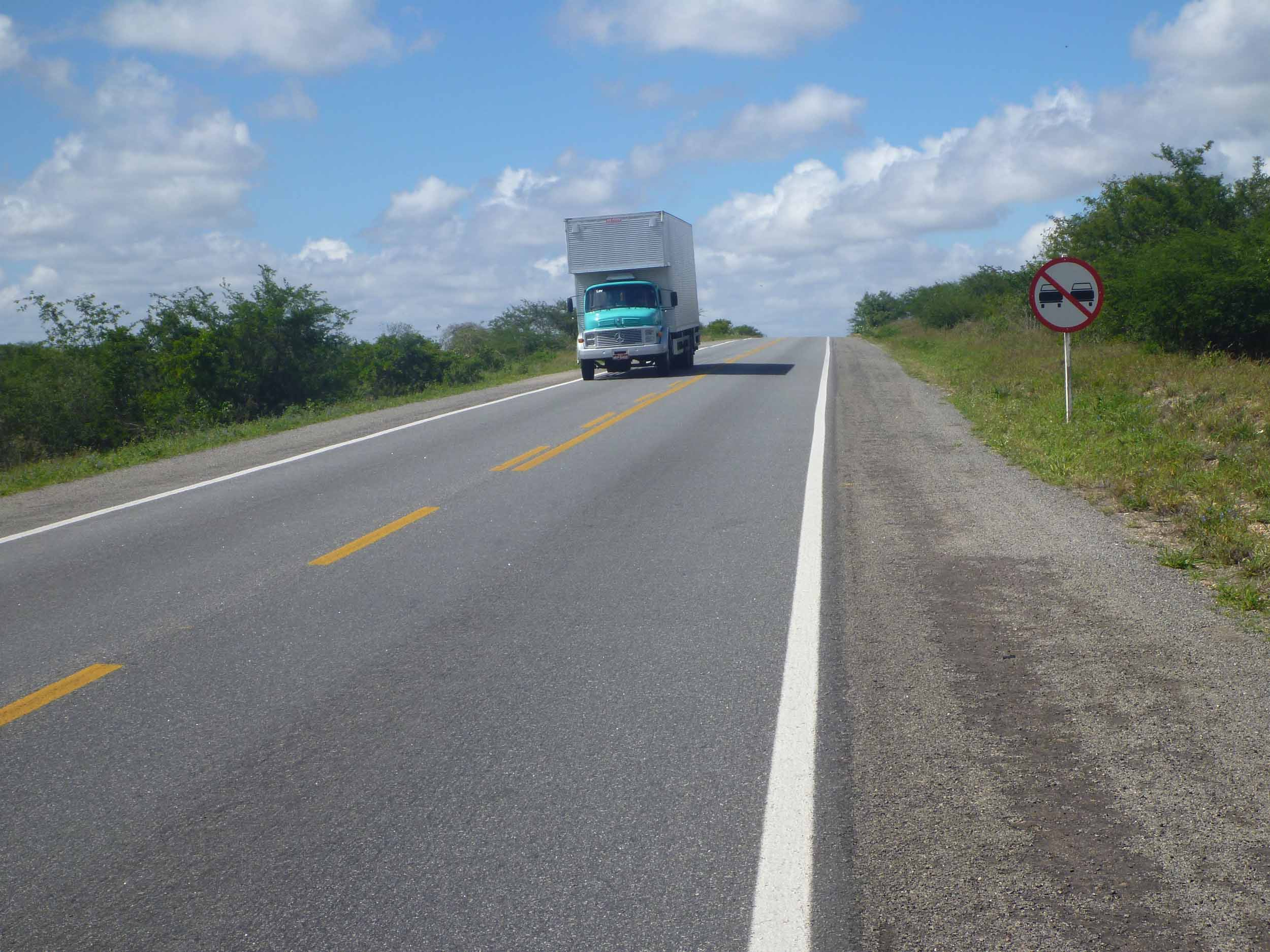
BR-324, a principal ligação entre Feira e Salvador

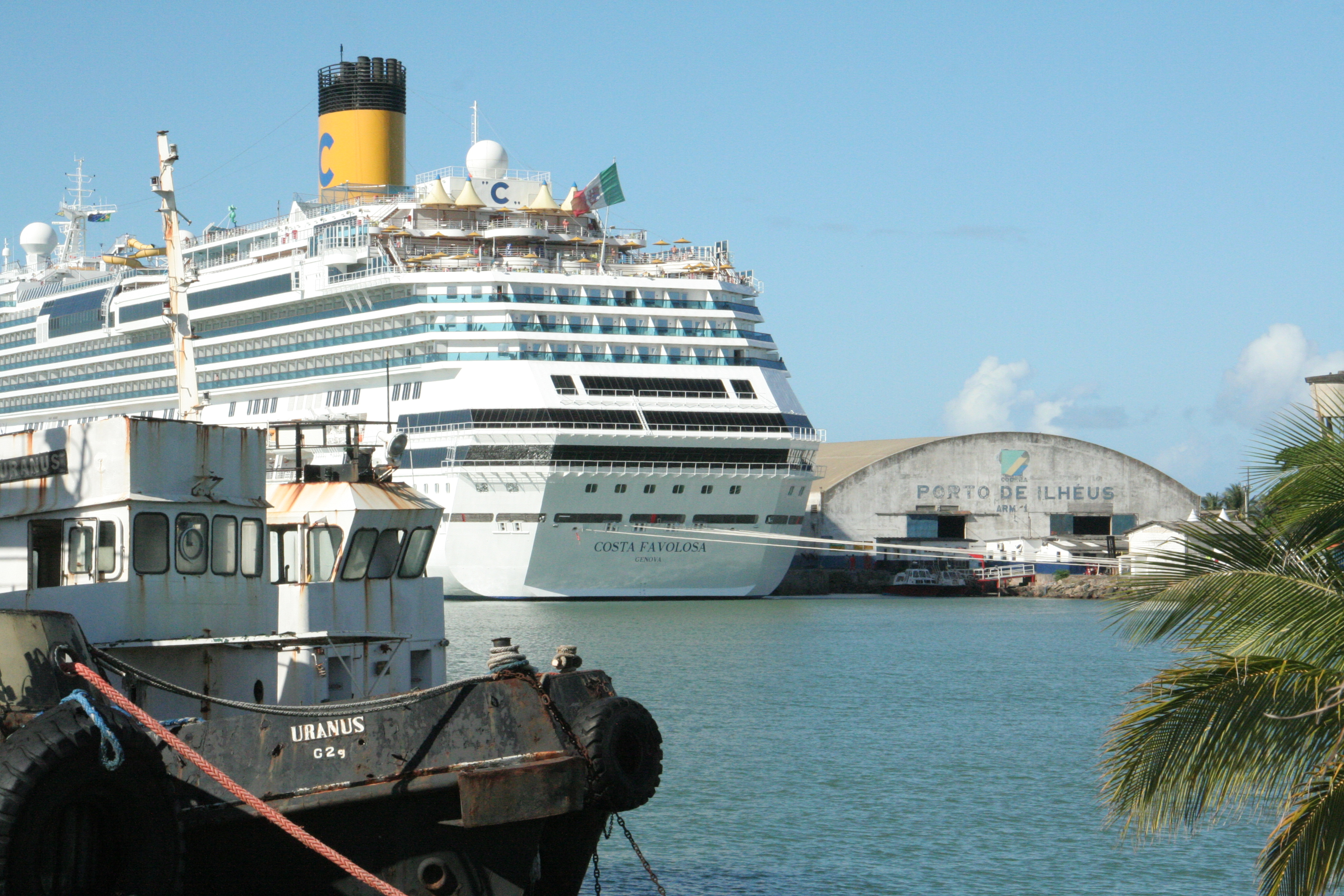
Porto de Ilhéus

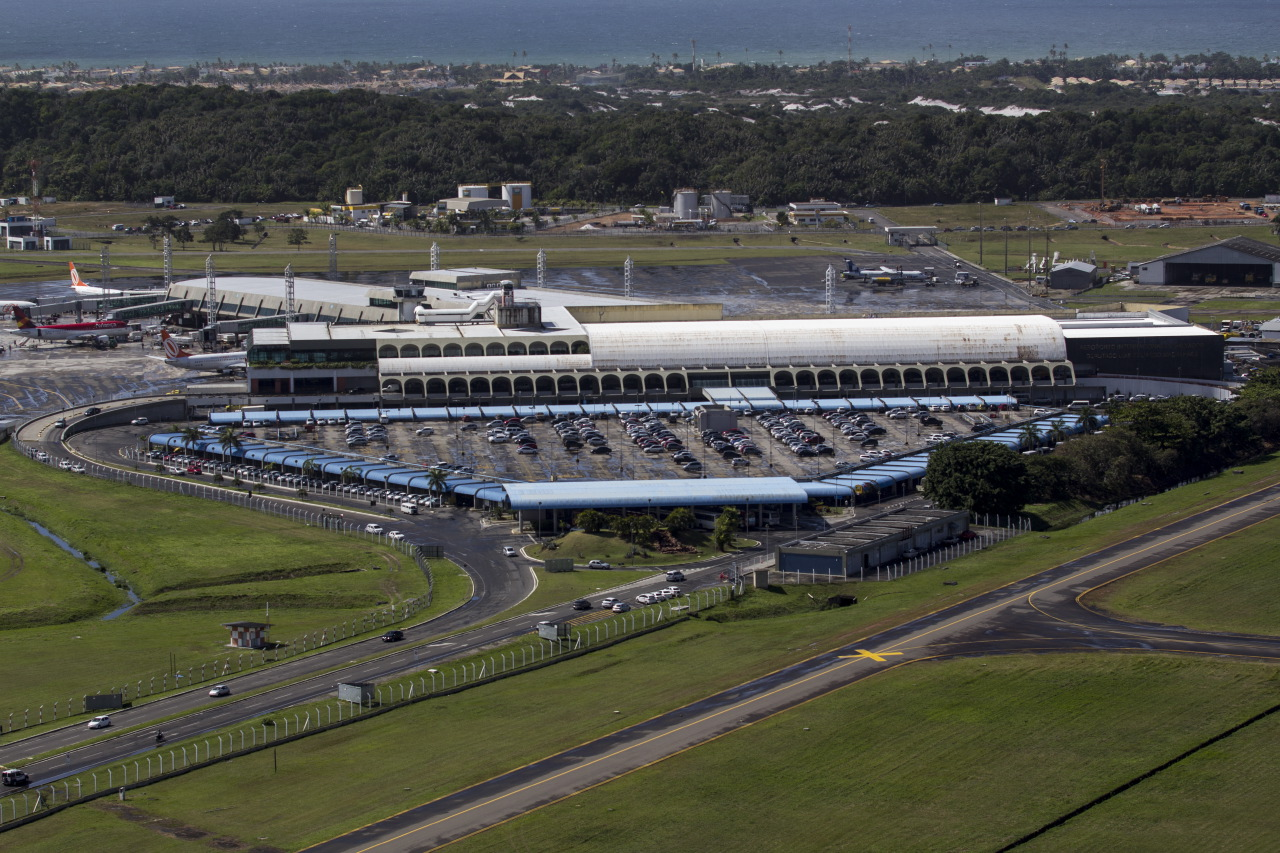
Aeroporto Internacional de Salvador

Feira de Santana é o eixo polarizador do sistema rodoviário estadual e é por onde passam as vias principais: a BR-242, que liga Salvador ao oeste baiano e à capital federal; a BR-101, de sentido norte/sul, com traçado paralelo ao litoral; a BR-116, que liga a metrópole ao sudoeste; além da BR-324, que liga Feira de Santana a Salvador. Outras rodovias estaduais e federais atendem ao tráfego de longa distância ou atendem às sedes dos municípios, fazendo parte de um sistema combinado que se complementa a exemplo da BR-110, BR-415, BR-407, BA-052, BA-099 e BA-001 (essas duas últimas são rodovias estaduais litorâneas).
A Bahia conta com quatro portos, sendo o de Aratu, o de Ilhéus e o de Salvador marítimos e o de Juazeiro fluvial. O de Ilhéus é o maior exportador de cacau do Brasil e também grande importador. Na cidade, também está em processo de construção o Porto Sul, com a expectativa de ser um dos maiores portos do Brasil em movimentação de cargas.
A Bahia conta com dez aeroportos operando com voos regulares, sendo o Internacional Dois de Julho, também conhecido como Internacional de Salvador Deputado Luís Eduardo Magalhães, o oitavo aeroporto mais movimentado do Brasil, o primeiro do Nordeste e estando entre os 20 maiores da América Latina, respondendo por mais de trinta por cento do movimento de passageiros dessa região do país em 2011. Os outros são Aeroporto de Barreiras, em Barreiras; Aeroporto João Durval Carneiro, em Feira de Santana; Aeroporto Jorge Amado, em Ilhéus; Aeroporto Horácio de Mattos, em Lençóis; Aeroporto de Paulo Afonso, em Paulo Afonso; Aeroporto de Porto Seguro, em Porto Seguro; Aeroporto Pedro Otacílio Figueiredo, em Vitória da Conquista; Aeroporto de Valença, em Valença; e Aeroporto de Teixeira de Freitas, em Teixeira de Freitas. O Aeroporto de Una-Comandatuba recebe muitos voos fretados.
A Bahia é cortada por várias ferrovias. Entre elas, estão: a Estrada de Ferro Bahia-Minas, que vai de Caravelas, na Bahia, ao norte de Minas Gerais; e a Viação Férrea Federal do Leste Brasileiro, que integrava a Bahia com os estados de Minas Gerais, Sergipe, Pernambuco e Piauí. Além dessas duas interestaduais, existem a Estrada de Ferro de Nazaré e a de Ilhéus. Esta última possuía projetos de expansão para chegar a Vitória da Conquista e para se ligar a outras ferrovias do estado e à E. F. Bahia-Minas. Todas essas linhas férreas já não estão mais em atividade.
Atualmente, está sendo construída a Ferrovia de Integração Oeste-Leste (FIOL), com extensão de 1 527 quilômetros, que servirá de importante ponto de escoamento da produção de minérios e grãos do estado através do Porto Sul, no sul do estado. Ela também se conectará com a Ferrovia Norte-Sul em Tocantins, formando um grande corredor logístico. Durante a primeira gestão de Dilma Rousseff, foram planejadas mais duas ferrovias cortando a Bahia: a Ferrovia Salvador-Recife, com extensão de 893 quilômetros e que atravessa municípios dos estados de Sergipe, Alagoas e Pernambuco, onde fazia conexão com a Ferrovia Transnordestina; e a Ferrovia Belo Horizonte-Salvador, com extensão de 1 350 quilômetros e que atravessa 52 municípios da Bahia e Minas Gerais, estabelecendo uma conexão com o Porto de Aratu, na Região Metropolitana de Salvador.
O transporte de alta capacidade de passageiros por trilhos foi implantado no estado com o Metrô de Salvador, após 14 anos de construção e indícios de superfaturamento. O funcionamento foi iniciado em junho de 2014 e a conclusão das duas linhas licitadas está determinada pelo edital para acontecer em 2017.

### Serviços e comunicações

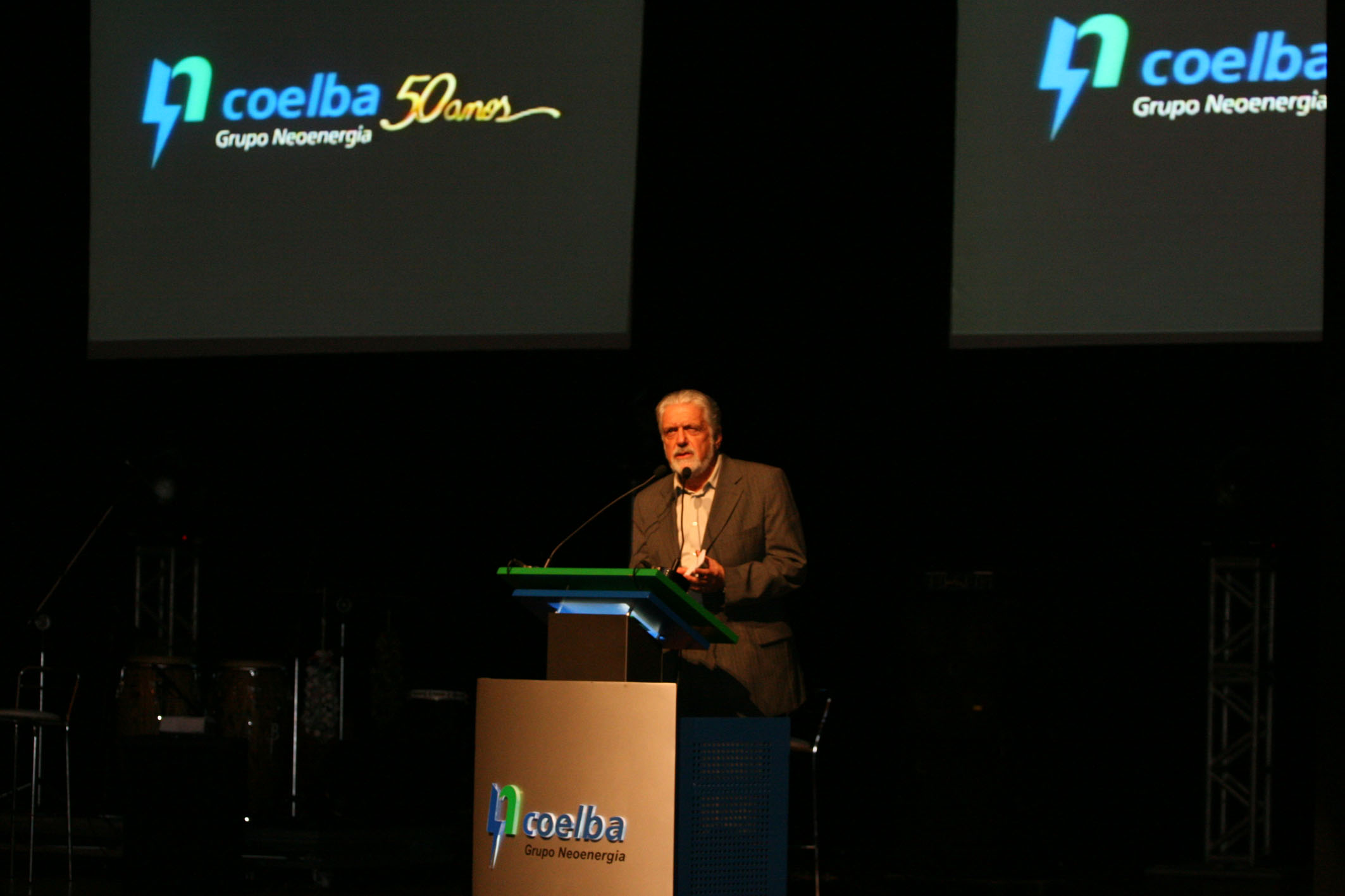
Governador Jaques Wagner na comemoração de 50 anos da COELBA, em 16 de abril de 2010.

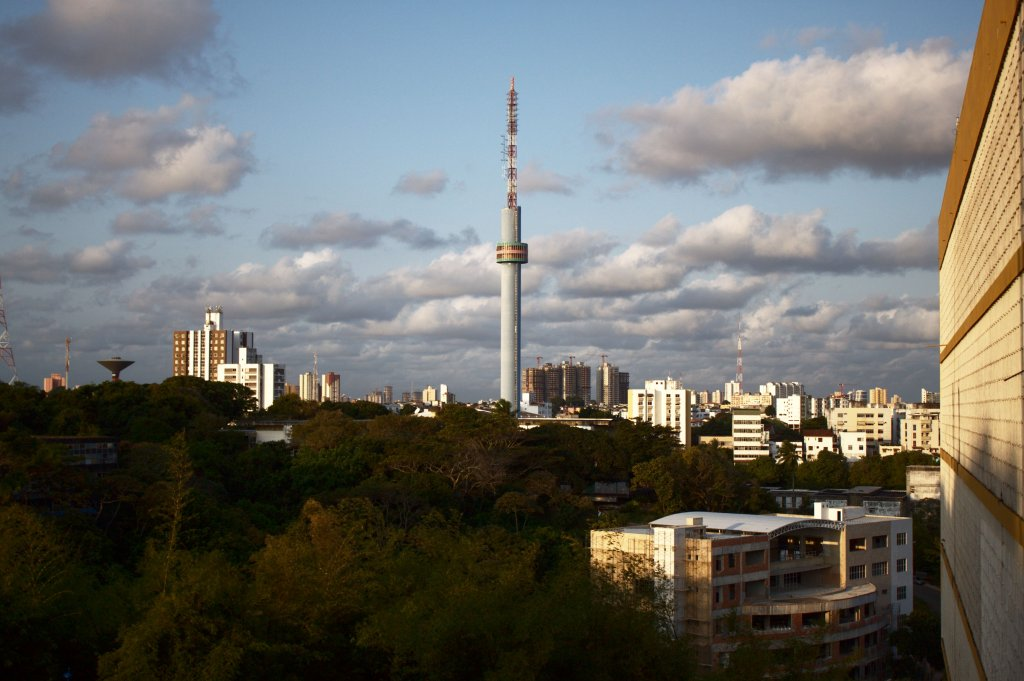
A torre da TV Itapoan, vista da Escola Politécnica da UFBA, em 2011

A empresa de energia elétrica, que compreende o estado da Bahia, constitui a Neoenergia Coelba e os serviços de abastecimento e venda de gás canalizado no estado da Bahia são realizados pela Companhia de Gás da Bahia.
O estado conta com outros serviços básicos. Na Bahia, existem várias empresas responsáveis pelo abastecimento de água. Em boa parte dos municípios baianos, a empresa responsável por água e saneamento básico (esgoto) é a Empresa Baiana de Águas e Saneamento (Embasa).
Outros municípios são abastecidos por outras empresas ou por empresas do próprio município — um exemplo ocorre em Juazeiro, na região norte do estado, cuja empresa responsável pelo abastecimento de água é o Serviço de Água e Saneamento Ambiental (SAAE).
O estado da Bahia é o quarto do Brasil em quantidade de dispositivos móveis ativos (17 033 298), após São Paulo, Minas Gerais e Rio de Janeiro. A cidade de Salvador tem a maior teledensidade (número de acessos por 100 habitantes), com 198,44 acessos para cada 100 pessoas. Os códigos de discagem direta a distância, DDD, para realizações para números do estado são 71, 73, 74, 75 e 77.
Os principais veículos da imprensa baiana são: o tradicional jornal A Tarde, que também possui uma emissora de rádio (A Tarde FM); jornal Correio, TV Bahia e outras emissoras que retransmitem a Rede Globo no interior do estado, todas elas empresas da Rede Bahia; o jornal Tribuna da Bahia; a emissora de TV Band Bahia, e a emissora de rádio BandNews FM em Salvador; e as emissoras de televisão TV Aratu (afiliada do SBT), TV Educativa da Bahia (esta mantida pelo governo estadual através da IRDEB), TV Itapoan e a TV Cabrália (ambas filiadas da Rede Record). Destacam-se os grupos de mídia baianos: a Rede Bahia, o Grupo Aratu, o Grupo A Tarde e o Grupo Metrópole, que mantém o Jornal da Metrópole e a emissora de rádio.

### Segurança pública e criminalidade

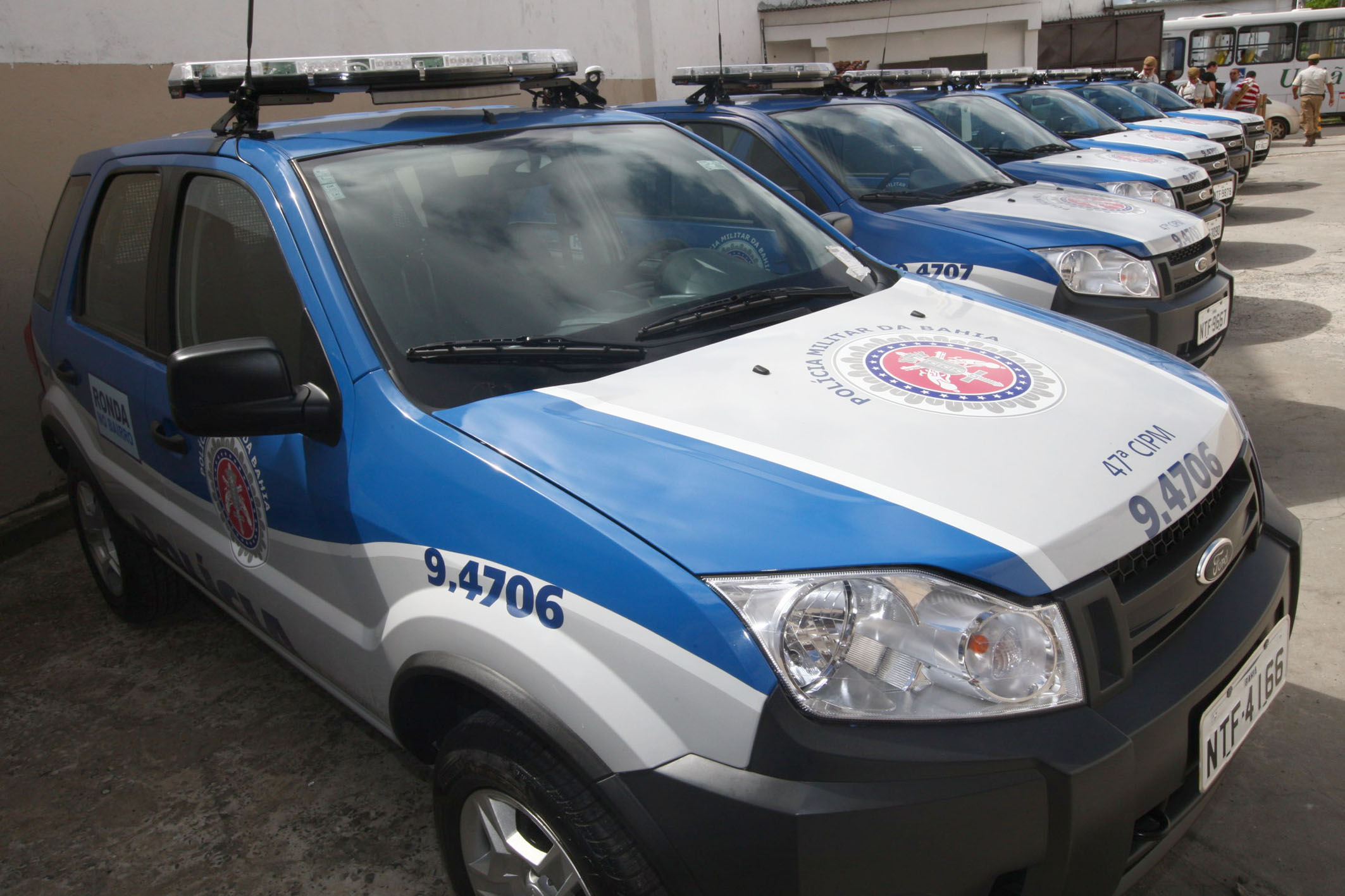
Viaturas da PMBA.

As mais importantes unidades militares sediadas na Bahia são: no Exército Brasileiro, a Bahia pertence ao Comando Militar do Nordeste, se encontrando localizada em Salvador a matriz da 6.ª Região Militar, assim como o 19.° Batalhão de Caçadores; na Marinha do Brasil, em Salvador se encontra a matriz do 2.° Distrito Naval, bem como a Base Naval de Aratu, a Escola de Aprendizes de Marinheiros, dissolvida em 1973, e o Hospital Naval; Na Força Aérea Brasileira, a Bahia faz parte do Cindacta III, merecendo destaque no estado a Base Aérea de Salvador e o 1.º Esquadrão do 7.° Grupo de Aviação (São Cristóvão), em Salvador.
Segundo a Constituição Federal de 1988 e a Estadual de 1989, os órgãos reguladores da segurança pública no estado da Bahia são a Polícia Militar, o Corpo de Bombeiros e a Pol. Civil.

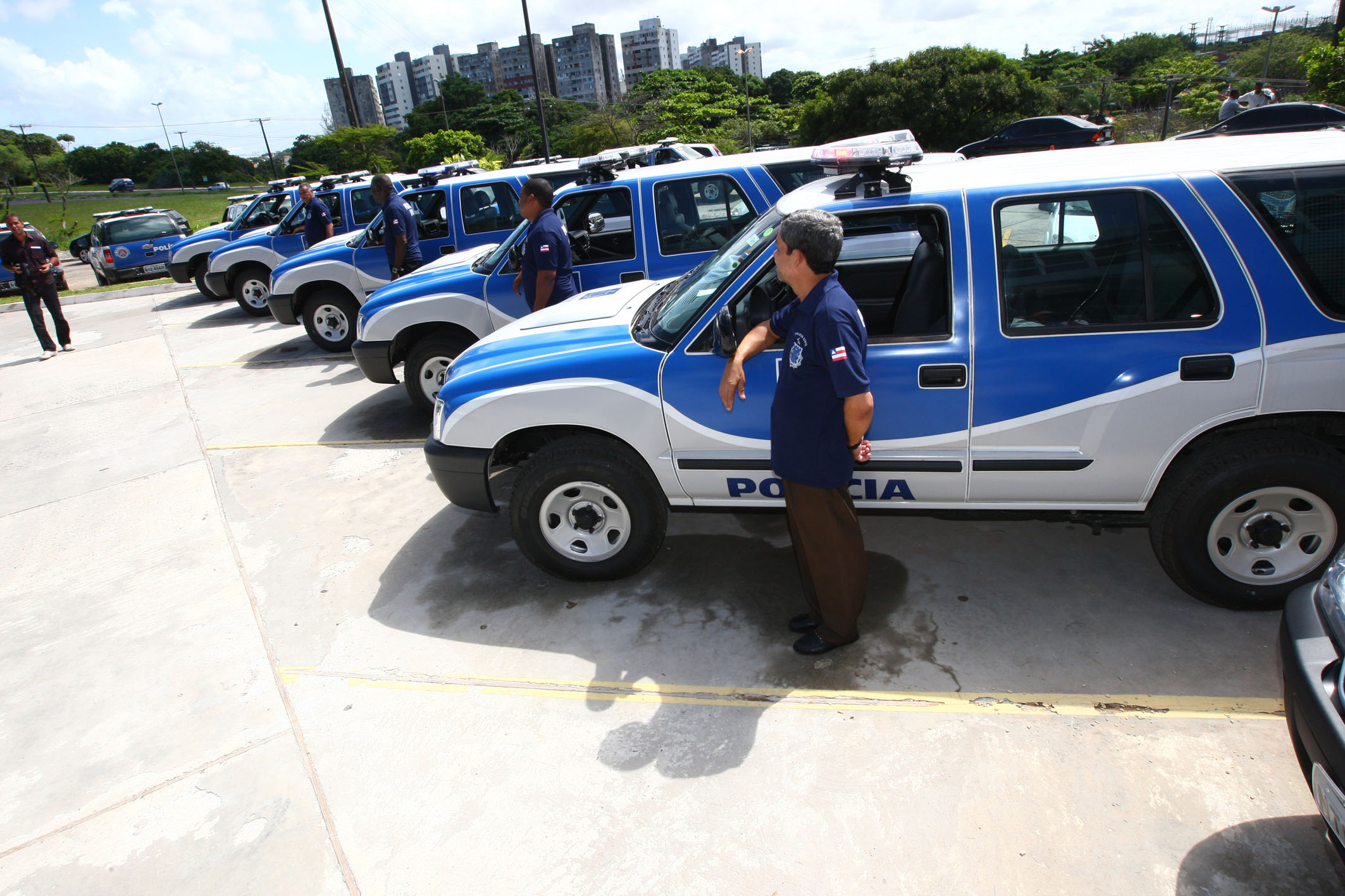
Renovação da frota de 2010

De acordo com dados do “Mapa da Violência 2012”, publicado pelo Instituto Sangari e pelo Ministério da Justiça, a taxa de homicídios por 100 mil habitantes, que era de 3,3 em 1980, subiu para 37,7 em 2009 (ficando acima da média nacional, que era de 27,0). Entre 2000 e 2010, o número de homicídios subiu de 1223 para 5287. Em geral, a Bahia subiu dezesseis posições na classificação nacional das unidades federativas por taxa de homicídios, passando da 23.ª em 2000 para a 7.ª em 2010. A Região Metropolitana de Salvador possuía taxas mais de quatro mil vezes maiores que a do estado (-/+739,4), enquanto, no interior, o mesmo era mais de 21,3 maior que a média estadual (-/+346,1).
Em 2000, 25 municípios, de cinco a dez mil habitantes, registravam uma taxa de homicídios de 5,0, mas ela subiu para 15,6 em sessenta cidades em 2010. Considerando-se todos esses municípios, totalizam-se 37,7. Desde a época em que o estado era razoavelmente tranquilo em 2000 a violência aumentou ligeiramente em todo o território do estado, com vários polos elevadamente conurbados.
Conforme o “Mapa da Violência dos Municípios Brasileiros 2008”, também publicado pelo Instituto Sangari, as cidades baianas que apresentavam as maiores taxas de homicídios por grupo de cem mil habitantes eram: Porto Seguro (85,8), Simões Filho (69,7), Itabuna (68,6), Juazeiro (56,4,), Lauro de Freitas (53,8), Camaçari (44,6), Candeias (44,5), Ilhéus (40,1), Vitória da Conquista (37,4), Itabela (36,8), Itororó (36,4), Salvador (36,1), Remanso (35,4), Curaçá (34,2), Uruçuca (33,5), Dias d’Ávila (33,2), Camacan (33,1), Santa Luzia (32,8), Casa Nova (32,6), Ipiaú (32,1), Belmonte (30,9), Entre Rios (30,8), Arataca (30,6) e Pau Brasil (30,1).
O estado é o segundo com maior taxa de homicídios e o com maior número de cidades entre as mais violentas do Brasil (12), algumas das quais estão entre as mais violentas do mundo.

## Cultura

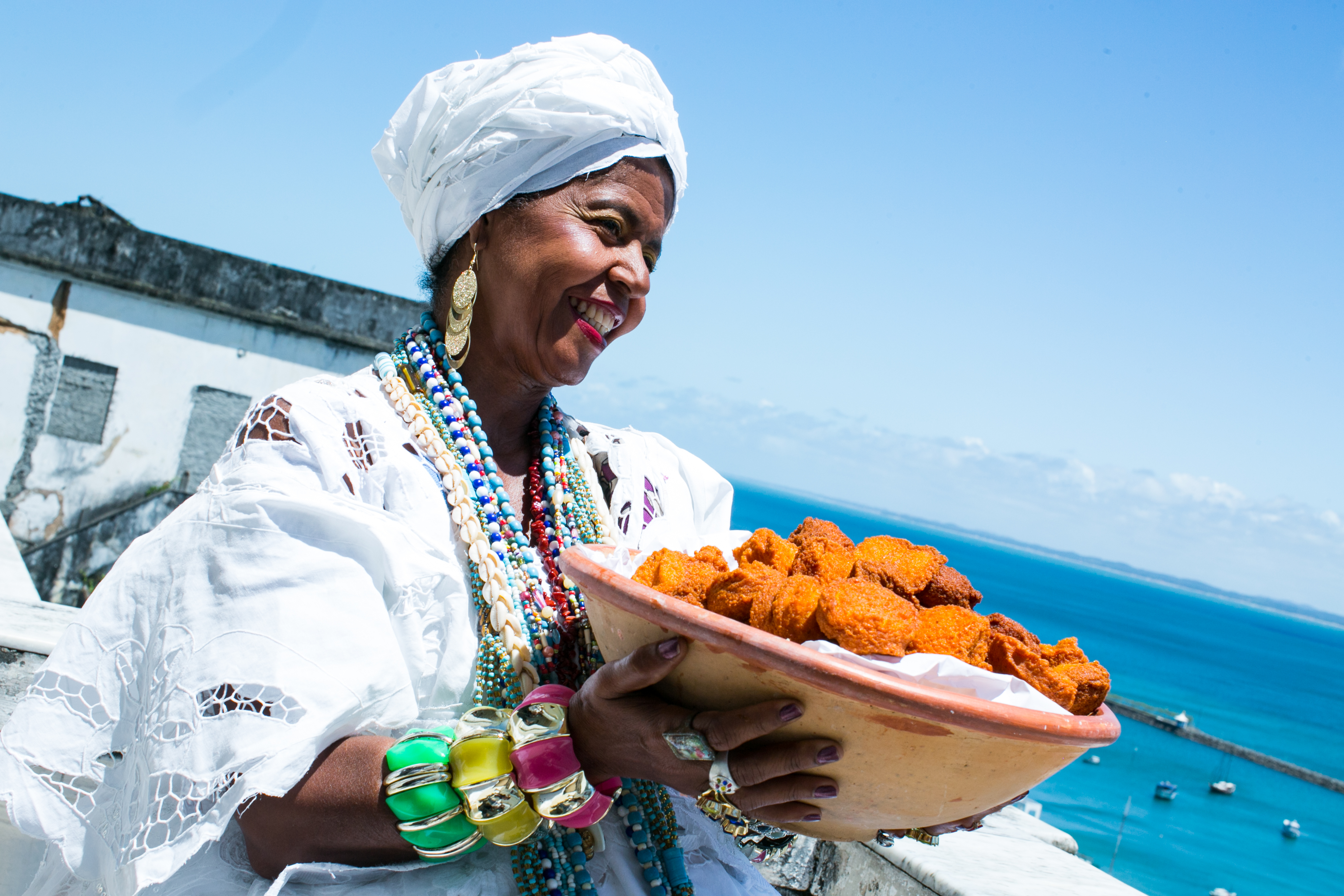
Baiana do acarajé e seu tabuleiro

Diferentemente da satirização feita pelos grandes meios de comunicação, o dialeto falado na Bahia, segundo alguns linguistas, seria parte integrante do grupo sulista, sendo, portanto, um dialeto próprio, não fazendo parte dos dialetos do nordeste. Algumas de suas gírias soam estranhas para outras regiões do país, como os famosos oxente, massa (no sentido de coisa boa) e aonde (utilizado para negar uma frase).
No campo do artesanato da Bahia, destacam-se a cerâmica decorativa, marca da influência indígena, a renda de bilros e outros tipos de bordados, bonecas de pano, os santeiros e carrancas, objetos feitos de couro, metal, pedras e os destinados à cozinha, como o pilão e gamela.
Alguns museus da Bahia são: Museu Afro-Brasileiro, Museu de Arte da Bahia, Museu de Arte Moderna da Bahia, Memorial dos Governadores Bahia, Museu Carlos Costa Pinto, Museu Henriqueta Catharino, Fundação Casa de Jorge Amado e Museu Geológico da Bahia. No interior do estado, destacam-se: o Museu Histórico de Jequié, com um importante acervo sobre a história e cultura da região sudoeste; o Museu do Recolhimento dos Humildes em Santo Amaro, de arte sacra; a Fundação Hansen Bahia, em Cachoeira; e o centro cultural Dannemann, em São Félix, com sua Bienal do livro do Recôncavo.
Do candomblé ou do tabuleiro da baiana do acarajé, da culinária afro-baiana brotam o acarajé, o abará, o vatapá e tantos pratos temperados pelo azeite de dendê, festejando os santos, como o caruru, ou festejando a vida, como a moqueca e o mingau.
Já o interior do estado, é marcado pela sua cultura do couro, pela sua culinária sertaneja, pelas suas festas e manifestações e pelo vaqueiro, onde surgiu no interior do estado a partir de 1550, sendo a primeira fixação do homem no interior da Bahia e de todo Nordeste Brasileiro. O vaqueiro foi o responsável por formar a cultura sertaneja.

### Culinária

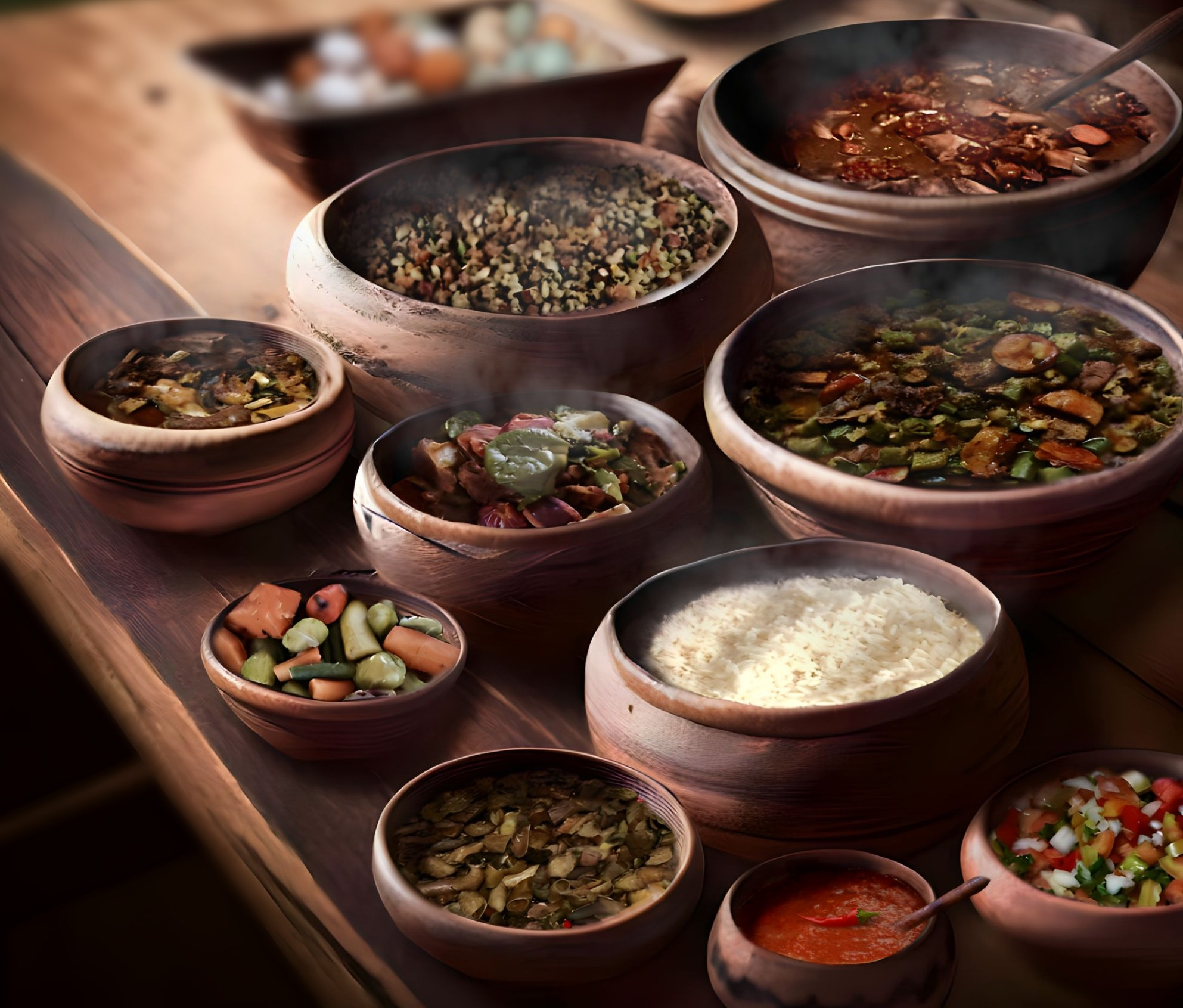
Cozinha sertaneja da Bahia, iguarias típicas e originárias do interior do estado

A culinária da Bahia é uma das mais diversificadas do Brasil, com muitas variações, desde a culinária sertaneja, até a mais conhecida, que é aquela produzida no Recôncavo e em todo o litoral da Bahia — praticamente composta de pratos de origem africana, diferenciados pelo tempero mais forte, à base de azeite de dendê, leite de coco, gengibre, frutos do mar, pimenta de várias qualidades e muitos outros que não são utilizados em outros estados do Brasil. Essa culinária, porém, não chega a representar 30% do que seus habitantes consomem diariamente. As iguarias dessa vertente africana da culinária estão reservadas, pela tradição e hábitos locais, às sextas-feiras (como por exemplo a moqueca, vatapá, caruru, xinxim de galinha) e às comemorações de datas institucionais, religiosas ou familiares. No dia a dia, o baiano alimenta-se de pratos herdados da vertente portuguesa, ou então de pratos no que se costuma chamar de "culinária sertaneja". São receitas que não levam o dendê e ingredientes como frutos do mar por exemplo, que é muito presente na culinária afro-baiana.

### Entidades culturais, museus e bibliotecas

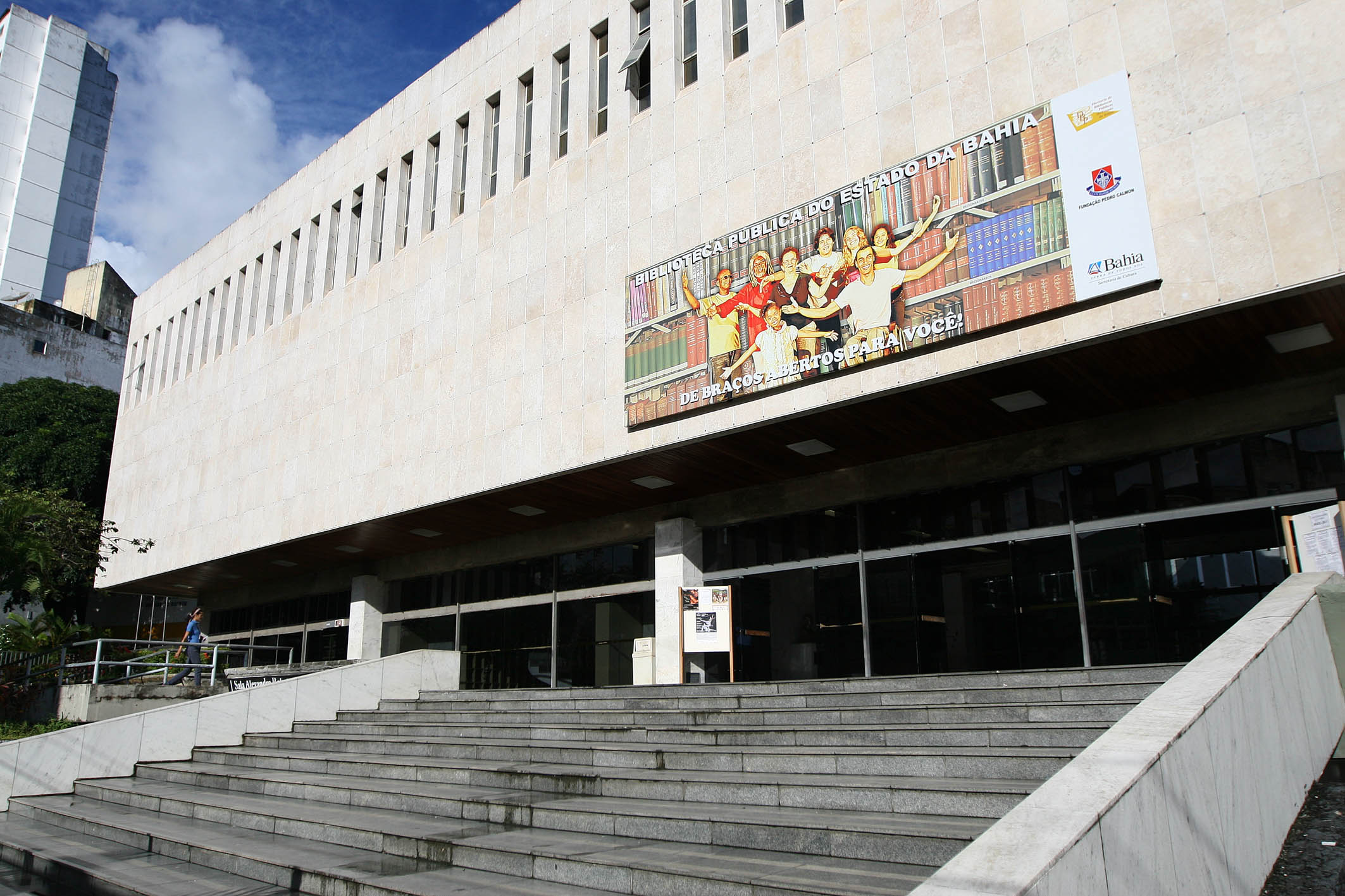
Biblioteca Pública do Estado da Bahia, o maior acervo da região.

Entre as diversas instituições culturais presentes no estado estão a o Gabinete Português de Leitura, o Instituto Geográfico e Histórico da Bahia, a Associação Baiana de Medicina, a Associação Baiana de Imprensa, as seções baianas da Associação Brasileira de Escritores e da Ordem dos Advogados.
Dentre as bibliotecas da capital merecem destaque a Universidade Federal da Bahia, a Biblioteca Pública do Estado, o Mosteiro de São Bento, a Biblioteca Infantil Monteiro Lobato, a Biblioteca Teixeira de Freitas e a Biblioteca do Departamento Estadual de Estatística, da Petrobras e das entidades culturais supramencionadas. Muitas cidades do interior possuem pequenas bibliotecas públicas.
Entre os muitos museus, os seguintes museus de Salvador se destacam em Salvador pela importância e vantagem de suas coleções: Museu Afro-Brasileiro e Museu de Arqueologia e Etnologia, ambos localizados na tradicional faculdade de Medicina; Museu de Arte da Bahia; Museu de Arte Sacra, localizado no tradicional convento das Carmelitas Descalças; Museu de Arte Sacra Monsenhor Aquino Barbosa, na basílica de Nossa Senhora da Conceição da Praia; Museu Abelardo Rodrigues (Solar do Ferrão), com exposição de arte sacra e popular; Museu Carlo Costa Pinto, de talheres e mobiliário; e o Museu do Carmo, a igreja e convento da Ordem Primeira do Carmo. Outro museu muito interessante no estado é o Vanderlei de Pinho no Recôncavo.

### Arquitetura

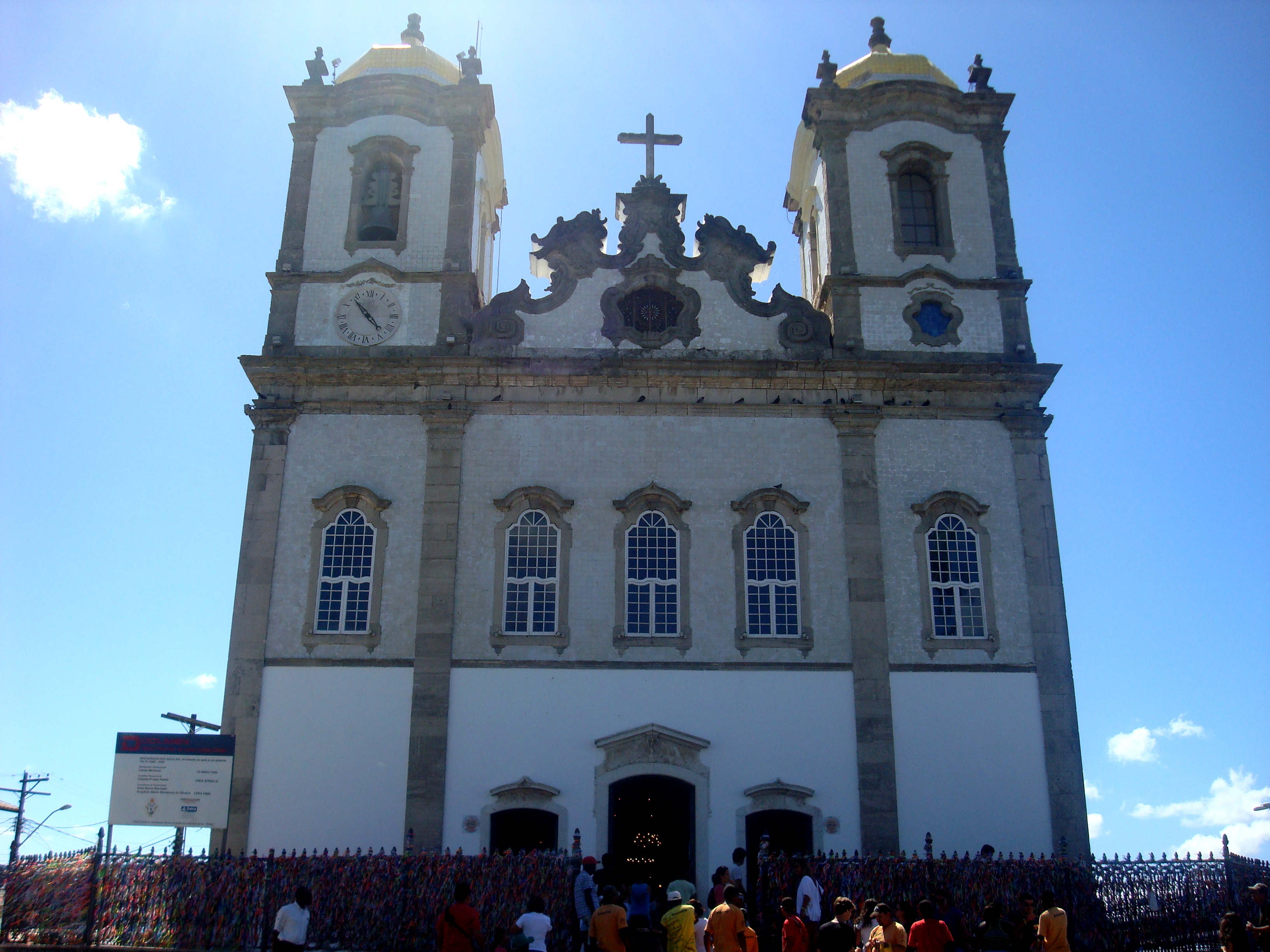
Igreja Nosso Senhor do Bonfim, em Salvador.

O mais importante atrativo de Salvador está em sua arquitetura, constituída por igrejas, fortalezas, palácios e tradicionais solares. Do total de 165 igrejas, as mais notáveis são a catedral (1656); de Nossa Senhora da Conceição da Praia (1739-1765); a igreja (1708-1750) e o Convento de São Francisco (1587), Possui uma riqueza de talha dourada e azulejaria portuguesa, a igreja da Ordem Terceira de São Francisco (1703) e a igreja do Senhor do Bonfim (1745-1754).
Entre as muitas fortalezas, os mais importantes de Salvador são a fortaleza e farol de Santo Antônio da Barra (1598), a de São Marcelo (século XVII), a do Barbalho ou de Nossa Senhora do Monte do Carmo (1638) e a de Monte Serrat. Entre os palácios destacam-se o paço arquiepiscopal da Sé, o do Saldanha e o solar do conde dos Arcos.
Dentre outros monumentos, destacam-se os seguintes: a casa de Gregório de Matos, a casa onde morreu Castro Alves (Colégio Ipiranga), o Solar do Unhão, o paço municipal, Solar Marbak, do Berquó, a terra natal de Ana Néri (Cachoeira), Castelo Garcia D’Ávila (Mata de São João), Santa Casa, local de nascimento de Teixeira de Freitas (Cachoeira).

### Feriados e festividades

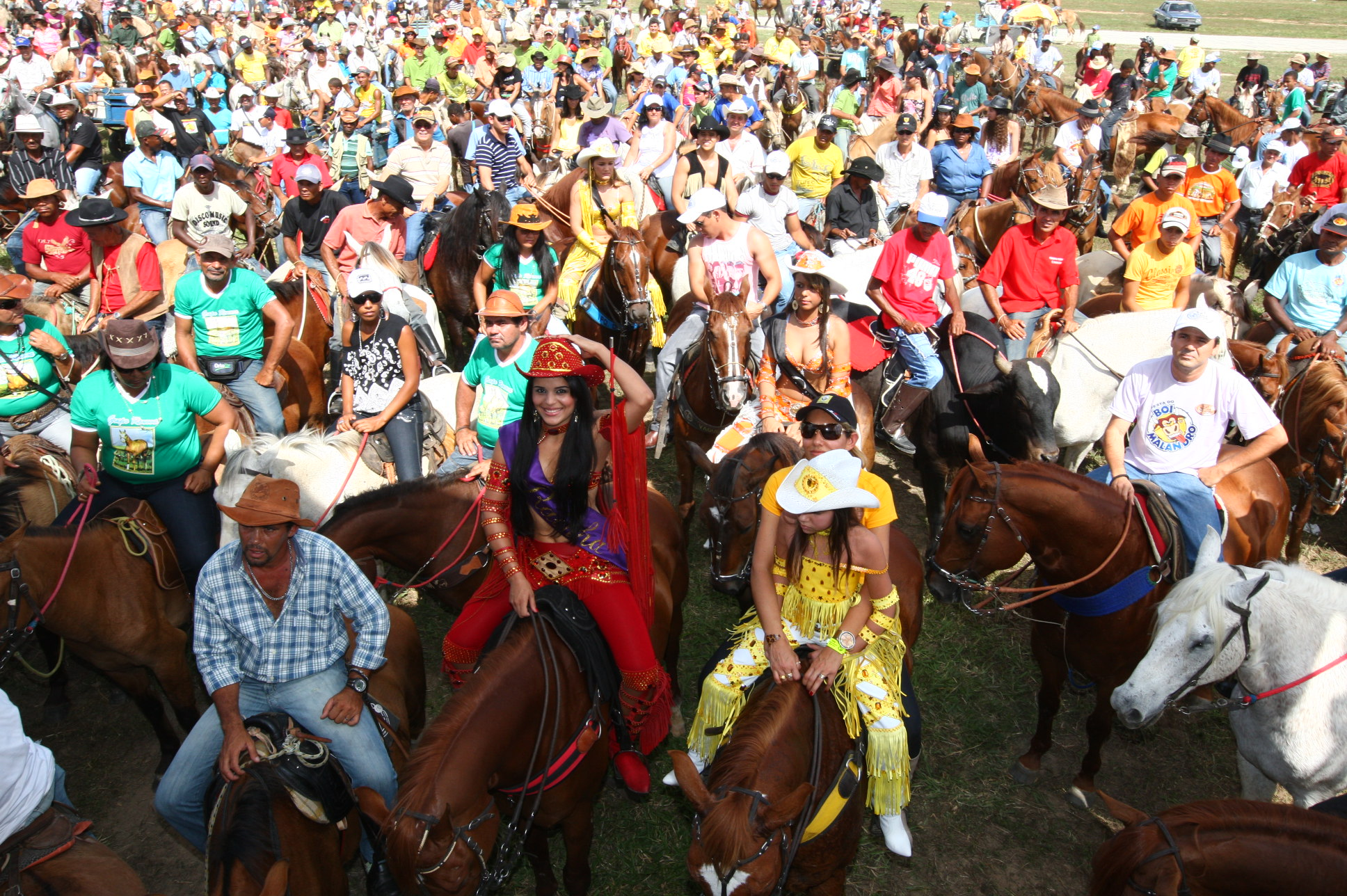
Vaquejada de Serrinha em 2009

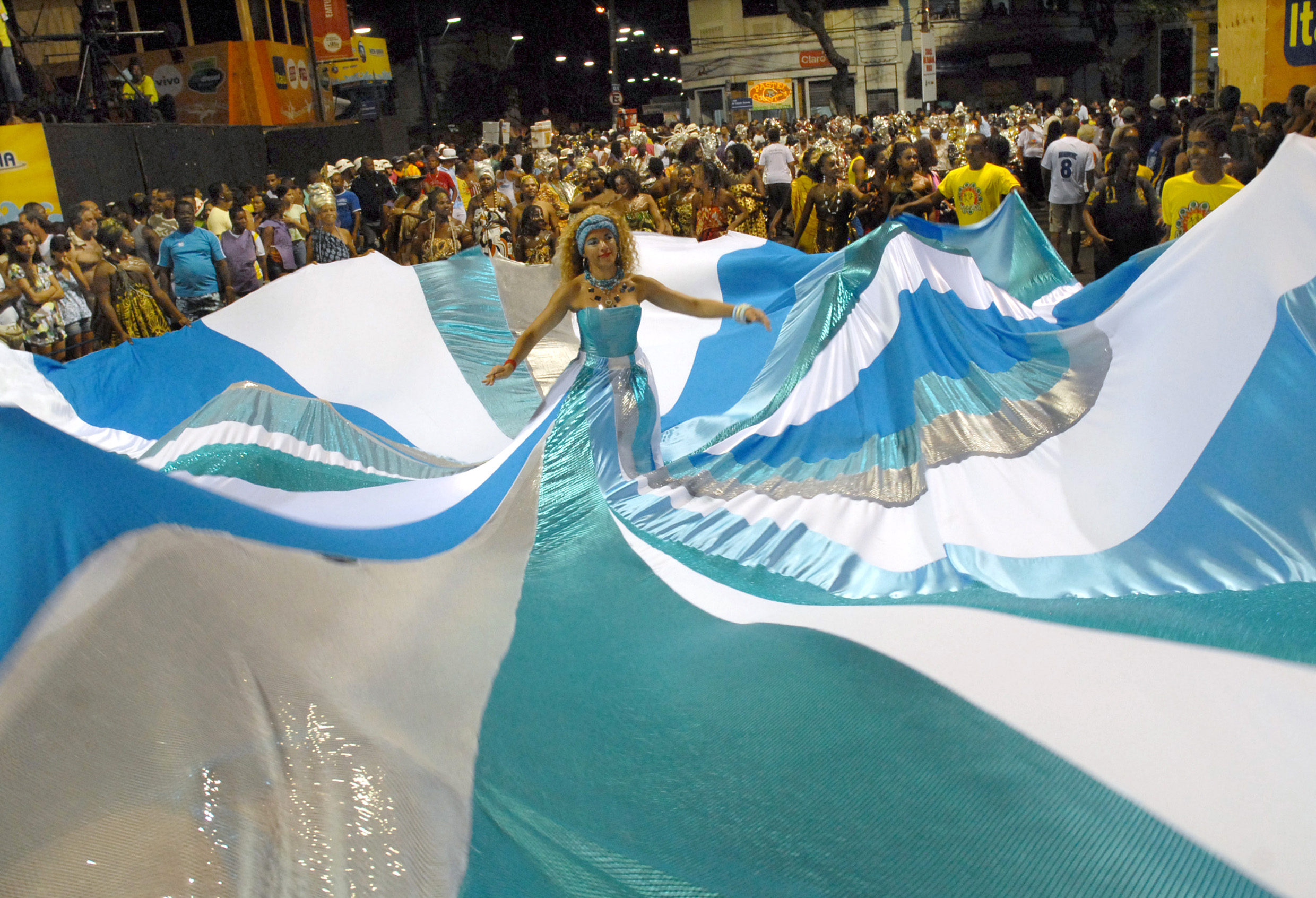
Bloco da Capoeira, Circuito Campo Grande 2008

Na Bahia, ocorrem várias festas durante o ano todo. As principais são a Lavagem do Senhor de Bonfim, o Carnaval da Bahia e as diversas micaretas que ocorrem no ano todo sendo este evento momesco fora de época uma criação baiana. Há também a Festa junina São João com destaque para a cidade de Cruz das Almas (onde acontece a tradicional guerra de espadas) e Irecê que todos os anos trazem grandes atrações da música brasileira. Ainda tem a tradicional Vaquejada de Serrinha, que acontece sempre junto ao feriado de 7 de setembro. Em Salvador, acontece sempre, no começo do ano, o Festival de Verão de Salvador. Em Vitória da Conquista, durante o inverno, acontece o Festival de Inverno Bahia.
Tendo como sua principal característica moderna o trio elétrico, o Carnaval da Bahia teve seu incremento a partir desta invenção de Dodô e Osmar. O negro reconquista sua identidade e ganha força nos Filhos de Gandhi, o Olodum, e blocos como o Ilê Aiyê, que une música ao trabalho social. O Carnaval de Salvador, considerado o maior carnaval de rua do mundo, atrai anualmente 2 milhões de foliões em seis dias de festa. Durante o período do carnaval de Salvador, dezenas dos cantores mais famosos do Brasil desfilam nos trios elétricos, como Ivete Sangalo, Daniela Mercury e muitos outros. Mas também há as festas de momo no interior, com destaque para Barreiras, Canavieiras, Palmeiras e Porto Seguro.
O Carnaval de Salvador constitui a principal festividade da capital, trazendo anualmente muitos turistas de todo o Brasil e do estrangeiro. Entre as festas mais populares estão Santa Bárbara ( de dezembro), Conceição da Praia (8 de dezembro), Santa Luzia (13 de dezembro), dos Santos Reis (de 5 a 6 de janeiro), Iemanjá (2 de fevereiro), Divino Espírito Santo (de segunda a domingo após a Assunção), todas em Salvador. E também as festas de Nossa Senhora de Santana (18 de janeiro a 3 de fevereiro), em Feira de Santana, e Nossa Senhora da Vitória (15 de agosto), em Ilhéus.
As mais importantes procissões são Senhor Bom Jesus dos Navegantes (1.º de janeiro), Senhor dos Passos (segunda sexta-feira da Quaresma) e Nossa Senhora do Monte Serrat (2 de setembro). Outras festas importantes são a lavagem do Bonfim (quinta-feira antes do segundo domingo após a Epifania), sábado e domingo do Bonfim, segunda-feira da Ribeira (após domingo do Bonfim), quadrilha do Rio Vermelho (dois domingos antes da festa mais popular do país), Carnaval e Dois de Julho (dia da Independência). As expressões folclóricas do município são abundantes e diversificadas, incluindo candomblé, capoeira e ritmos populares.
No interior do estado também existem determinados pontos turísticos, como a cidade histórica de Cachoeira, o parque nacional de Paulo Afonso com seu salto e a hidrelétrica de mesmo nome, a estância hidromineral de Cipó e, na costa, parque nacional do Monte Pascoal. Também na costa, todas as praias da Costa do Descobrimento se destacam.
| Data       | Nome                   | Observações                                           |
| ---------- | ---------------------- | ----------------------------------------------------- |
| 2 de julho | Independência da Bahia | Em comemoração ao fato histórico ocorrido nesta data. |

### Literatura

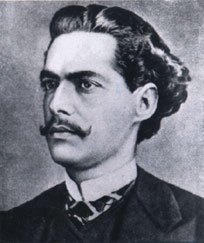
Castro Alves

Escritores baianos possuem relevância histórica ao aparecerem como representantes maiores do Barroco no Brasil: Gregório de Matos, Botelho de Oliveira e Frei Itaparica. Na Bahia, apareceram, também, as primeiras academias literárias no país: a Academia dos Esquecidos (1724-1725) e a Academia Brasílica dos Renascidos (1759). Cabe salientar que, na época, havia os cronistas-mor nomeados pelo rei de Portugal e que as academias eram tidas como seguidoras da moda das academias em Portugal mas também representariam algum tipo de sentimento nativista do meio intelectual, já bastante desenvolvido em território baiano.
No período mais recente, temos uma Bahia pródiga de autores imortais, como Castro Alves, Adonias Filho, Jorge Amado, e João Ubaldo Ribeiro. Os dois últimos são autores excepcionais, de literatura fácil e rica de detalhes sobre a Bahia. São, ao mesmo tempo, radiografias da vida no estado. No entanto, ao se falar em romances, a "produção" está reduzida, restringe-se a pequenos versos e passagens que remontam o estilo medieval e a famosos romances, como o Gabriela, Cravo e Canela, de Jorge Amado, publicado em 1958. A obra é um retorno ao ciclo do cacau, entrando no universo de coronéis, jagunços e prostitutas que desenham o horizonte da sociedade cacaueira da época.
Na década de 1920, na então rica e pacata Ilhéus, ansiando por progressos, com intensa vida noturna litorânea, entre bares e bordéis, desenrola-se o drama, que acaba por tornar-se uma explosão de folia e luz, cor, som, sexo e riso. Paralelamente, a literatura de cordel persiste principalmente no sertão, onde violeiros transmitem a tradição cordelista por meio de sua cantoria.

### Cinema
O cinema na Bahia é promovido e incentivado pela Diretoria de Artes Visuais e Multimeios (DIMAS), além da Associação Baiana de Cinema e Vídeo (ABCV / ABD-BA), membro da Associação Brasileira de Documentaristas e Curta-metragistas.

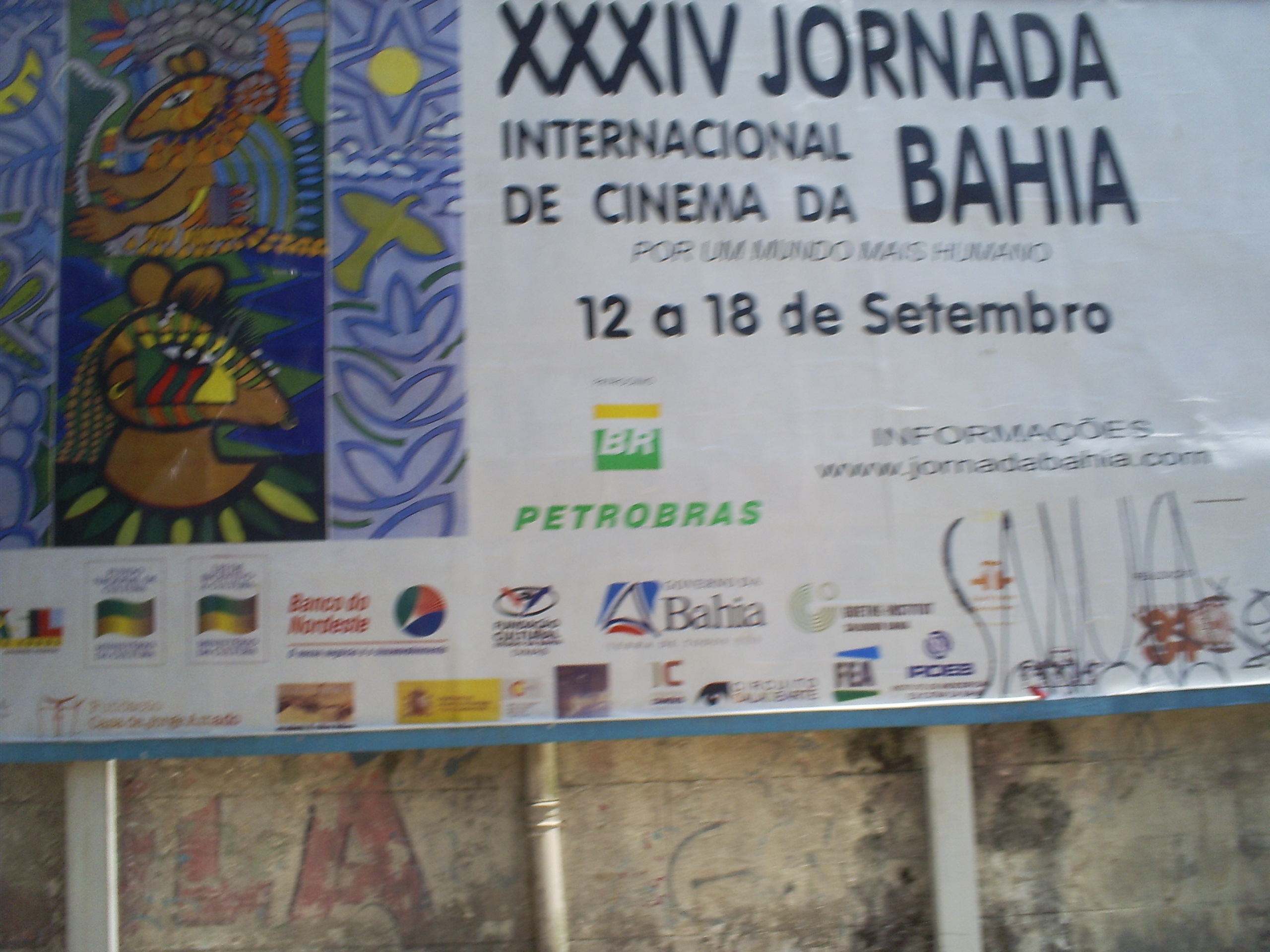
Anúncio da XXXIV Jornada Internacional de Cinema da Bahia

Na Bahia, ocorrem vários festivais e encontros de cinema e cineclubismo, entre eles: Bahia Afro Film Festival, em Salvador; Encontro Baiano de Animação, em Salvador. Feira Mostra Filmes, em Feira de Santana; Festival Brasilidades, em Feira de Santana; Festival Nacional de Vídeo — A Imagem em 5 Minutos, em Salvador; FIM! — Festival da Imagem em Movimento, em Salvador; Jornada Internacional de Cinema da Bahia, em Salvador; Mostra Cinema Conquista, em Vitória da Conquista; Seminário Internacional de Cinema e Audiovisual, em Salvador; e Vale Curtas — Festival Nacional de Curtas-Metragens do Vale do São Francisco, em Juazeiro e Petrolina.
Também há várias produções cinematográficas nacionais que possuem como tema a Bahia ou algo a ela relacionado, a exemplo de O Pagador de Promessas, Tenda dos Milagres,  Cidade Baixa e Ó Paí, Ó. O estado também é berço de grandes nomes do cinema nacional, como os atores Lázaro Ramos, Wagner Moura, Luís Miranda, Priscila Fantin, Fábio Lago, João Miguel, Othon Bastos, Antonio Pitanga (pai dos também atores Rocco e Camila Pitanga) e Emanuelle Araújo e os cineastas Glauber Rocha e Roberto Pires. A TVE Bahia exibe às sextas-feiras, a sessão de filmes Sextas Baianas. E a DIMAS exibe a sessão Quartas Baianas, especialmente dedicada ao resgate e à valorização da produção local, com entrada franca, na Sala Walter da Silveira, às quartas-feiras, às 8h da noite.

### Música

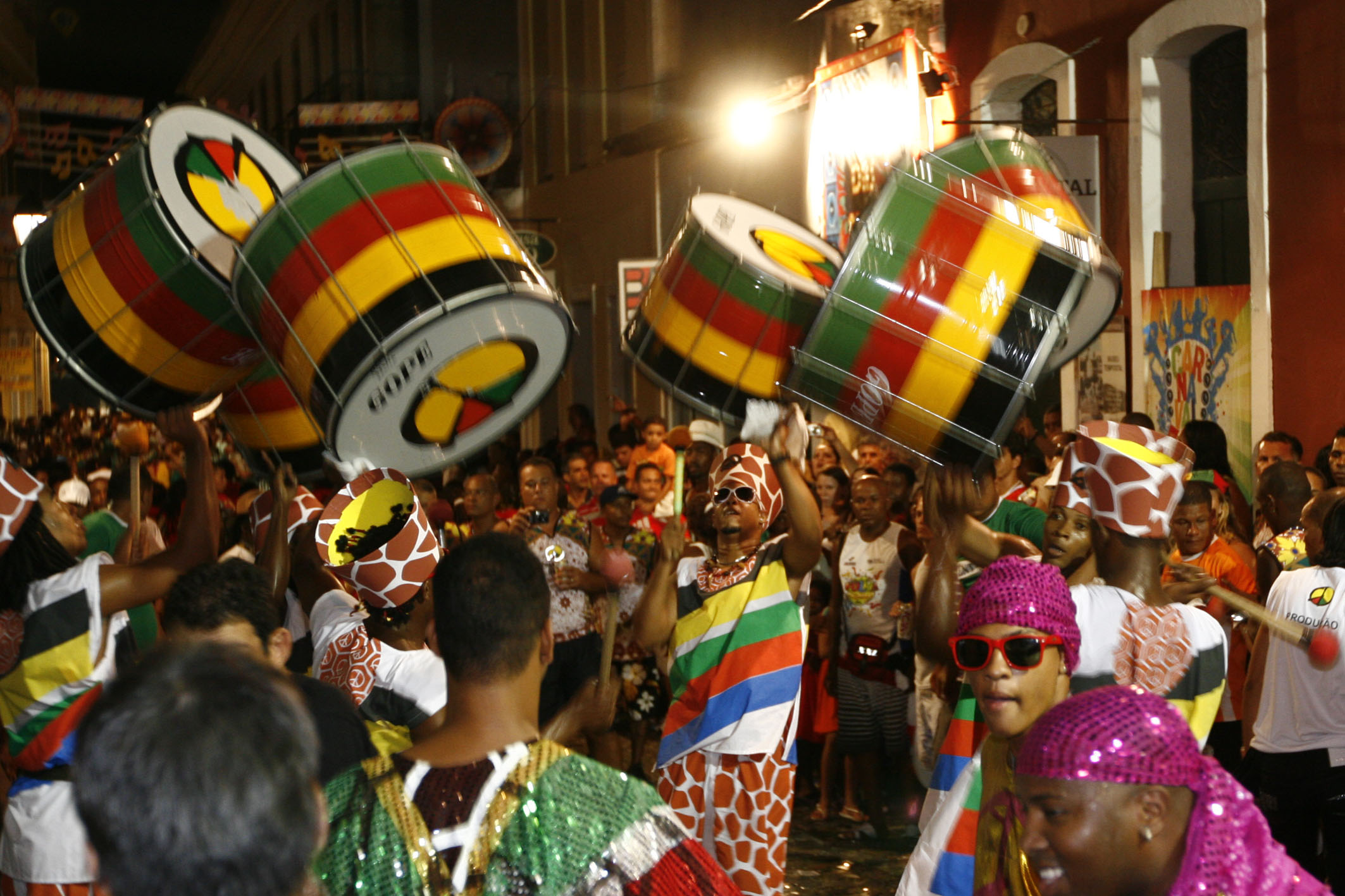
Integrantes do Olodum nas ruas do Centro Histórico de Salvador, 2010.

A considerada primeira música e álbum gravado no Brasil, Isto É Bom é uma canção escrita por Xisto Bahia e lançada pelo cantor Baiano em 1902, pela Casa Edison utilizando o selo Zonophone. Esta canção é considerada marco inicial das gravações fonográficas no Brasil pela maioria dos pesquisadores da história da música popular brasileira. Nas últimas décadas, a Bahia tem sido um verdadeiro celeiro musical. Surgiram muitos artistas (músicos, instrumentistas, cantores, compositores e intérpretes) de grande influência no cenário musical nacional e internacional. Tendo a maior cidade das Américas durante muitos séculos, sua capital foi local dos nascimentos, a partir da influência africana, do samba de roda, seu filho samba, o lundu e outros tantos ritmos, movidos por atabaques, berimbaus, marimbas — espalhando-se pelo resto do Brasil, e ganhando o mundo.
Há expoentes em vários gêneros musicais no estado, como João Gilberto (a inaugurar a bossa nova), Gilberto Gil e Caetano Veloso (com o Tropicália), às introduções rítmicas da batucada do Olodum no  samba-reggae, passando por  Daniela Mercury e Ivete Sangalo no axé music), como  Bob Joe no country/sertanejo,  Waldick Soriano e Pablo do Arrocha no brega e Arrocha, na MPB com Dorival Caymmi e Simone, Raul Seixas ou Pitty (no rock baiano) e grupos musicais de grande sucesso como Novos Baianos, Chiclete com Banana, Timbalada, entre muitos outros na bossa nova, do samba, do pagode, do tropicalismo, do rock brasileiro, axé e samba-reggae.

### Esportes
No estado nasceram os medalhistas olímpicos Robson Conceição, Hebert Conceição, Beatriz Ferreira e Adriana Araújo no boxe; Isaquias Queiroz e Erlon Silva no canoísmo; Ana Marcela Cunha na maratona aquática; Edvaldo Valério na natação,; Nilton Oliveira no basquete; e Ricardo no vôlei de praia. Também são oriundos do estado: o campeão mundial de boxe Acelino Popó Freitas, medalhistas em Mundiais como Allan do Carmo na maratona aquática; Breno Correia na natação; e o campeão da Indy Tony Kanaan no automobilismo.

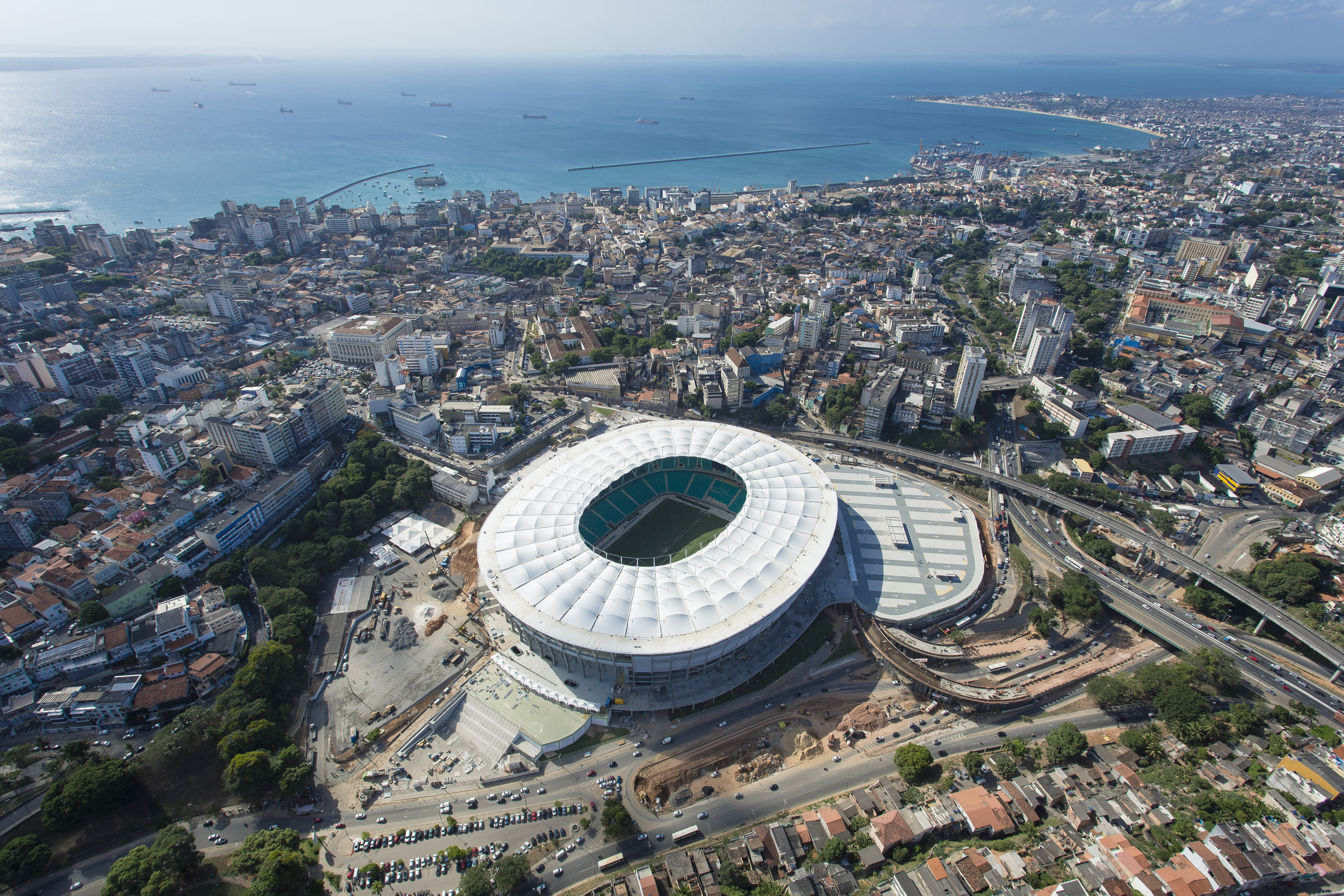
Arena Fonte Nova, em Salvador

As competições de futebol na Bahia são regidas pela Federação Bahiana de Futebol (FBF), fundada em 1903. A sua principal competição profissional é o Campeonato Baiano de Futebol, o mais antigo do Nordeste e segundo mais antigo do Brasil, disputado desde 1905. Além disso, a Federação patrocina anualmente o Campeonato Baiano Intermunicipal de Futebol, entre as diversas associações de futebol dos municípios baianos. Os maiores clubes de futebol da Bahia e reconhecidos nacionalmente são o Bahia e o Vitória, ambos de Salvador. O Bahia, maior vencedor da história do Campeonato Baiano, campeão brasileiro em 1959 e 1988, um dos fundadores do Clube dos 13, e atualmente, disputa a Série A do Campeonato Brasileiro. Sete baianos já foram campeões da Copa do Mundo de Futebol: Zózimo (1958 e 62), Aldair (1994), Bebeto (1994), Dida (2002), Júnior Nagata (2002), Vampeta (2002), Edílson Capetinha (2002).